# Urgeschichte Griechenlands
Die Urgeschichte Griechenlands reicht von den ältesten menschlichen Spuren vor 700.000 Jahren bis an den Beginn einer breiteren schriftlichen Überlieferung.

## Paläolithikum
Aufgrund seiner Lage dürfte Griechenland für die erste Besiedlung Europas durch Angehörige der Gattung Mensch eine erhebliche Rolle gespielt haben. Doch wurden potentielle archäologische Fundstätten durch klimatische Veränderungen, tektonische Aktivität, das Landschaftsrelief und Überschwemmungen im Wechsel von Warm- und Kaltzeiten zerstört.

### Alt- und Mittelpaläolithikum
Als älteste Fundstätte in Griechenland gilt seit 2018 Marathousa 1 bei Megalopoli auf dem Peloponnes, ein Fundplatz, der seit langem bekannt ist, der aber nun erst dem Altpaläolithikum zugeordnet werden konnte. Die Homininen, die dort ihre Spuren, etwa vom Zerlegen von Waldelefanten (Palaeoloxodon antiquus) zum Zweck der Ernährung, hinterlassen haben, hielten sich an einem Seeufer auf. Die Jäger nutzten die Elefantenknochen aber auch als Werkzeuge und richteten sie entsprechend zu. Die lithische Analyse ergab große Ähnlichkeiten mit den Beständen etwa von Bilzingsleben oder Schöningen, aber auch anderen Fundplätzen, etwa in Italien, die auf ein Alter von etwa 400.000 Jahren datiert wurden. Bis 2023 wurden neben einem Makaken die Überreste von Elefanten, Flusspferden und Nashörnern, aber auch die einer ausgestorbenen Riesenhirschart. Der Fundplatz im Braunkohletagebau Megalopolis wurde auf ein Alter von 700.000 Jahren datiert.
Die Abschlag- und Klingenindustrie von Rodia in Thessalien mit nur wenigen Faustkeilen wurde auf ein Alter von 200.000 bis 400.000 Jahren geschätzt. Möglicherweise lässt sich die Fundstätte Rodafnidia auf Lesbos dem Acheuléen zuordnen.

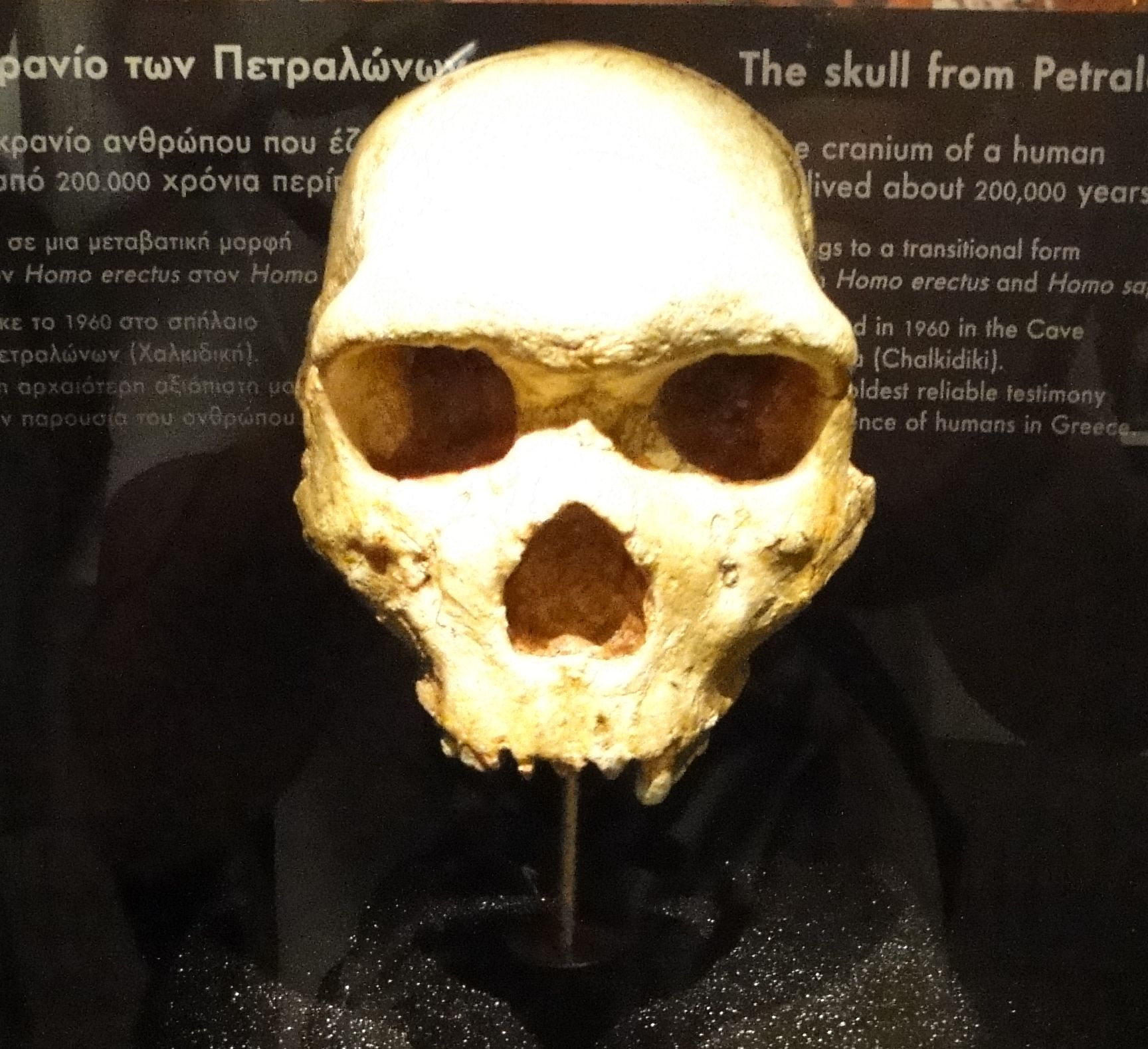
Petralona 1, Archäologisches Museum Thessaloniki, 2010

Nur wenige menschliche Überreste wurden bisher ausgegraben. Der Schädel eines Mannes von etwa 30 Jahren wurde 1960 in der Tropfsteinhöhle von Petralona auf der Halbinsel Chalkidiki entdeckt. Der Tote wurde zeitweise als Archanthropus europaeus petraloniensis bezeichnet. Er wurde 1981 auf ein Alter von 160.000 bis 240.000 Jahren datiert, zwei Jahrzehnte später auf mindestens 300.000 Jahre. Das Fossil konnte beiden Datierungen zufolge dem späten Homo heidelbergensis zugeordnet werden. 2025 wurde diese Datierung bestätigt.
Im griechischen Teil Thrakiens fanden sich vor allem Chopper, also Geröllwerkzeuge. Im türkischen Teil Thrakiens, genauer gesagt am Nordrand der Lagune von Küçükçekmece (Küçükçekmece Gölü), fanden sich etwa 1600 Artefakte in den Höhlen von Yarımburgaz, deren älteste auf etwa 400.000 Jahre datiert wurden. Wahrscheinlich bewohnte zuerst Homo erectus die Höhle. Meist wurde Feuerstein genutzt, aber auch Quarz und Quarzit. Insgesamt ähnelt die Industrie derjenigen der Höhlen von Rodia und Doumbia in Thessalien und Makedonien.
Daneben lassen sich wenige Stätten durch Ähnlichkeiten mit datierten Industrien dem Mittelpaläolithikum zuweisen, wie etwa Kokkinopilos in Epirus. Dieser Fundort weist Eigenschaften des Moustérien auf. Die Steinartefakte der jüngeren Fundstätten weisen auf die in dieser Zeit auftauchende neue Steinbearbeitungstechnik hin, die unter dem Namen Levalloistechnik bekannt ist, und die dem Neandertaler zugeordnet wird. Von diesem sind inzwischen auch Artefakte auf dem Peloponnes und auf Naxos an der Fundstätte Stélida aufgetaucht. Ob Naxos während der Kaltzeiten zeitweise trockenen Fußes erreichbar war, ist ungeklärt, doch ist die Fähigkeit, größere Wasserflächen zu überwinden, immerhin denkbar. In der epirotischen Höhle von Asprochaliko, 4 km nordöstlich von Kokkinopilos im Tal des Louros wurden die untersten Schichten auf 100.000 Jahre datiert; im nahe gelegenen Kokkinopilos weisen Freilandfunde auf die Anwesenheit von Neandertalern vor 150.000 Jahren hin, allerdings ist dies umstritten.
Vier Kilometer westlich von der Fundstelle PS 43 befindet sich die mesolithische, also deutlich jüngere Fundstätte PS 3, in PS 43 spricht die Anwesenheit von Pfeilspitzen für Jagdtätigkeit, die Abwesenheit von Sicheln für die Zeit vor dem Neolithikum. Dies könnte ein Kriterium zur Eingrenzung sein, doch mögen die frühbäuerlichen Bewohner auch jenseits entsprechender Siedlungen gejagt haben. Um den Lakonischen Golf tauchten im letzten Jahrzehnt mehrere Stätten auf, die zwischen 100.000 und 40.000 Jahre alt sind. Darunter befand sich der Zahn eines Neandertalers aus Lakonien, der der Übergangszeit zum anatomisch modernen Menschen zugeordnet wird.
Auf Kreta fanden sich in der Schlucht des Megalopotamos oberhalb des Palmenstrandes von Preveli Artefakte, die auf ein Alter von 130.000 Jahren datiert wurden. Sie belegten, dass Neandertaler in der Lage waren, größere Distanzen über das Meer zu überwinden. Ihre typischen Moustérien-Steinwerkzeuge wurden darüber hinaus auf den Inseln Lefkada, Kefalonia und Zakynthos entdeckt.
Neandertalergruppen lebten zugleich entlang der Flussläufe in Makedonien und Thessalien, denn auf einigen der gut erhaltenen Terrassen fanden sich Spuren entsprechender Lager. Dies gilt vor allem für das Gebiet westlich von Larisa. Die weiten Ebenen mit ihren Flussläufen zogen diejenigen Beutetiere an, von denen die Neandertaler ganz überwiegend lebten. Im Norden fand man Artefakte in den Höhlen von Rodia und Doumbia in Thessalien und Makedonien. Der Fundplatz wurde auf 200.000 bis 400.000 Jahre datiert. Danach erscheint eine lange zeitliche Lücke, die erst vor 60.000 Jahren endet, als wieder Neandertaler erschienen. Bei ihnen zeigen sich saisonale Wanderungen, die vor allem unternommen wurden, um natürliche Ressourcen entlang der Flüsse, aber auch die der küstennahen Marschenlandschaft zu nutzen. Auch an Felsüberhängen und in schmalen Taldurchgängen, von denen die grasenden Herden beobachtet und bejagt werden konnten, fanden sich Artefakte.

### Jungpaläolithikum

Die Ausbreitung des modernen Menschen

Ungefähres Verbreitungsgebiet des Aurignacien

Kennzeichen des Jungpaläolithikums ist eine neue Steinbearbeitungstechnik. Feuerstein wurde in einem neuartigen Klingenkonzept unter Anlage eines „Leitgrates“ verarbeitet. Das heißt, auf dem Kern wurde ein senkrechter Dorsalgrat angelegt, der das Abtrennen langschmaler Abschläge ermöglichte. Diese werden als Klingen bezeichnet.
Während der größten eiszeitlichen Vergletscherung um 28.000 bis 20.000 v. Chr. (nach anderen Angaben 24.500 bis 18.000 v. Chr.) – die letzten Neandertaler waren längst verschwunden – lag der Meeresspiegel um 100 bis 130 m tiefer als heute. Der nachfolgende Anstieg war durch das Abschmelzen der gewaltigen Eismassen bedingt, das sich über Jahrtausende hinzog. Die starken Schwankungen des Meeresspiegels zerstörten vor allem in den küstennahen Ebenen archäologische Artefakte.
Es ist beinahe unmöglich, auch nur eine entfernte Vorstellung davon zu gewinnen, wie viele Menschen um 20.000 v. Chr. in Europa lebten. Versuchsweise hat man die Bevölkerungszahl, unter Berücksichtigung der ökologischen Bedingungen einer fortgeschrittenen Kaltzeit, auf vielleicht 6.000 bis 10.000 geschätzt. Dabei handelte es sich um unsere unmittelbaren Vorfahren, die vor etwa 45.000 Jahren nach Europa gekommen sind.
Eine Schlüsselstätte ist die Franchthihöhle im Nordosten des Peloponnes, die für 100.000 Jahre immer wieder aufgesucht wurde. Hinzu kommen die thessalische Theopetra-Höhle, die vom mittleren Paläolithikum bis zum Neolithikum aufgesucht wurde, aber auch mesolithische Funde in der Klissoura-Höhle im Nordostpeloponnes oder die Zyklopenhöhle auf den Sporaden. Theopetra liegt im Übergangsgebiet von der thessalischen Ebene zum Pindos. Die ältesten Schichten gehören dem frühen Mittelpaläolithikum an, möglicherweise reichen sie noch weiter zurück. Die meisten Fundstücke gehören aber der Zeit vor 50 bis 30.000 Jahren an. Die Jäger lebten in einer Steppenlandschaft, in der sie Bären und Hirschen auflauerten. An diese Phase schloss sich eine weitere Nutzungsphase an, die von 38.000 bis 25.300 BP reichte. Die von der zunehmenden Kälte vertriebenen Menschen kehrten erst vor 15.000 Jahren zurück. Sie blieben bis vor 11.000 Jahren.
Nach dem Maximum der letzten Kaltzeit, die in Griechenland zugleich eine ausgeprägte Trockenzeit war, stieg die Temperatur vor etwa 18.000 Jahren wieder an, jedoch blieb das Land noch lange Zeit trocken. Jagdlager lassen sich nunmehr auch in höheren Regionen belegen, wie in Epiros, wo das Klima milder wurde. Offenbar weiteten sich die Tauschkontakte aus, denn in der Theopetra-Höhle fanden sich nunmehr Werkzeuge aus Material, das nicht mehr aus der Umgebung stammte oder entlang der Wanderzyklen aufgesammelt wurde, sondern es stammte aus weiter entfernten Gebieten. Im Sommer zogen Jagdgruppen ins Pindos-Gebirge, das für die Tierherden attraktiver wurde, die offene Graslandschaften bevorzugten. Die tiefer gelegenen Ebenen begannen zu verwalden.
Die Klithi-Höhle in Nord-Epiros bei Konitsa wurde von besagten spätglazialen Jägern, meist in kleinen Gruppen von 5 bis 10, vielleicht bis zu 20 Menschen, wahrscheinlich Familien, immer wieder in der warmen Jahreszeit für mehrere Monate aufgesucht. Dies geschah zwischen 16.500 und 13.000 BP, also in der Zeit zwischen der maximalen Vergletscherung und der beginnenden Rückkehr der Wälder im Laufe der globalen Erwärmung. 99 % der Knochen, die sich in der Höhle fanden, stammten von Ziegen und Gämsen. Die Tiere wurden in der Höhle zu Lebensmitteln, Artefakten und Kleidern verarbeitet. Während in den Ebenen und Tälern die pflanzliche Nahrung große Bedeutung hatte, spielte sie im Gebirge kaum eine Rolle. Im Gegensatz zu Klithi kam es an der Fundstätte bei Kastritsa wohl zum Zusammentreffen zahlreicher Jägergruppen. Die dritte wichtige Fundstätte in Epiros, Asprochaliko, ist hingegen kleiner. Sie stellt die älteste Fundstätte dieser transhumanten Jagdgruppen dar (26.000 BP). Mit dem Vordringen der Wälder verschwanden die Beutetiere aus der Region oder zogen sich in die höheren Gebirgslagen zurück, womit die Jägerfamilien ihren Sommerstandort ändern mussten.
Der Tausch oder Handel lässt sich gegen Ende der letzten Kaltzeit genauer fassen. Das wichtigste erkennbare Tauschobjekt im Mittelmeerraum waren zunächst wohl Muscheln, dann bestimmte Steinarten, die für die Geräteproduktion von großer Bedeutung waren, zumal wenn sie von hoher Qualität waren. Das galt etwa für den seltenen Obsidian. Um 10.000 v. Chr. gelangte Obsidian von der Insel Melos in die peloponnesische Franchthihöhle, die etwa von 30.000 bis 3000 v. Chr. aufgesucht wurde.

### Mesolithikum

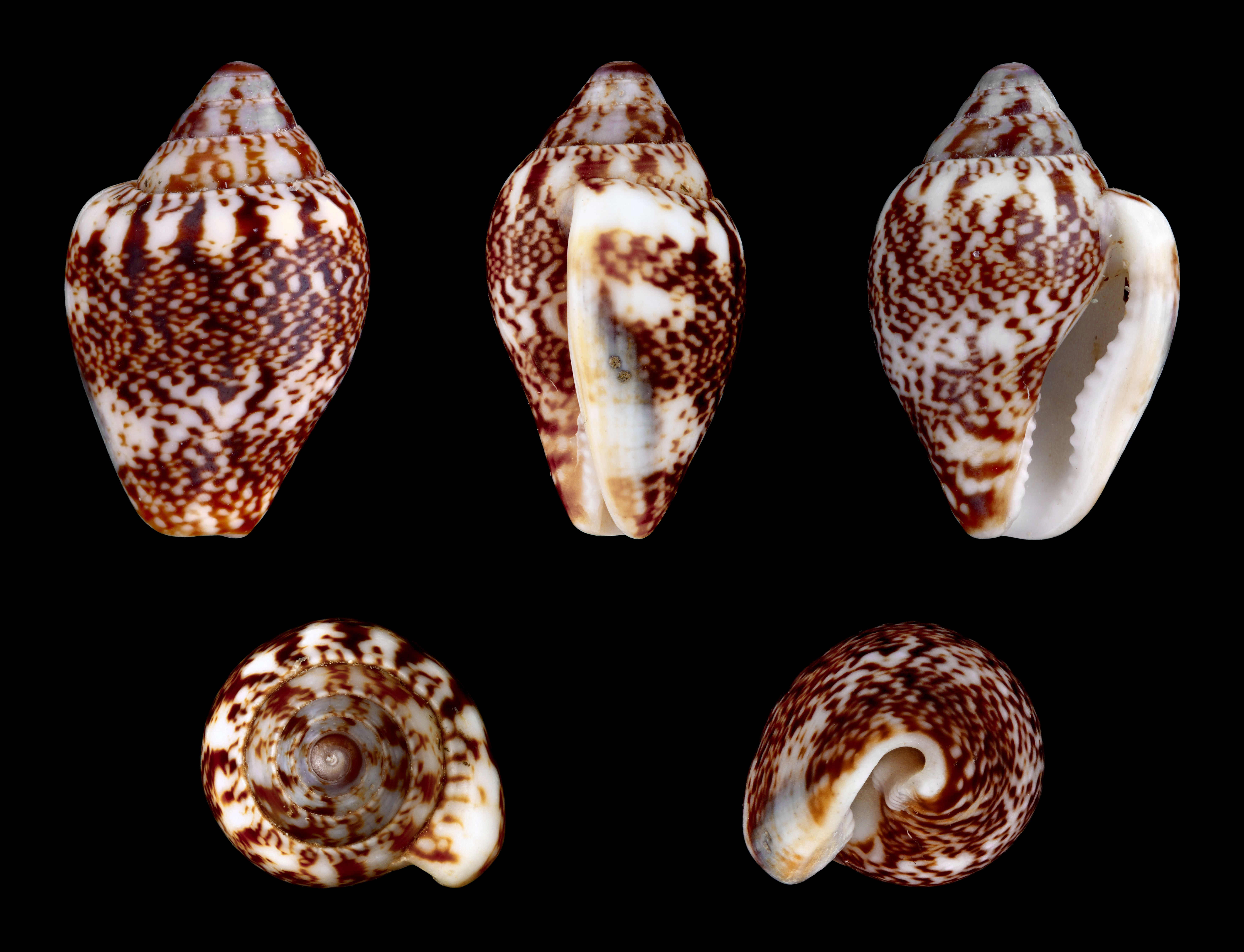
Die Schale von Columbella rustica diente schon seit langem als Schmuck.

Als die gewaltigen Gletschermassen des Nordens und in den Gebirgen abzuschmelzen begannen – zuletzt kam es im Jüngeren Dryas zwischen 10.730 und 9.700/9.600 v. Chr. zu einer starken Abkühlung –, entstanden zahllose Seen und Flussläufe. Zugleich wurden die freiwerdenden Landmassen vom Druck des Eises entlastet und hoben sich. Jedoch stieg der Wasserspiegel der Meere erheblich stärker. Dieser Anstieg erreichte 120 bis 130 m. Die großen, auf Tundren oder sonstige waldfreie Flächen angewiesenen Tierherden verschwanden, zogen nordwärts oder in die höheren Gebirgszonen.
Die jungpaläolithischen Großwildjäger verlegten sich nunmehr auf Kleinwild, lebten zunehmend von Vegetabilien, entwickelten neue Geräte und Waffen. Als Jagdspektrum erschienen nun Wildziegen, Hirsch, Schwein und Hase, aber auch Vögel. Nun breitete sich Nadelwald in den höheren Lagen, Eichen in den tieferen aus. Eine neolithische Nutzung erfolgte in der Theopetra-Höhle von 8.000 bis 6.000 v. Chr.
Im Werkzeugspektrum zeigt sich, dass Griechenland relativ isoliert war und von kulturellen Veränderungen in den umgebenden Großräumen kaum berührt wurde. Der Fischfang, insbesondere der von Thunfischen, nahm deutlich zu. Jagd und Sammeln lieferten nur Zusatznahrungsmittel. Da auch die Fischer dem saisonal anwachsenden Fischbestand folgten, war ihr Leben von entsprechenden Wanderungen zu den besten Fangplätzen geprägt. Ihre Steinartefakte sind sehr viel kleiner und werden als Mikrolithen bezeichnet. Diese waren meist Bestandteile von Werkzeugen und Waffen, die dem Fang, der Verarbeitung und der Lagerung dienten. Zu den Pflanzenresten der Franchthi-Höhle zählen neben Wildpflanzen Nüsse und Getreide.
Ob die Steine, die zur Herstellung der Geräte nötig waren, und die aus immer größerem Umkreis stammten, auf eine Art Territorium hinweisen, in dem bestimmte Gruppen Vorrechte hatten, ist unklar. Es könnte sich auch um ein weiträumiges Handelsnetz handeln. Die Zyklopenhöhle auf der heute unbewohnten Sporadeninsel Gioura, 30 km von Alonnisos entfernt, wurde von 8700 bis 7000 v. Chr. regelmäßig aufgesucht. Auf einem weiteren Eiland der Inselgruppe, auf Kythnos, fand man Spuren von Rundhütten, die wohl gleichfalls der veränderten Wirtschaftsweise zuzuordnen sind, die als „broad spectrum revolution“ bezeichnet worden ist. Dabei war es zu einer Verlagerung von Großwild auf ein breites Spektrum von Kleintieren, dazu Vegetabilien gekommen, eine Verlagerung, die das Überleben offenbar nach und nach sicherer machte. Die Mesolithiker, so wurde postuliert, hätten bald Getreide genutzt, doch die meisten Archäologen halten diese Funde für Einschwemmungen aus höheren Schichten. Die Untersuchung der Gioura-Obsidianwerkzeuge konnte als Herkunft die Kykladeninsel Milos belegen, während Werkzeuge eine Ähnlichkeit mit Funden aus der Gegend von Antalya aufweisen, was zu dem Schluss führte, dass die Bewohner von Gioura weiträumige Kontakte unterhielten und über außerordentliche Navigationskenntnisse verfügten.
Mesolithische Funde auf der Kykladeninsel Kythnos an der Fundstätte Maroulas brachten 1996 bis 2005 die wohl älteste Siedlung der Kykladen zu Tage. Sie wurde zwischen 8600 und 7800 v. Chr. datiert. Das Vorrücken der Küstenlinie zerstörte einen Großteil des Siedlungsplatzes, die Restfläche erstreckt sich auf etwa 1500 bis 2000 m². Zugleich fanden sich dort, nur wenige Zentimeter unter der Erdoberfläche, die ältesten Begräbnisstätten im Freiland.
In Franchthi wurden die Toten nahe den Lebenden beigesetzt. Dabei kam zunehmend Ocker in Gebrauch sowie persönlicher Schmuck. Die Menschen lebten in einem Netzwerk von zusammenhängenden Lagern. Es zeigte sich, dass in Griechenland Mikrolandschaften bestanden, kleine Distrikte, in denen sich zahlreiche Stätten nachweisen ließen.
Eine weitere Lebensweise, die Jagd auf entsprechende Mittel- und Hochgebirgstiere, ließ sich in den Gebirgsregionen zwischen Epiros und Thessalien/Makedonien an über 90 Stellen nachweisen. Dort orientierte man sich bei der Suche an vergleichsweise ebenen Terrains in Höhen zwischen 1400 und 1900 m. Doch auch hier beendete der vordringende Wald bald die Epoche der Jagd. Die nachfolgende, von eher bäuerlichen Kulturen dominierte Epoche, das Neolithikum, erhielt nur wenige Beiträge, die als mesolithisch gelten. Dies steht in Gegensatz zu anderen Regionen des Mittelmeers und darf als weiterer Indikator dafür gelten, dass die Zahl der Jäger, Sammler und Fischer in Griechenland vergleichsweise gering war.

## Neolithikum (ab 7000 v. Chr.)

### Zeitliche Gliederung und Brüche in der Gesellschaftsentwicklung

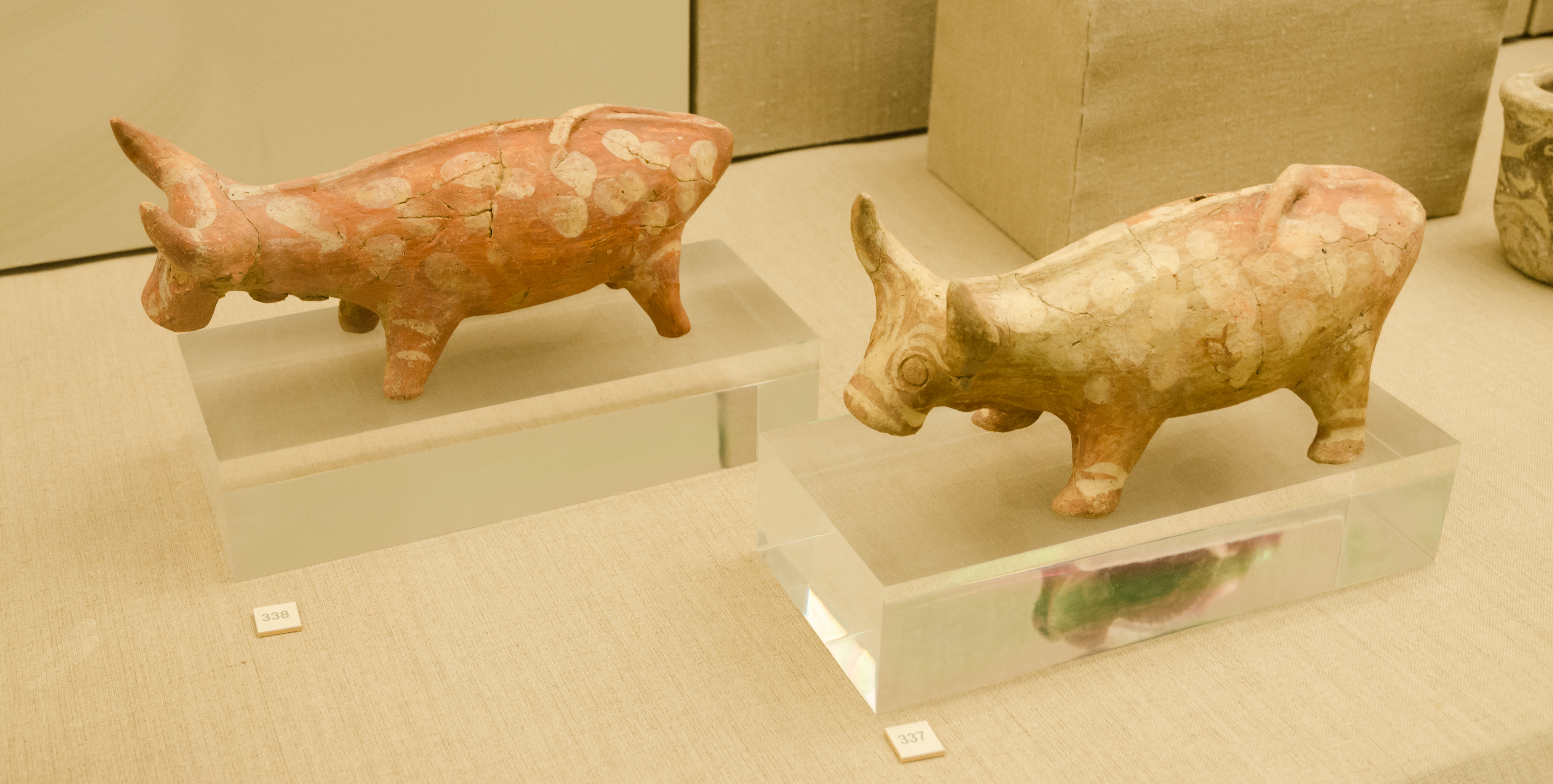
Neolithische Gefäße aus Akrotiri

Das Neolithikum wird in Griechenland üblicherweise in vier Phasen eingeteilt, nämlich das Präkeramische Neolithikum (ab 7000 v. Chr.), das Frühneolithikum (ab 6500 v. Chr.), das Mittlere Neolithikum (ab 5800 v. Chr.) und das Spätneolithikum (ab 5300 v. Chr.). Dabei galten die neolithischen Siedlungen eher als klein, isoliert und geradezu statisch im Vergleich zu den beeindruckenden Fundstätten der nachfolgenden Bronzezeit. Zudem wurde ihnen die soziale Schichtung ebenso abgesprochen wie handwerkliche Differenzierung oder mehr als bloße Subsistenzwirtschaft. Das Neolithikum wurde geradezu zur Folie, vor der der Aufstieg Griechenlands gedanklich wiederaufgeführt werden konnte. Dabei wurde die Darstellung der üblichen Kulturabfolgen auf die Frage nach der Herkunft reduziert, womit ihre Komplexität und ihre Möglichkeiten aus dem Blick gerieten. Gleichzeitig wurden langsame Veränderungen im Rückblick zu Revolutionen stilisiert, im schlimmsten Fall der bloße technische Fortschritt in den Vordergrund gerückt, der sich üblicherweise in einer angeblich gesteigerten Beherrschung der Natur ausdrückte. Damit wurden historische Prozesse geradezu zu einer „Karikatur“.
Die Arbeiten der letzten Jahrzehnte kamen zu dem Ergebnis, dass die Brüche keineswegs so hart waren, wie behauptet. Im Gegenteil hatten Neolithikum und Bronzezeit vieles gemeinsam. Dazu zählte handwerkliche Differenzierung ebenso wie eine breite agrarische Basis mit starker Regionaldifferenzierung, Gartenwirtschaft, aber auch landwirtschaftliche Überschüsse und eine von Führungsgruppen getriebene Ökonomie sowie gesellschaftlicher Wettbewerb. Ebenso waren lokale, regionale und Fernkontakte Bestandteil beider Epochen, wozu rituelle Zusammenkünfte zur Festigung und Entwicklung von Zusammengehörigkeit, Identität und Werten gehörten. Allerdings war der gesellschaftliche Wettbewerb noch stärker durch soziale Kontrolle gesteuert. Selbst das Aufkommen des Handels mit Metall, Wein oder Oliven (letzteres ab Ende des 5. Jahrtausends im Westen Kretas und in Mazedonien), früher der Bronzezeit zugeschrieben, tauchte bereits im Neolithikum auf. Es gibt also keinen Bruch zwischen dem Neolithikum und der Bronzezeit. Eine solche Kontinuität wurde schließlich auch für die Frage der Urbanisierung postuliert. Es stellte sich aber heraus, dass manche Siedlungen zwar sehr ausgedehnt waren, so dass das kretische Knossos etwa 5 ha maß, das thessalische Sesklo immerhin 13, das makedonische Vasilika gar 25 ha, doch erwies sich, dass diese Orte sehr dünn besiedelt waren. Ausgrabungen zeigten etwa in Knossos, dass der bewohnte Teil dieser erweiterten Siedlung auf 2 bis 2,5 ha reduziert werden musste.
Hingegen scheint der Übergang zwischen dem Mesolithikum und dem Neolithikum umso drastischer gewesen zu sein, wenn sich auch hier die Anzeichen für Kontinuitäten selbst in Griechenland mehren, wo der Bruch als besonders radikal galt.
Sozioökonomische Veränderungsphasen lassen sich im Neolithikum vielleicht um 5500/5300 und um 3500–3100/3000 v. Chr. fassen. Im frühen Neolithikum lassen sich Bevorratungen auf der Hausebene, also wohl auf der Ebene der erweiterten Familie, nicht fassen, so dass man annimmt, die Bevorratung sei auf der Ebene der Siedlung erfolgt. So fand man in Knossos eine Lehmziegelstruktur, die offenbar zum Lagern von Getreide gedient hat. Daraus wurde die Schlussfolgerung gezogen, dass die häufig ausgesprochen langlebigen Siedlungen die Produktion ebenso gemeinschaftlich gestalteten, wie die Inszenierung ihrer Herkunft, ihrer Werte und ihrer Identität. Der interne Wettbewerb wurde möglicherweise kanalisiert, indem man Fernkontakte unterhielt, um an Güter zu gelangen, die von weither kamen. Solcherlei Geschenke gaben Anlass zu prestigeträchtiger und statusfördernder Zurschaustellung, aber auch zu den dazugehörigen Erwerbsgeschichten, die die dominierende Gemeinschaftlichkeit nicht untergruben.
Um 5500/5000 v. Chr. schob sich jedoch stärker der Haushalt, die erweiterte Familie in den Vordergrund. Der Raum, den deren 70 bis 100 m² große Häuser in der Siedlung einnahmen, wurde deutlicher abgegrenzt. Davon stärker getrennt entstanden wiederum „öffentliche“ Räume. Verstärkt wird dieser Eindruck durch tönerne Hausmodelle, die nun häufiger auftauchten. Diese Abgrenzung ermöglichte die Entstehung von kleinen Siedlungen von weniger als 0,5 ha Fläche, was wiederum die Erschließung bisher agrarisch ungenutzter Regionen ermöglichte. Im späten Neolithikum kam es zu einer deutlichen Intensivierung und Spezialisierung der Produktion, etwa von Keramik. Auch gibt es Hinweise auf Weberei, auf Oliven- und Weinanbau. Auf der Familienebene kam es also möglicherweise zu einer Spezialisierung. Dort wurden nun auch Vorräte angelegt, was auf eine größere Kontrolle über Produktion und Lagerung hindeutet. Dennoch blieb die Gemeinde der Ort der Riten, sie hatte immer noch starken Einfluss auf ideologische und ökonomische Tätigkeiten und fand beispielsweise im Megaron (samt seiner Umgebung) von Dimini einen monumentalen Ort für die Austragung individuellen und familiaren Wettbewerbs.

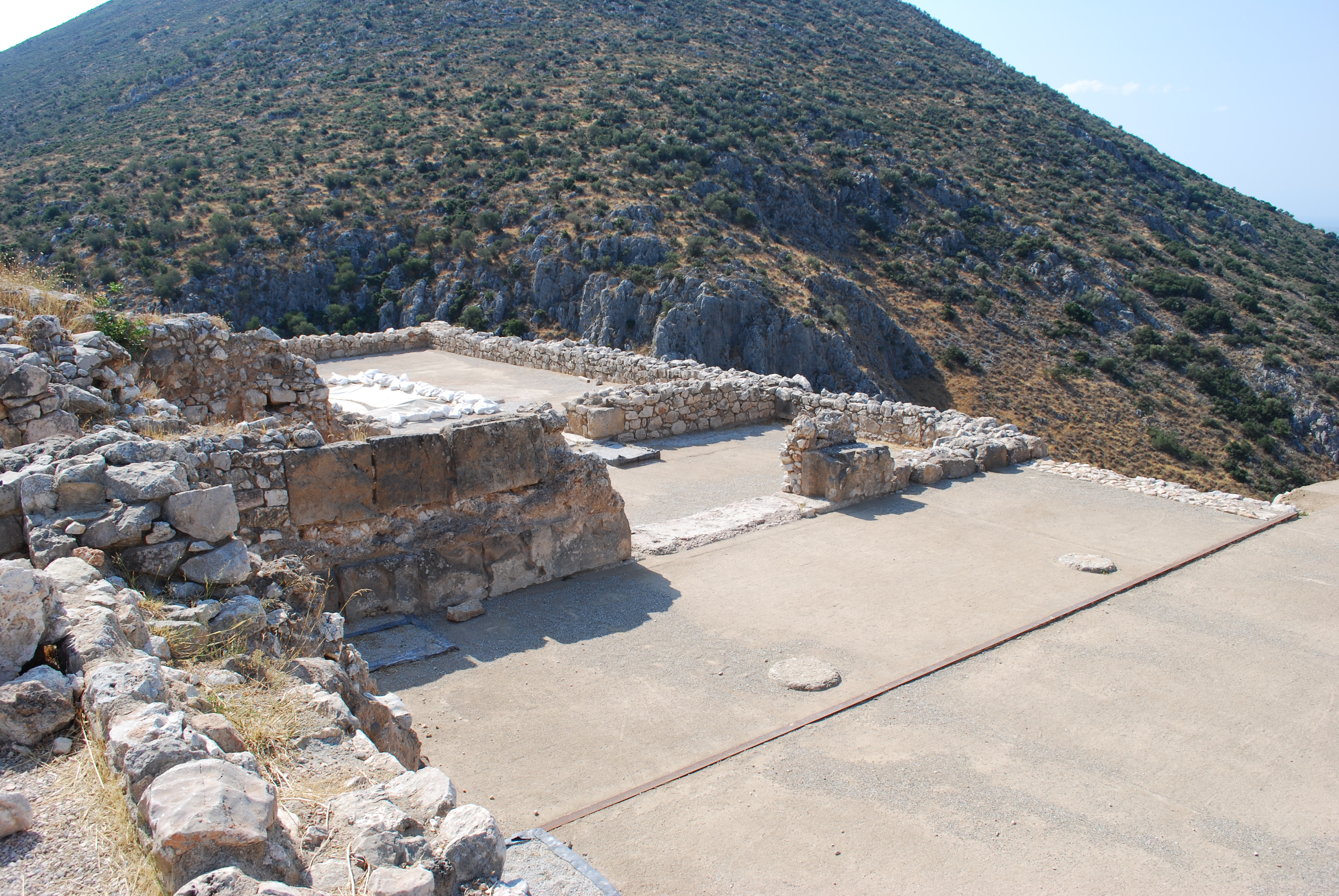
Megaron in Mykene

Zwischen 3600/3500 v. Chr. und der frühen Bronzezeit wanderten die Kochstellen in die Häuser oder sie wurden baulich an das jeweilige Haus angeschlossen. Die Ausbreitung in bis dahin marginale Gebiete fand auf Kreta um 3300 bis 3000 v. Chr. statt, auf dem Peloponnes und den Kykladen wenig später, sicherlich aber in der Frühbronzezeit (in Thessalien kennen wir das Spätneolithikum hingegen als Rachmani-Kultur). Bei dieser Ausbreitung handelte es sich um Netzwerke von kleinen Siedlungen, wobei diese Gebiete ökonomische Spezialisierungen erforderten, wie das Halten von Viehherden. Die kleinen Siedlungen, die in Notzeiten bis auf die Familie herabgebrochen werden konnten, unterhielten zwar weiterhin Kontakte, doch waren sie stärker auf sich gestellt und Misserfolge waren auf Dauer kaum mehr durch die Nachbarn auszugleichen. Zum anderen wurde Konkurrenz damit offenkundiger, was Erfolg oder Misserfolg betraf. So kam es möglicherweise zu ersten Formen der Verschuldung an Besitz und Arbeit, zur weiteren Spezialisierung oder zur Abwanderung. Eine Alternative bestand im Handel. Umfang und Rolle des Handels veränderten sich. Entlang der Küsten der südlichen Ägäis entstanden zahlreiche neue Siedlungen, von denen viele bis in die Bronzezeit nachweisbar sind. Siedlungen wie Paoura auf Kea oder Petras Kephala auf Kreta waren mit 1 bis 2 ha Fläche nicht kleiner als die großen Handelszentren der Bronzezeit. Dabei rückte wohl zum ersten Mal der privilegierte Zugang zu Techniken und Zugängen in den Mittelpunkt, während der Geschenkverkehr an Bedeutung verlor. In Strofilas auf Andros fanden sich bildliche Darstellungen der dazugehörenden Transportmittel, nämlich von Langbooten. In Petras-Kephala wurden Metalle und Obsidian in Rohform angelandet und dort verarbeitet. Anscheinend wurde von dort aus der Handel ins Hinterland betrieben. Der Streit um jeden einzelnen Punkt, von der Rohstoffgewinnung über Transport, Lagerung und Weiterhandel bis zum Abnehmer, der nun seinerseits Bedingungen stellen konnte, setzte ein, denn mit dem Bekanntwerden dieser prestigeträchtigen Güter wurde zugleich eine Nachfrage angeregt. Die Haushalte wurden zugleich zu separaten, voll funktionsfähigen ökonomischen Einheiten, geradezu zu „modularen“ Haushalten, die, ohne Einmischung der Gemeinde, Güter sich aneignen und akkumulieren konnten. Doch gerieten sie damit auch in Konkurrenz zu anderen ökonomischen Einheiten dieser Art. Dies galt vor allem für den Status- und Prestigesektor, was sich in öffentlichen Ritualen niederschlug, wie etwa aufwändigeren Grabmalen und Beerdigungen auf Euböa, den Kykladen und in Attika in Form von Beisetzungsstätten außerhalb der Mauern. Zudem zeichnete sich die Entwicklung der Palasthöfe ab, wie sie für die Bronzezeit reich belegt sind.
Lange nahm man an, dass alle Gesellschaften von der Technologie, dann von Bevölkerungsdruck getrieben wurden. Inzwischen wird deutlicher, dass bestimmbare Gruppen, die einen ganz bestimmten Aktionsrahmen vorfinden, für die Veränderungen sorgen. Technologien breiten sich nicht aus, weil sie so gut sind, sondern weil sich Menschen entscheiden, sie einzusetzen. Die Bevölkerungszahl wächst nur, wenn sich die sozioökonomische Organisation ändert. Dabei sind klimatische Veränderungen von erheblicher Bedeutung. So ist die Zeit von 7000 bis 5500 v. Chr. von einem sehr günstigen Klima gekennzeichnet, das feuchter und milder war und das geringere jahreszeitliche Schwankungen aufwies. Dann verstärkten sich die Schwankungen von Jahr zu Jahr, und um 3500 v. Chr. wurde das Wetter dem heutigen ähnlich, war also trockener. Das Wetter bestimmt niemals die Richtung gesellschaftlicher Entwicklungen, doch hat es das Potenzial, hergebrachten Gesellschaften die Stabilität zu rauben. In solch schwierigen Zeiten zeigen sich die Schwächen des zuvor stabilen Systems, das Vertrauen sinkt und neue Wege haben Aussichten, nicht mehr eingebunden zu werden.

### Kulturverbindungen nach Anatolien im Frühneolithikum

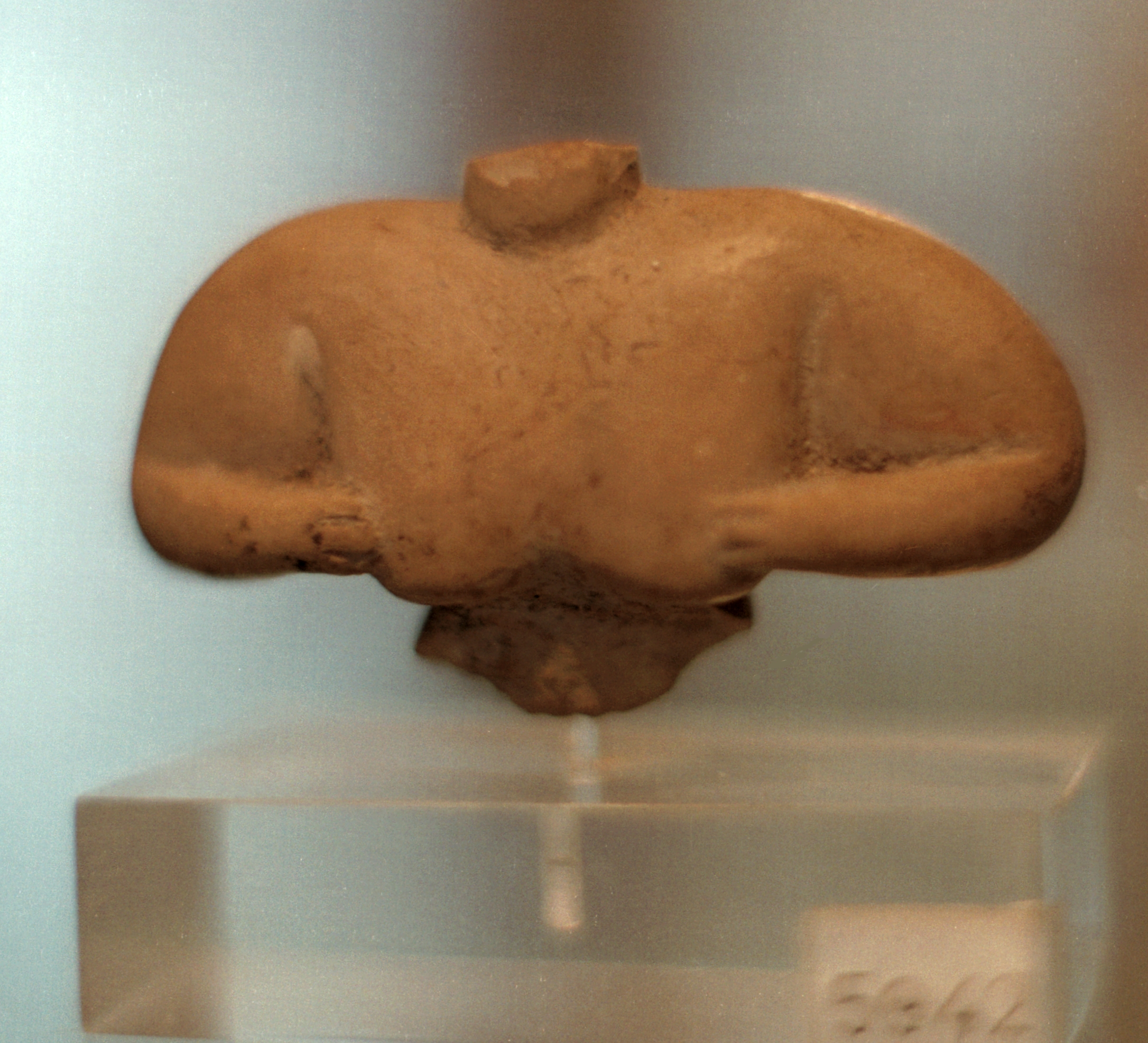
Weiblicher Torso aus Ton, Sesklo

Von ganz anderer Natur war der Umbruch vom Meso- zum Neolithikum. Die Siedlungen, die ab etwa 7000 v. Chr. in Griechenland entstanden, waren von großer Einheitlichkeit und unterschieden sich vor allem deutlich von den mesolithischen Vorgängern. Neben der Bodenbearbeitung und der Viehhaltung brachten die Neuankömmlinge verschiedene Techniken mit, wie Spinnen, das Polieren von Steinen, den Hausbau oder das sogenannte pressure flaking, eine erst spät erkannte Steinbearbeitungstechnik. Auch das Vieh stammte nicht von vorhandenen lokalen Vorfahren ab, sondern von mitgebrachten. Der Beitrag der Mesolithiker zur neu entstehenden weiträumigen Kultur wuchs dabei im Mittelmeer, grob gesagt, von Ost nach West an. In Griechenland, das nahe an den nahöstlichen Radiationszentren der neuen Lebensweise lag, war ihr Beitrag offenbar gering. Wahrscheinlich waren es verschiedene Gruppen aus dem östlichen Mittelmeer, die Griechenland erreichten. In den ältesten neolithischen Siedlungen war der Gebrauch von Ton auf Figurinen und Ornamente beschränkt, ähnlich wie in den östlichen Radiationszentren des Nahen Ostens und von Zypern.

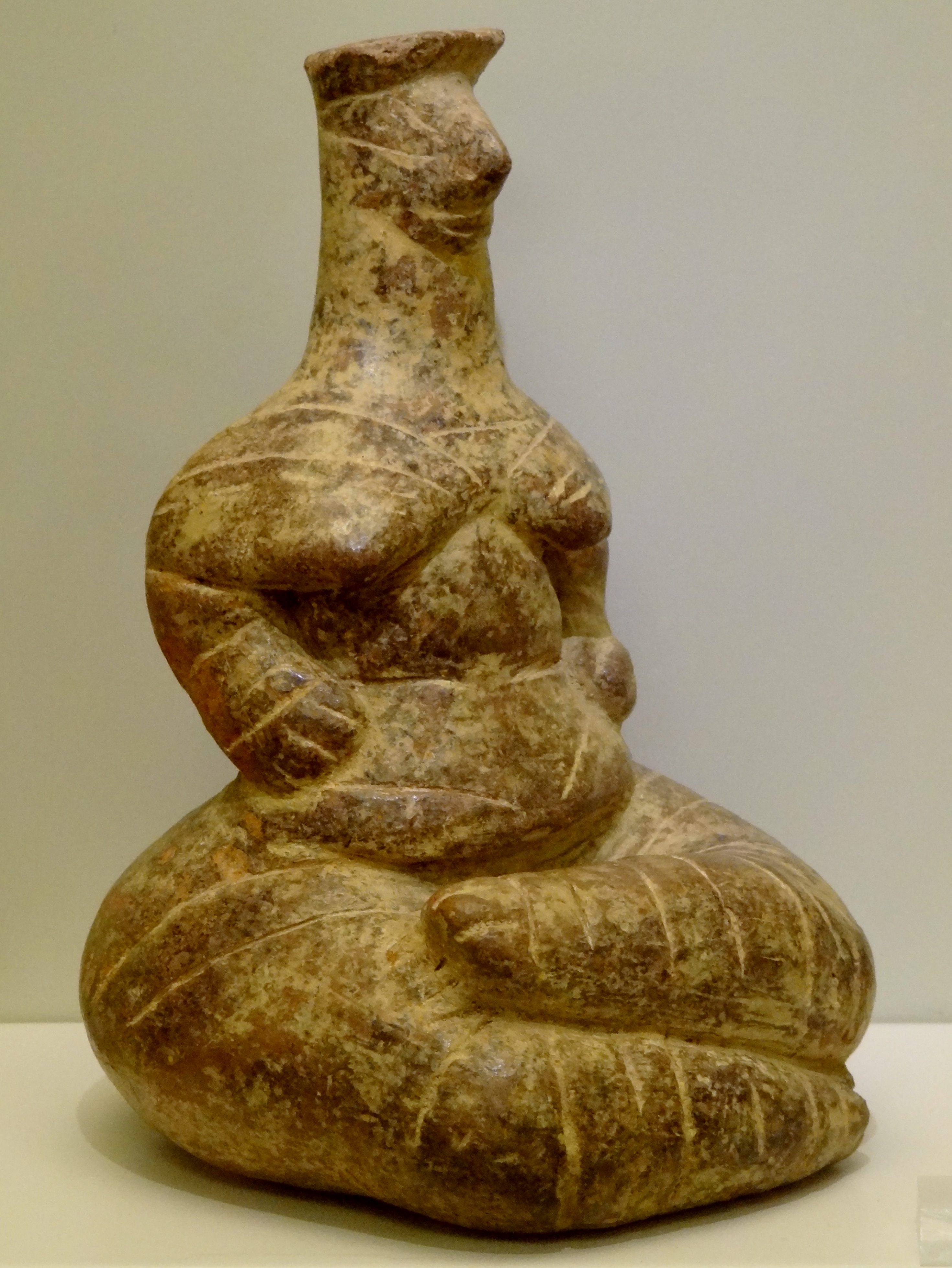
Sitzende weibliche Tonfigur, 5800–4800 v. Chr., aus dem kretischen Kato Chorio (Ierapetra), ausgestellt im Archäologischen Museum Iraklio

Genetische Untersuchungen an den ältesten neolithischen menschlichen Überresten Griechenlands konnten dabei belegen, dass die festlandsgriechischen Siedler eher mit denen auf dem Balkan verwandt waren, während die Bewohner der Inseln größere Nähe zu den Bewohnern Zentral- und vor allem des mediterranen Anatoliens aufwiesen. Neben Untersuchungen an Brot- oder Weichweizen weist dies darauf hin, dass es eine Aufspaltung der Siedler Richtung Nordgriechenland und Balkan bzw. Richtung Kreta, Peloponnes und Süditalien gab, die sich bereits im Frühneolithikum ereignete. Daher ist Weichweizen geradezu kennzeichnend für die südanatolischen, kretischen, aber auch die italienischen Gruppen. Sie bewegten sich aller Wahrscheinlichkeit nach über See. Diese Aufspaltung lässt sich auch an der DNA der offenbar mitgeführten Tiere nachweisen, allen voran Schafen und Ziegen, Schweinen und Rindern. Die domestizierten Tiere erreichten um 7000 v. Chr. Westanatolien, das Gebiet nördlich des Bosporus um 6200 v. Chr., um von dort aus auf zwei oder drei Routen weitere Verbreitung zu finden. Die Hauptrouten der Verbreitung führten über das Mittelmeer, den Balkan und um das Schwarze Meer, wo sich im Kaukasusgebiet neolithische Siedlungen um 6000 v. Chr. belegen lassen. Bei der Ausbreitung der bäuerlichen Kultur scheinen, folgt man weiteren genetischen Untersuchungen, Reproduktionsvorteile gegenüber den jeweils benachbarten Jäger-und-Sammler-Gesellschaften eine entscheidende Rolle gespielt zu haben.
Zu diesem Bild passen auch die kulturellen Zusammenhänge, die sich nach Westanatolien belegen lassen, jedoch beziehen sich diese eher auf Fischer und Jäger. In Fikirtepe östlich von Istanbul konnte ihre Anwesenheit anhand ihrer ovalen und rechteckigen Häuser aus Lehmgeflecht erwiesen werden sowie anhand ritzverzierter Keramik. Die Stätte gab der Fikirtepe-Kultur den Namen. Ihre spätneolithische Keramik fand sich westwärts bis nach Thessalien.
Die Neuankömmlinge bevorzugten Siedlungsplätze, deren Grundlagen denjenigen ähnelten, die sie aus ihrer Heimat kannten. Semiaride Gebiete mit offenem Waldland waren dort wie hier typische Grundlagen, um Pflanzen und Tiere als Bauern und Hirten zu nutzen. Die kühleren, feuchteren Gebirgszonen des Nordens waren damit zunächst ausgeschlossen, aber auch das trockene südöstliche Festland oder die Kykladen, die erst ab dem Spätneolithikum von der neuen Lebensweise erfasst wurden. So überrascht es nicht, dass die großen Ebenen von Thessalien, Makedonien und Thrakien eine Vielzahl von Fundstätten aufweisen, sogenannte Tell-Siedlungen größeren Ausmaßes, der Rest des festländischen Griechenlands hingegen eher schütter besiedelt wurde. Dort dominierten kleinere, wohl eher auf Verwandtschaft und Familie basierende Siedlungen. Neuere Untersuchungen zeigen jedoch, dass es in den Tell-Gebieten nicht nur die auffälligen, auf Hügeln errichteten Siedlungen gab, sondern dass auch dort flache Siedlungen bestanden, die dem Auge der Archäologen jedoch lange Zeit entgangen waren. Dass die Fundsituation nicht immer so eindeutig ist, erweisen Funde auf den Kykladen. Als ältester Fund von (Wild-)Schweinen gelten die Knochen, die auf der Insel Gioura entdeckt wurden. Sie wurden auf 7530–7100 v. Chr. datiert.

### Sekundärprodukte

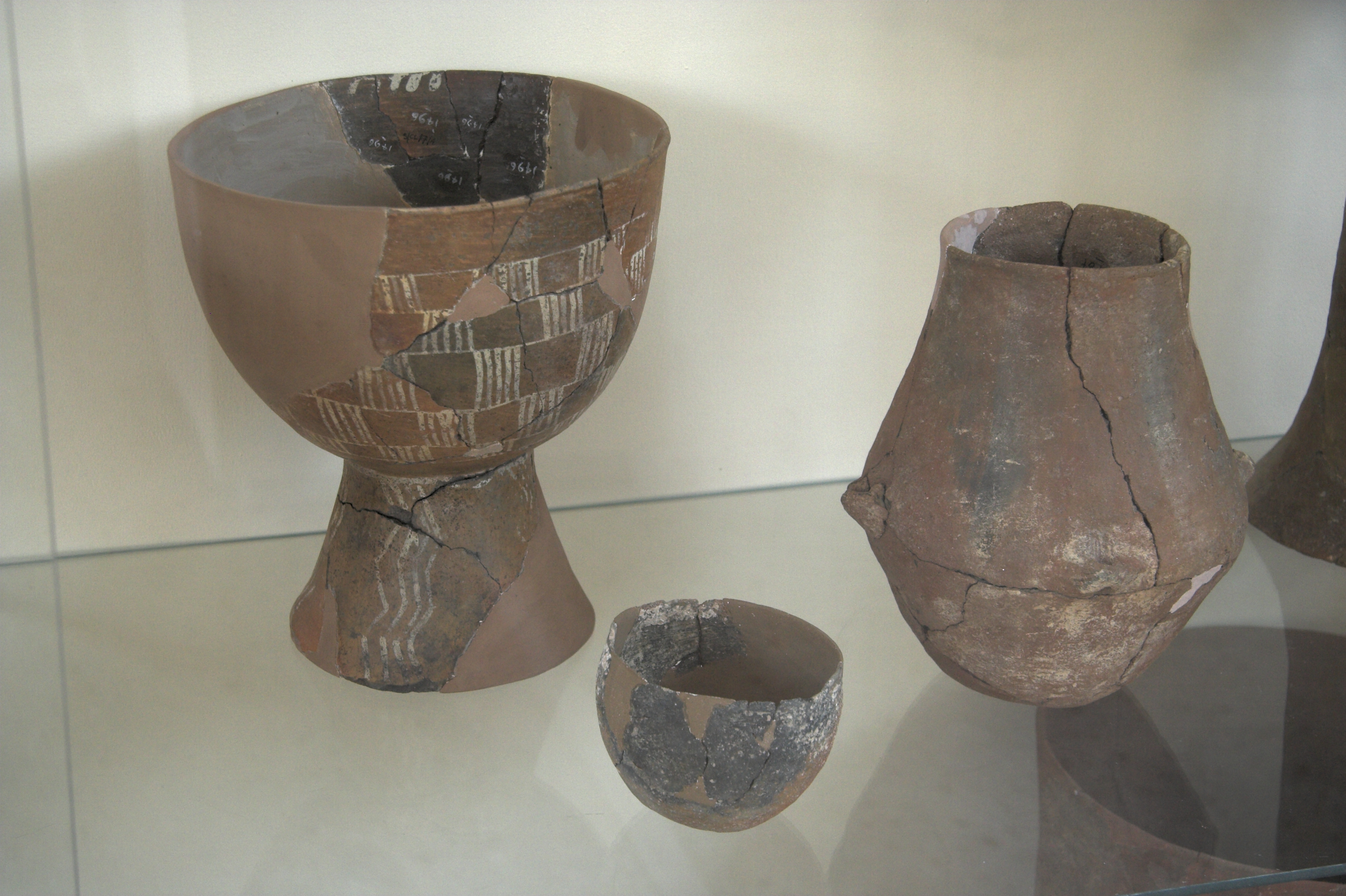
Gefäße von Saliagos, 4. Jahrtausend v. Chr., Archäologisches Museum Paros

Weniger beachtet wurde die von Andrew Sherratt als „zweite neolithische Revolution“ bezeichnete fortgeschrittene neolithische Phase, in der Tiere nicht nur als Fleischlieferanten genutzt wurden, sondern auch zur Gewinnung von Wolle und Milch oder als Trag- und Zugtier. Nach Sherratt breitete sich diese Neuerung von Mesopotamien über Anatolien nach Griechenland und dem Balkan aus.
Zwei Entwicklungen änderten die Situation der Landwirtschaft in hohem Maße. Dazu gehörte ein einfacher Hakenpflug, der aber nicht von Menschen betätigt, sondern von Vieh gezogen werden konnte. Dies veränderte nicht nur den Krafteinsatz, sondern auch den Zeitbedarf. Zudem erschloss dies neue, bisher für die einfacheren Methoden nicht erschließbare Böden auf trockenerem Gebiet.
Milchprodukte, wie die Milch selbst, aber auch Joghurt, Käse oder Butter, erforderten jedoch eine gewisse Zeit physischer Anpassung, um entsprechende Unverträglichkeiten zu überwinden. Es ist bezeichnend, dass vor allem in Nordwestanatolien des 7. bis 5. Jahrtausends diese Art der Viehhaltung sehr viel stärker verbreitet war als im Nahen Osten. Auf Kreta nutzte man diese Kenntnisse zwar auch, doch offenbar in viel geringerem Ausmaße.
In der ersten Hälfte des 7. vorchristlichen Jahrtausends war Knossos auf Kreta die einzige neolithische Siedlung auf der ganzen Insel. Um 6500 erscheinen Siedlungen auch auf anderen ägäischen Inseln.
Auch setzte eine Spezialisierung auf überwiegende Viehwirtschaft ein, die wiederum Gebiete erschloss, die für die Bodenbearbeitung ungeeignet waren, aber zum Weiden beste Voraussetzungen boten. Diese Lebensweise war wiederum so mobil, dass der Weidewechsel mit den Jahreszeiten, etwa zwischen Gebirge und Ebene, weitere Gebiete erschloss. Auch wurden die Kykladen nun in größerem Ausmaß besiedelt. Zumindest auf Naxos ließ sich eine erhebliche Kontinuität belegen. Maßgeblich für die Beurteilung der Kultursequenz vom Spätneolithikum bis zur frühen Bronzezeit ist die bei den Grabungen in der Zas-Höhle auf Naxos festgestellte Stratigraphie. Insgesamt lässt sich eine Expansion auch in die trockeneren Gebiete Kretas, des Peloponnes oder auch Thessaliens beobachten.

### Tell-Siedlungen
Die Tell-Siedlungen bestanden aus Lehmziegelhäusern, die über Jahrhunderte, wenn nicht Jahrtausende immer wieder auf den Überresten älterer Bauten errichtet wurden, so dass Hügel mitunter beachtlichen Ausmaßes entstanden. Sie sind vor allem aus dem Nahen Osten und Anatolien bekannt. Schmale Pfade trennten die Häuser, die funktional diversifiziert wurden. So bestanden Wohn- auch Lagerhäuser, ebenso wie solche für rituelle Zwecke. Die Orte wurden nicht ausgeweitet in die offene Landschaft, sie stellten vielleicht Repräsentanten der Ahnen, der Herkunft dar, vielleicht auch Symbole eines Habitus der Stabilität, einer an Traditionen gebundenen Lebensweise. Eine soziale Hierarchie ist nicht erkennbar, die rechteckigen Häuser ähneln einander stark, was vielleicht einen Hinweis auf Gesellschaften darstellt, deren Basis Familien oder Lineages waren. Dies gilt vor allem für das frühe Neolithikum. In Thessalien darf man mit 100 bis 300 Einwohnern pro Tell rechnen.
Einfache Strukturen wie in Nea Nikomedeia kontrastieren dabei mit späteren Siedlungen, wie etwa denen der mittelneolithischen Siedlung Sesklo im Osten Thessaliens.

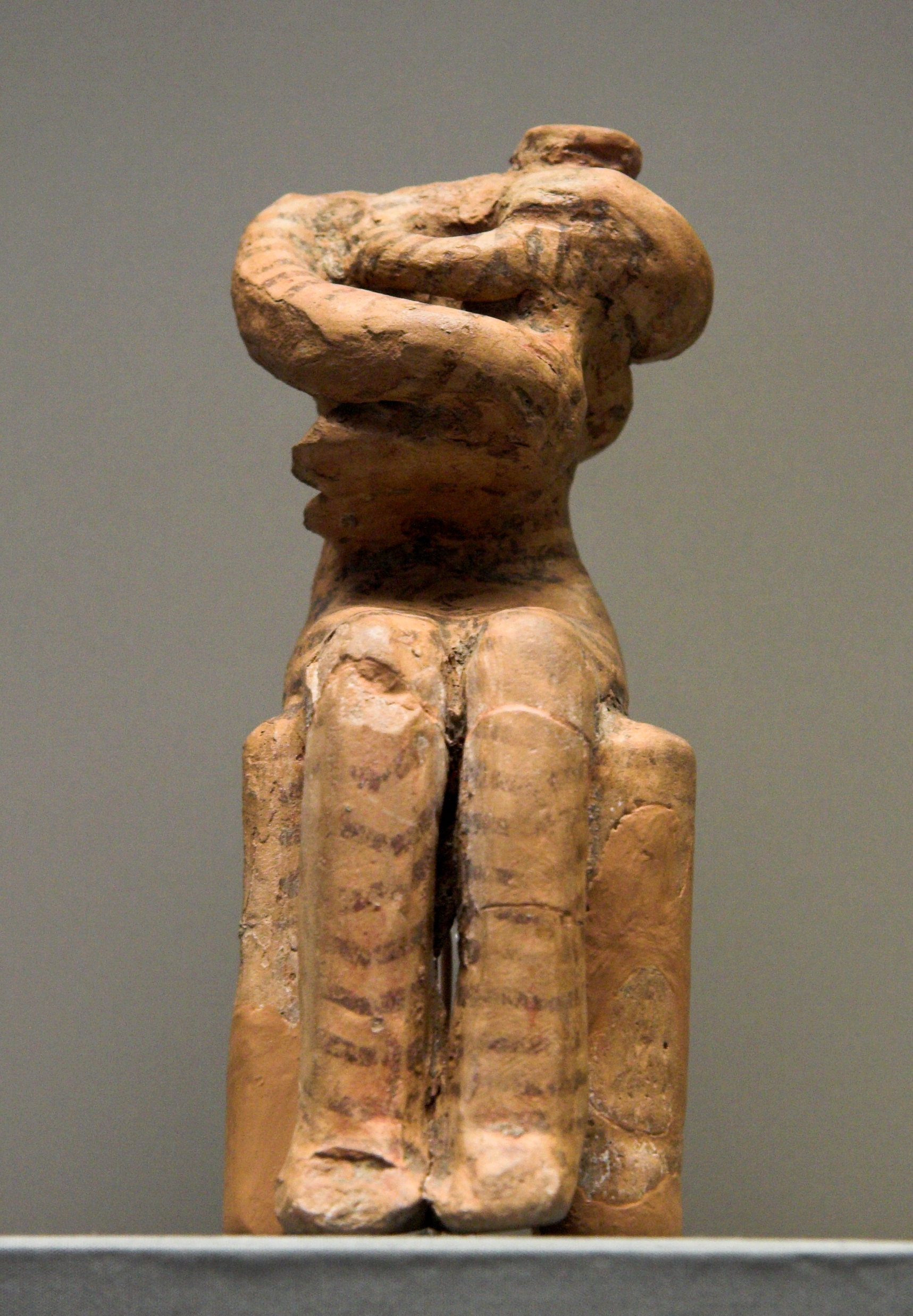
Terrakotta-Figurine aus Sesklo, ca. 4800 bis 4500 v. Chr., Nationalmuseum Athen

Sesklos und Dimini waren die ersten Tells Griechenlands, die ausgegraben wurden. Sesklo bestand aus einer Art Unter- und einer kleineren Oberstadt, die vielfach als Akropolis bezeichnet wird. Die Siedlung umfasste insgesamt 13 ha, die Akropolis erstreckte sich nur über eine Fläche von 1 ha. Ihre Bevölkerung wurde auf 3000 Einwohner geschätzt. Dimini wies umfangreiche rituelle Architekturrelikte auf, darunter kreisförmige, konzentrische, niedrige, vielleicht einen Meter hohe Mauern, in deren Zentrum sich eine große Baustruktur befand, die vielfach als Megaron bezeichnet wurde. Diese Bauform war bis in die frühe Eisenzeit verbreitet. Sie gilt als Beleg für eine entstehende gesellschaftliche Hierarchie, wenn nicht eine Klassengesellschaft. Für das späte Neolithikum nimmt man an, dass umliegende Dörfer von einer Führungsgruppe Sesklos kontrolliert wurden und der Versorgung der stadtartigen Siedlung dienten. Während bei kleineren Orten die Bevölkerung auf exogame Beziehungen angewiesen war, was zu Kontrollverlusten über das umgebende Land führte, waren größere Siedlungen, jenseits von 500 bis 600 Einwohnern weniger darauf angewiesen, so dass die Familien die Zugriffsrechte auf das Land innerhalb der Siedlung halten konnten, denn endogame Beziehungsgeflechte stabilisierten den Besitz oder zumindest bestimmte Zugriffs- und Nutzungsrechte auf ortsansässige Familien. Die führenden Familien konnten damit über Vorräte verfügen und erhielten entscheidende Bedeutung für das Überleben der Gemeinschaft als Ganze. Die nunmehr reduzierten, bis dahin intensiven Heiratskontakte mit anderen Gemeinden konnten die Gefahr offener, gewaltsamer Auseinandersetzungen um Rechte steigern, wie ethnologische und historische Vergleiche nahelegen. Die Errichtung von Mauern und Anzeichen von Zerstörungen belegen die zunehmenden Konflikte. Vielleicht ist es kein Zufall, dass das kretische Phaistos auf eine spätneolithische Siedlung, um nicht zu sagen stadtartige Siedlung von 5,6 ha Fläche zurückgeht, die nach und nach ihr Umland dominierte.
Gegen Ende des Neolithikums waren zahlreiche Dörfer und Weiler befestigt. Dies gilt für den gesamten Süden Griechenlands sowie die Kykladen. Dies wiederum weist auf intensive Konflikte hin, die in besagten gesellschaftlichen und ökonomischen Prozessen ihre Ursache gehabt haben dürften. In Attika fand sich ein halbes Dutzend befestigter Siedlungen, im Raum Korinth gehen einige der ummauerten und mit Türmen versehenen Orte wohl gleichfalls auf das späte Neolithikum zurück. Strofilas auf Andros weist eine starke Mauer auf, Felsritzungen auf den Kykladen weisen auf Schiffsflotten hin, die als Piratenflotten gedeutet wurden. Am besten ist jedoch die Fundlage in Thessalien. Dort sind allein 120 Fundstätten aus dem Frühneolithikum bekannt, ebenso viele aus dem Mittleren Neolithikum. Sieht man vom südöstlichen Teil der östlichen Ebene ab, so liegen zwischen den Siedlungen im Schnitt nur Distanzen von 2,5 Kilometern. Dies führte zur Annahme, dass einem durchschnittlichen Dorf etwa 450 ha bebaubares Land zur Verfügung standen.
Die Tells hingegen waren ausgesprochen ungleichmäßig verteilt. Allein die Hälfte dieser Siedlungen konzentrierte sich im Hügelland Mittelthessaliens. Die kleinen Territorien weisen auf eine Bodenbearbeitung hin, die unmittelbar vor den Mauern begann. Diejenigen Gebiete Thessaliens, die zu trocken, oder deren Böden zu schwer waren, wurden anscheinend nach wie vor gemieden. Während jedoch hier weite Teile des Landes großflächig nutzbar waren und dementsprechend eine recht gleichmäßige Besiedlung entstand, war man im trockeneren Süden sehr viel stärker gezwungen, sich an Marschen, Flussläufe oder Seen zu halten.
Dabei waren die flächigen Fundstätten, die in der Landschaft heute nicht mehr auffallen, sehr viel größer als die Tells; erstere umfassten 6 bis 20 ha, in seltenen Fällen bis zu 100, während die sehr viel auffälligeren Tells nur 1–3 ha groß waren. Dies bedeutet jedoch nicht, dass es sich um riesige, ebenerdige Siedlungen handelte, sondern dass die Häuser sehr häufig verlegt wurden und so weitläufige, aber sehr flache Fundhorizonte entstanden. Auch hier geht man von 60 bis 300 Einwohnern pro Siedlung aus. Kouphovouno war ein mittelneolithisches, immerhin 4 ha großes, ebenerdiges Dorf mit vielleicht 500 Einwohnern – es war also für die schwierigeren Verhältnisse im trockeneren Süden recht groß. Dabei war es in ein weitläufiges Handelsnetz eingebunden, denn man fand zahlreiche Artefakte aus Obsidian, der von den Kykladen stammte. Am besten ist jedoch Makriyalos in Makedonien erforscht. Dort zeigte sich, dass die Toten in Gräben, in einem Falle in einer Grube beigesetzt wurden. Außerdem werden große Anhäufungen von Tierknochen und Keramikbruchstücken an bestimmten Stellen als Anzeichen für gemeinschaftliche Rituale und Feierlichkeiten gedeutet.
Es wurden Überlegungen angestellt, ob die früh- und mittelneolithischen Siedlungen eher zu gemeinschaftlicher Arbeit – etwa an Kochstellen zwischen statt in den Häusern – und einer Offenlegung der gemeinsamen Vorräte neigten, während die spätneolithischen Siedlungen die Kochstellen zunehmend ins Haus nahmen und die Vorräte verbargen und damit dem Zugriff der gesamten Siedlung entzogen. Diese Tendenz vom Gemeinsamen zum Privaten konnte sowohl für Thessalien als auch für Knossos belegt werden. Möglicherweise bestanden zuvor Verpflichtungen, bei Bedarf reihum Tiere zu schlachten, während nun jedes Haus für sich verantwortlich war. Wie in Knossos belegt wurde Getreide in einem eigenen kommunalen Haus am Rande der Siedlung gelagert. Im Spätneolithikum tauchen große Vorratsgefäße auf und es entstanden Vorratsgruben unter, aber auch zwischen den Häusern. Auch die Keramik, die zuvor gemeinschaftlich produziert wurde, verlor durch die Privatisierung an Qualität. Ein Trend vom Teilen zum Horten, der jedoch leicht übersehen lässt, über wie lange Zeiten das egalitäre System stabil war. Die Faktoren, die diese Stabilität beendeten bleiben spekulativ.
Dabei geht man davon aus, dass eine reine Hirtenökonomie unter den Bedingungen Griechenlands nicht möglich war, es sich also immer um eine gemischte Wirtschaft aus Tierhaltung und Getreideanbau handelte, wobei die Produkte, die vor allem die Rinder lieferten, dazu deren Arbeitskraft, der Haltung von Rindern eine zusätzliche Bedeutung gegeben haben dürften. Wie die Obsidianfunde belegen, bestand die Notwendigkeit eines geeigneten Tauschmittels, wofür die neuen Produkte sicherlich ein geeignetes Mittel waren. In Zeiten von Missernten oder Tierkrankheiten wurden über die dazu nötigen Kontakte vermutlich Nahrungsmittel herbeigeführt, denn ansonsten wäre die enorme Kontinuität der Tells nicht erklärbar. Zudem bestand Transhumanz, was den Viehherden neue Weiden erschloss. Hinzu kam die saisonale Anwesenheit von Fischern. Auch reine Fischerdörfer waren zu dieser Zeit noch schwer vorstellbar, denn auch diese konnten vornehmlich nur im Sommer ihrer Arbeit nachgehen. Lange war auch unklar, ob die Konservierung von Fisch – eine entscheidende Voraussetzung für Bevorratung und Lagerung und damit für eine größere Bedeutung des Lebensmittels im Jahreslauf – bekannt war. Die Trocknung war jedenfalls bereits am Übergang vom Mesolithikum zum Neolithikum auf den Sporaden bekannt. Es gibt Hinweise darauf, dass bereits Wein hergestellt wurde.

### Handwerk, materielle Kultur, Kupferverarbeitung, Austausch
Vere Gordon Childe entwickelte in den 30er Jahren des 20. Jahrhunderts eine einflussreiche Theorie, nach der die frühen neolithischen Bauern alles, was sie brauchten, selbst produzierten. Der Austausch von Rohmaterialien und Fertigprodukten war dabei von geringer Bedeutung.
Dies änderte sich demnach erst mit der Bronzezeit, als das begehrte Metall einen weiträumigen und umfassenden Handel auslöste sowie eine handwerkliche Spezialisierung. Auf dieser Grundlage entstand eine Klasse von Händlern und Berufshandwerkern außerhalb der Bauernklasse. Darüber entstand eine Aristokratie, die Händler und Handwerker kontrollierte sowie ihre Erträge abschöpfte.

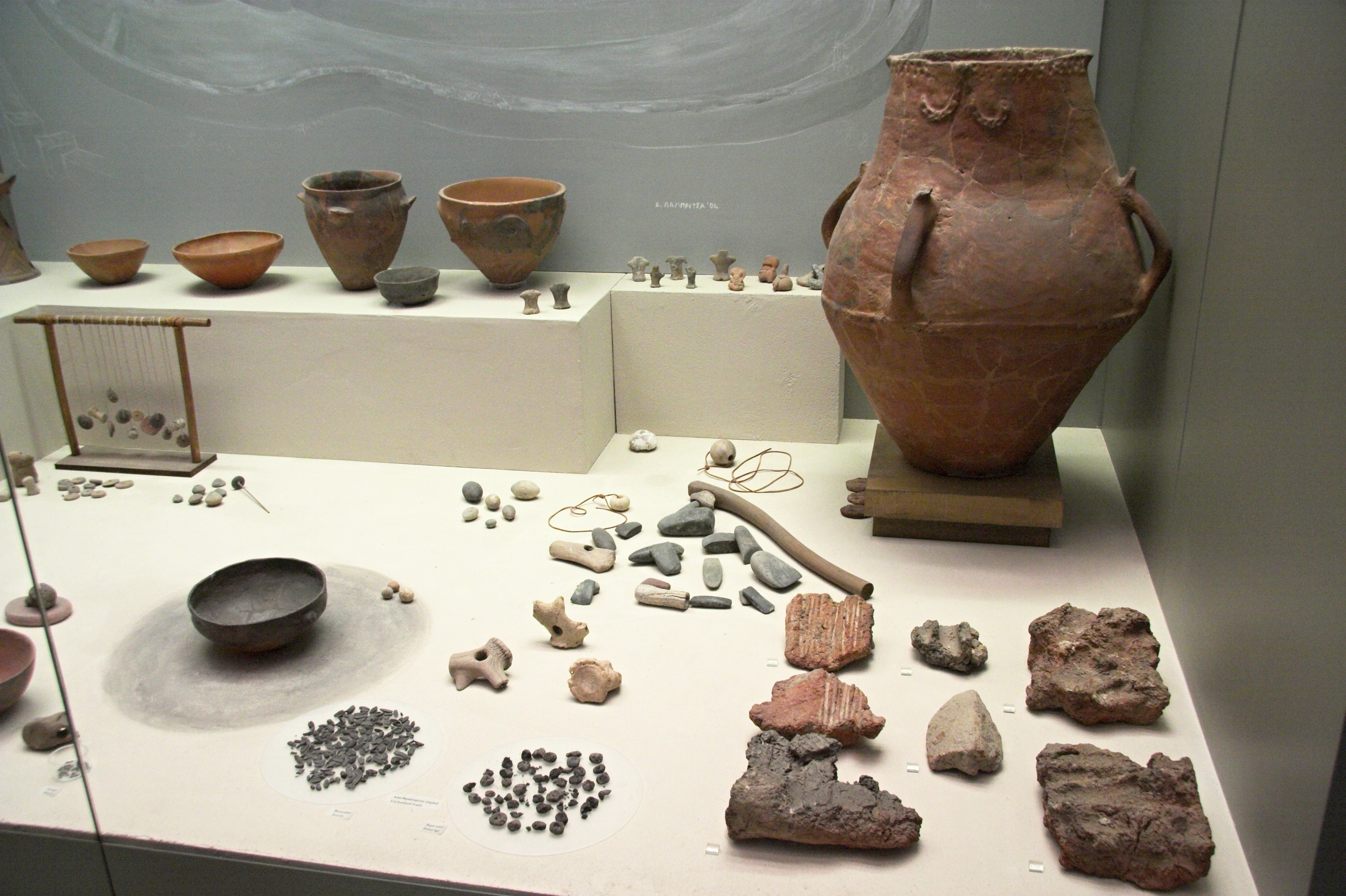
Fundstücke aus Sesklo, um 5300 v. Chr., Archäologisches Nationalmuseum in Athen

Während Keramik zunächst in der Hauptsache dazu diente, Lebensmittel darzureichen, änderte sich dies gegen Ende des Neolithikums insofern, als die geringe Produktion deutlich zunahm und sich vor allem Koch- und Vorratsgefäße, die zuvor extrem selten waren, stark vermehrten. Waren zunächst Kochtöpfe unbekannt – man legte heiße Steine in wassergefüllte Gruben und legte die Lebensmittel, die in organische Hüllen gepackt waren, in das kochende Wasser –, so weisen Feuerspuren auf einen stark ansteigenden Einsatz der Keramik zum Kochen. Die früheren Gefäße könnten Nachempfindungen etwa von Lederbeuteln gewesen sein. Schon im mittelneolithischen Sesklo erschienen jedoch elaboriertere Gefäße mit rotbraunem geometrischem Design auf weißem Untergrund, erst recht die spätneolithische Ware der Dimini-Kultur mit polychromer Oberfläche. Am Ende der Periode verschwanden jedoch die regionalen Stile, vielleicht durch interregionalen Handel.
Beim Handel standen bestimmte Steine im Mittelpunkt. Sie waren bis zum Mittelneolithikum eher für Schreinerarbeiten oder die Bearbeitung von Fellen eingesetzt worden, während im späteren Neolithikum große Äxte erschienen, die eher zum Roden von Wäldern geeignet waren. Auch Mahlsteine aus hartem Vulkangestein waren begehrt. So war etwa Andesit von der Insel Ägina sehr gefragt. Hinzu kamen bestimmte Muschelarten, aus denen Schmuck und Stempel hergestellt wurden, letztere möglicherweise für die Schmückung der Haut.

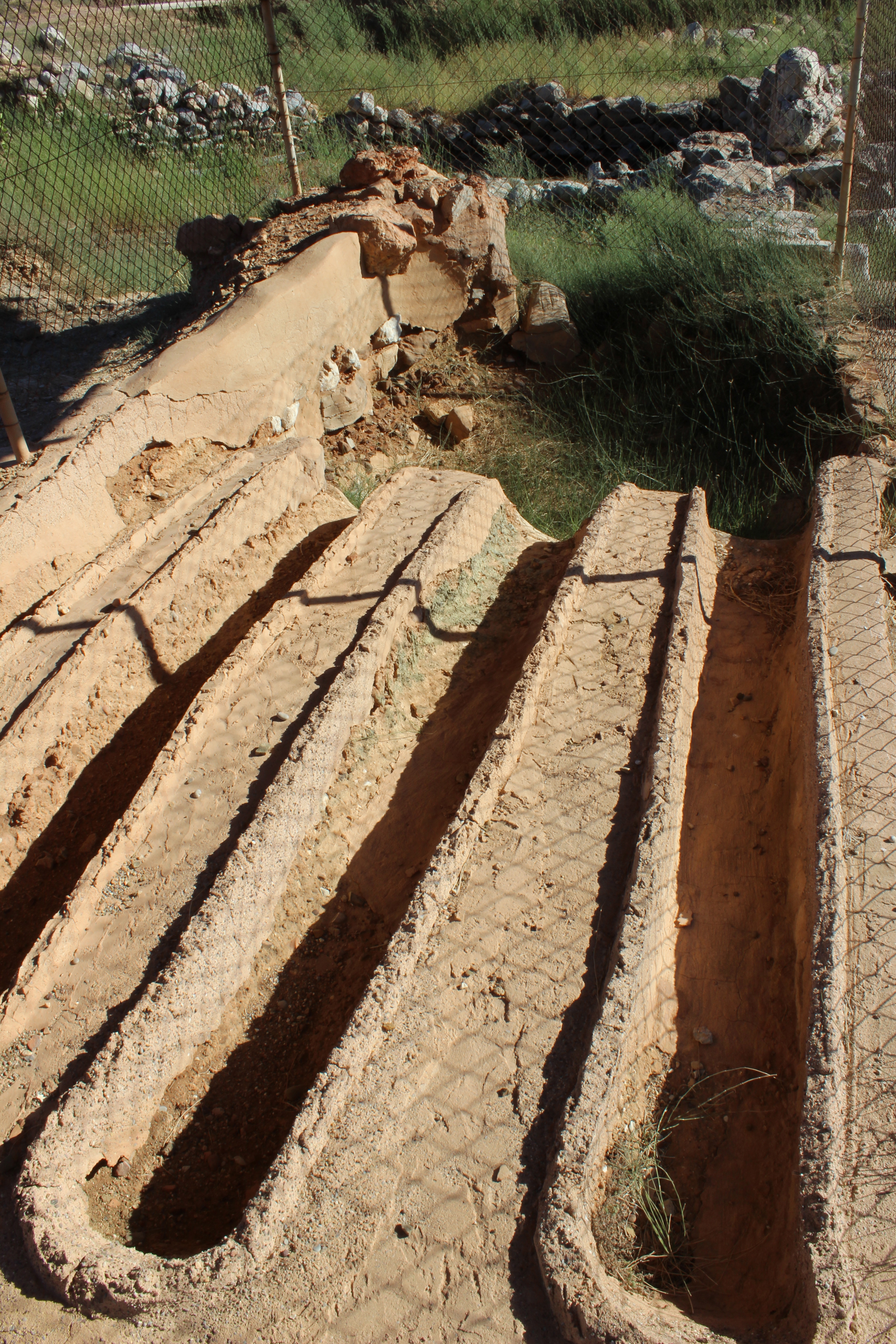
Der älteste Schmelzofen wurde in die Bronzezeit datiert. Er fand sich im Palast von Kato Zakros auf Kreta.

Im späteren Neolithikum, wohl bereits Mitte des 5. Jahrtausends, und mehr noch gegen Ende der Epoche erschien Kupfer als erstes Metall. Eine bedeutende Abbaustätte befand sich etwa im bulgarischen Ain Bunar, wobei, im Gegensatz zu Griechenland, wo man Neolithikum II bevorzugt, die Periode zwischen 5000/4800 und 4500 v. Chr. als Chalkolithikum oder Kupferzeit bezeichnet wird. Während im Spätneolithikum Kupfer in äußerst geringen Mengen von außerhalb Griechenlands kam, wurde das Metall, neben Silber und Gold, im Lande gewonnen und verarbeitet. Dies geschah etwa auf Syphnos oder in den Minen Attikas. Vor allem die Kykladen lieferten nun Obsidian, Mahlsteine, Marmor und Metalle. Vielleicht wurden sie sogar nur deshalb besiedelt. Die Inseln wurden in der Frühbronzezeit zur Drehscheibe des ägäischen Handels. Dabei wurde von Perlès die These aufgestellt, dass der extrem früh einsetzende Handel mit bestimmten Steinen möglicherweise von Spezialisten ausgeführt wurde, deren mobile Lebensweise ein Relikt des Mesolithikums oder sogar des späten Paläolithikums war.
Begräbnisstätten sind in Griechenland extrem selten. Die Toten lagen gelegentlich unter dem Hausboden, in jedem Falle innerhalb der Siedlungen. Erst am Ende der Epoche erschienen Friedhöfe, die zudem außerhalb der Orte angelegt wurden, wie in Kephala auf Kea. Seit dem späten Neolithikum wurden die Toten auch in Höhlen beigesetzt. Doch die Zahl der Begräbnisplätze muss erheblich größer gewesen sein, wie ein Zufallsfund beim Souphli-Tell in Thessalien zeigte. Dort fand man einen Verbrennungsplatz; ähnliches fand man an der ebenerdigen Siedlung Makriyalos in Makedonien, wo die menschlichen Überreste eher mit der Erde vermischt wurden.
Zahlreiche Figurinen gestatten weitere Einblicke in die symbolische Ebene. Sie stellen überwiegend Haustiere und Frauen dar und weisen klare Beziehungen nach Anatolien auf. Die einfache Einordnung der Frauenfigurinen als Göttinnen oder Ahninnen in einem auf die weibliche Linie orientierten Verwandtschaftssystem, oder aber als Symbole weiblicher oder allgemeiner Fruchtbarkeit stehen neben der Deutung als bloße Spielzeuge oder als Elemente in weiblichen Übergangsritualen, wie Pubertät, Ehe oder Geburt. Funde an Vorratsspeichern deuten möglicherweise auf die Trennung der Geschlechtersphären, also in das weibliche Haus und die männliche Außenwelt. Erst im Übergang zur Bronzezeit tauchten sie bei Begräbnissen auf, was sie vielleicht stärker einer religiösen Sphäre zuordnen würde – doch fehlen sie bei den extrem seltenen neolithischen Begräbnisplätzen.

## Bronzezeit (3200/3000 – 1100 v. Chr.)

### Gliederung

Ausbreitung der Metallverarbeitung

Die Bronzezeit wird üblicherweise in eine Frühe, eine Mittlere und eine Spätere Periode eingeteilt. Erstere umfasst das gesamte Jahrtausend von etwa 3000 bis 2000 v. Chr., die mittlere Periode reicht dann bis 1700 v. Chr. und die spätere bis 1100 v. Chr.

### Frühe Bronzezeit (3000–2000 v. Chr.)

#### Das festländische Griechenland in der frühen Bronzezeit
Auf dem Festland reicht das Frühhelladikum I von 3000 bis 2650 v. Chr., II bis 2200 und Frühhelladikum III bis 2000 v. Chr. Beim Mittelhelladikum umfasst jede der drei Phasen zwischen 2000 und 1700 v. Chr. ein Jahrhundert. Das anschließende Späthelladikum I reicht bis 1600 v. Chr., Späthelladikum II bis 1400 v. Chr., III bis 1100 v. Chr. Letzteres, das Späthelladikum III, wurde schließlich nochmals in drei Abschnitte unterteilt, nämlich Späthelladikum IIIA (bis 1300 v. Chr.), IIIB bis 1200 und IIIC bis 1100 v. Chr.
Zwar sind die Diskussionen um Beginn und Ende der Frühbronzezeit nicht beendet, doch wird meist auf die traditionelle Datierung auf die Zeit zwischen 3100 und 2000 v. Chr. rekurriert. Wie üblich, werden die Unterteilungen durch Unterschiede in der Keramik ermittelt. Dabei ist das Frühhelladikum I durch polierte Keramik und durch eingetiefte Dekoration gekennzeichnet, Frühhelladikum II durch glasierte Keramik (Urfirnis), heute auch black lustre ware, Frühhelladikum III durch minderwertigere glasierte, Dunkel-auf-hell-Ware, den Rückgang von gelber, gesprenkelter Ware und durch einen wachsenden Anteil unverzierter Keramik gekennzeichnet. Während die frühere Forschung einen völligen Niedergang am Ende von Stufe III sah, aber auch einen zwischen II und III im Süden und erneut am Ende von III einen Bruch auf dem Festland, Brüche, die – wie es in dieser Zeit geläufig war – auf Invasionen fremder Völker zurückgeführt wurden, schlug Colin Renfrew für das Frühhelladikum III, auch Tiryns-Kultur genannt, lokale Ursachen vor. Beim Übergang von Frühhelladikum II zu III geht man inzwischen von einer Kontinuität der Population auf Ägina und in Lerna in der Argolis aus.
In Thrakien, Makedonien und Thessalien ließ sich eine Vereinheitlichung der bis dahin vorherrschenden verschiedenen Schulen der Keramikproduktion belegen, zudem eine erhöhte Nachfrage nach roher Ware, speziell von Vorratsgefäßen. Ob dies auf höhere Selbstgenügsamkeit oder im Gegenteil auf Tauschbedürfnisse der Vorräte gegen exotische Güter zurückging, wird diskutiert. In Thrakien wurde bisher wenig gegraben, daher ist das Bild in Makedonien klarer, wo Dikili Tash Beziehungen nach Troja und nach Eutresis in Böotien aufweist, aber auch nach Norden. Das in der Ebene von Drama liegende Sitageroi stellt eine sogenannte Magoula dar, einen Tell oder Siedlungshügel. Bei Kriaritsi auf der südlichen Chalkidiki fand man eine Nekropole, die ebenfalls in Tauschbeziehungen mit Troja und Thessalien stand, dessen Grabform aber auf Beziehungen mit Steno auf Lefkas hinweist. Im Westen Makedoniens fand man frühbronzezeitliche Überreste in Servia, dessen Beziehungen darüber hinaus bis nach Epirus reichten. In Epirus wiederum war der nördliche Einfluss spürbarer, zudem weist die Fundstätte Doliana erstaunlich weitläufige Beziehungen auf, nämlich nach Süden bis Attika, nach Norden bis nach Mähren und Bulgarien. Das trockenere Thessalien weist sehr viel weniger Beziehungen nach Norden, dafür intensivere nach Süden auf. Magoule wie Argissa oder Pevkakia auf einem Felsen nahe der Küste erweisen anatolischen Einfluss, dazu einen Wechsel von apsidalen Bauwerken zum rechteckigen Megaron. Zugleich entstanden, wie in Pevkakia augenfällig, die ersten Festungen. Auch Orte in Attika, Kolonna auf Ägina, Lerna in der Argolis oder Geraki in Lakonien wurden im Frühhelladikum II befestigt.

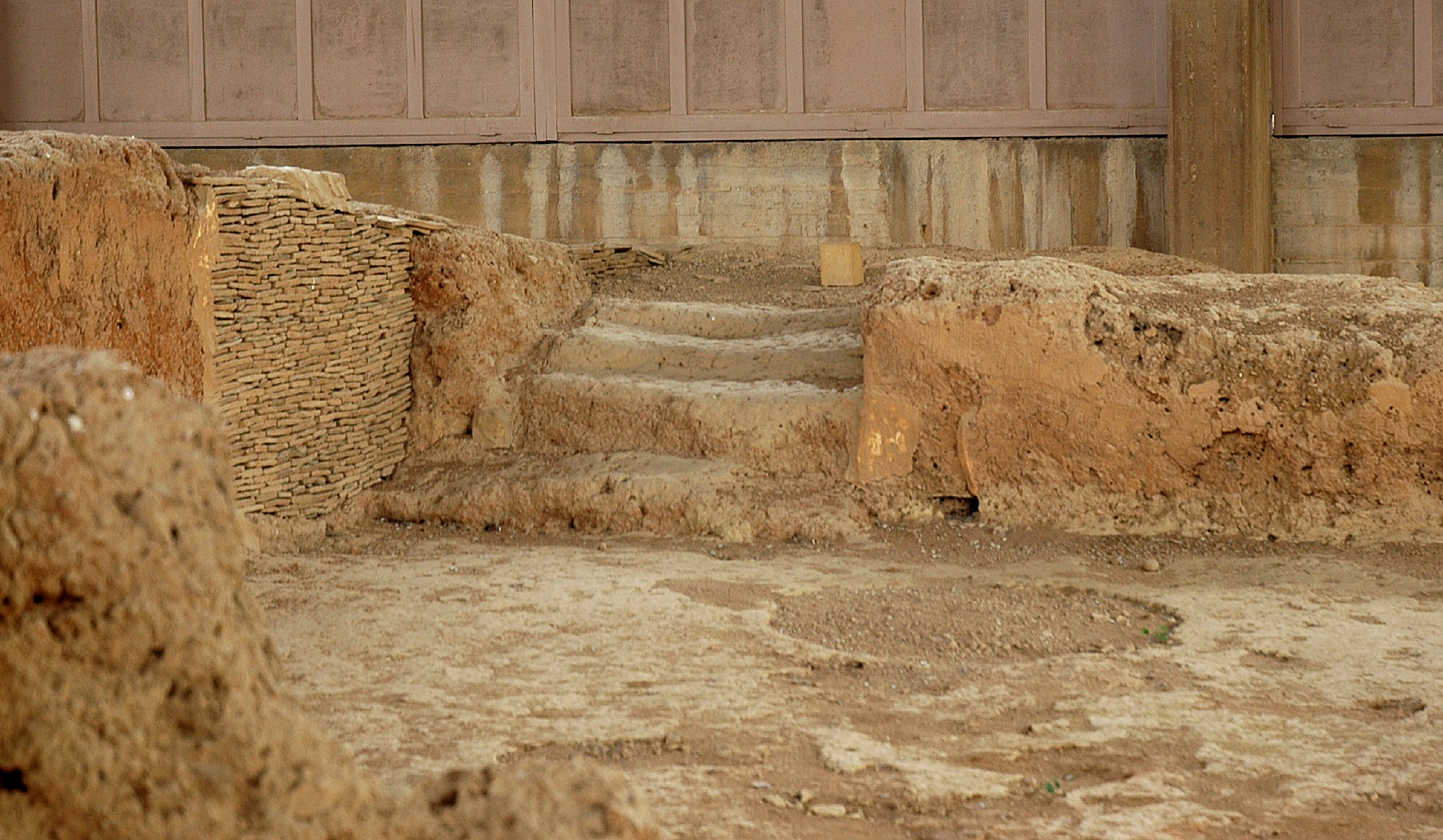
Haus der Ziegel, Lerna in der Argolis

Im mittelgriechischen Lokris und im Hinterland ließ sich eine frühe, komplexe Keramikproduktion nachweisen. Auch im in dieser Hinsicht eher unbedeutenden Phokis fand sich mit Kirrha ein großer Begräbnishügel. In Böotien existieren mehr Fundplätze, wie etwa die große Siedlung Lithares, hinzu kommen Lefkandi I oder Theben. Auf der Halbinsel Attika fand man vielfach Siedlungsüberreste auf niedrigen Hügeln; Obsidian kam von Melos, aber es bestanden auch zu den übrigen Kykladen Beziehungen, wie die Keramik erweist. Dabei reichten die Beziehungen Attikas im Osten bis nach Anatolien. Kolonna auf Ägina gilt geradezu als Umschlagplatz für die gesamte Koiné.
Eine der Schlüsselstätten ist das in den 1950er Jahren ausgegrabene Lerna, das ein großes, palastartiges Gebäude, das Haus der Ziegel barg, ein wohl zweistöckiges Korridorhaus, das Feuerspuren aus dem 22. Jahrhundert v. Chr. aufweist. Auch in Tiryns fand sich der Rundbau und Apsidenhäuser aus dem Frühhelladikum II. Einen zentralen Platz stellte wohl Helika in Achaia dar. Seine Kontakte reichten vom Peloponnes bis nach Anatolien, vielleicht sogar bis in den Nahen Osten. Pelopeion in Elis auf dem nordwestlichen Peloponnes stellt einen großen Tumulus aus dem Frühhelladikum II dar. Akovitika in Messenien, gleichfalls Teil des weitläufigen Tauschnetzes des Frühhelladikum II, barg Korridorhäuser, ähnlich wie in Lerna. In Lakonien ließen sich auch kleinräumigere Tauschnetze für Keramik belegen, was für eine größere Spezialisierung spricht.

#### Kreta in der frühen Bronzezeit

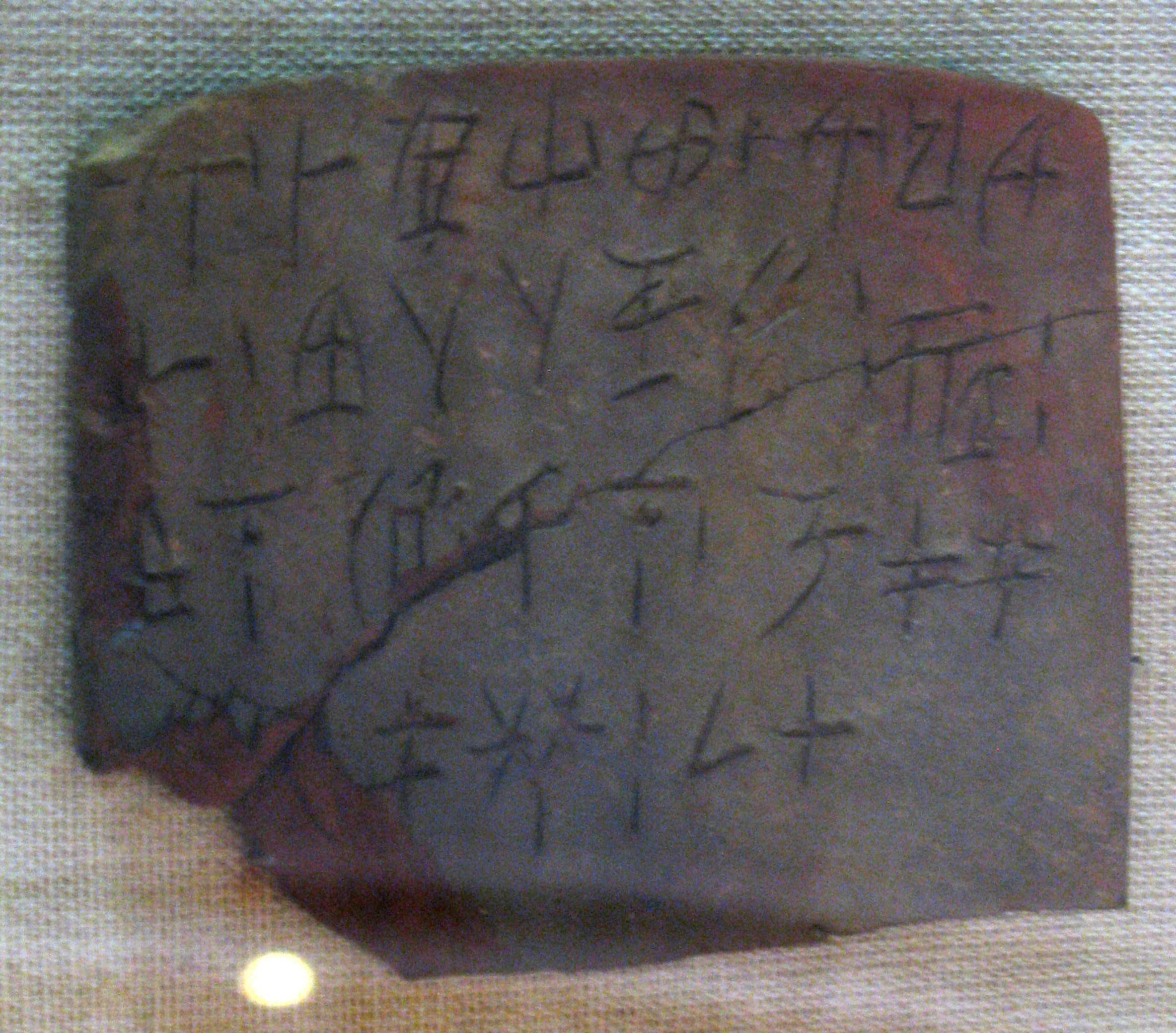
Tafel mit Linearschrift A, einer Schrift, die vom 17. bis 15. Jahrhundert v. Chr. in Gebrauch war. (Archäologisches Museum Chania)

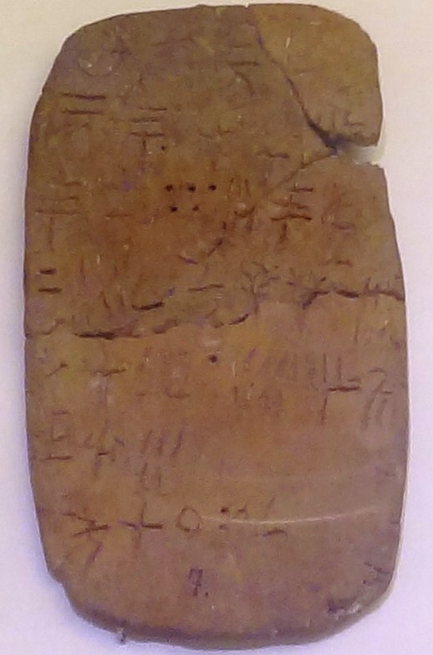
Linearschrift A auf Tontäfelchen aus dem 15. Jahrhundert v. Chr. aus Agia Triada

Die frühe Bronzezeit entspricht auf Kreta der frühminoischen Zeit. Dort gilt der Übergang vom Neolithikum zur Bronzezeit als Geburtsstunde der Minoischen Kultur. Auch hier vermutete man als Impuls eine externe Zuwanderung aus dem Osten. Die zweite Übergangsphase, die zur Mittleren Bronzezeit, also der Mittelminoischen Zeit, wird als Zeit der beginnenden kretischen Hochkultur betrachtet. Nun erschienen die berühmten Paläste, die als zentrale Sitze einer Verwaltung staatsähnlichen Charakters betrachtet wurden.
Inzwischen neigt man dazu zu erkennen, dass bestimmte zentrale Zugangsorte wie Petras Kephala, die den Tausch mit dem ägäischen Raum abwickelten und damit exklusiven Zugang zu Gütern und Technologien erwarben, bereits im Spätneolithikum IV (3300–3100/3000 v. Chr.) Vorteile gegenüber dem Hinterland erlangten. Auch begann die Besiedlung von marginalem Land, wie etwa der Hochebene von Sitia, bereits im Spätneolithikum.
Krzysztof Nowicki geht hingegen eher von anhand der befestigten Siedlungen auf Höhenzügen erkennbaren Sicherheitsproblemen und einer abrupten und umfangreichen Zuwanderung aus dem Osten in der 2. Hälfte des 4. Jahrtausends aus. Möglicherweise deutet der Bevölkerungseinbruch im Dodekanes darauf hin, dass zumindest ein Teil dieser Gruppen nach Kreta abgewandert ist. Nowicki sieht diese Abwanderung im Rahmen einer Ost-West-Wanderung von Anatolien in die südliche Ägäis, die schon früher eingesetzt habe. Anhand der etwa 100 Grabungsstätten der Übergangszeit auf Kreta lassen sich Schwerpunkte auf der Sitia-Halbinsel, wo sich die höchste Siedlungskonzentration nachweisen lässt, und der Südküste des Isthmus von Rethymno ausmachen, hinzu kommen kleinere Cluster bis zur Westküste zwischen Palaiochora und Phalasarna. Fast alle Siedlungen finden sich an leicht zu verteidigenden Stellen im küstennahen Bereich. Es handelte sich durchweg um Neugründungen, deren Größe zwischen 2 oder 3 und mehr als 20 Haushalten variierte. Zakros Gorge Kato Kastellas maß immerhin 0,8 ha Fläche, Xerokampos Kastri ca. 0,6–0,8 und Agia Irini Kastri 0,8–1,0 ha. Viele der Siedlungen waren kurzlebig, doch einige, wie Livari Katharades, das extrem eng bebaut und stark befestigt war, bestanden über längere Zeit. Diese größeren Siedlungen des Spätneolithikums IV stehen in deutlichem Kontrast zu den erheblich kleineren Siedlungen des Spätneolithikums III. Offenbar expandierten diese Neuankömmlinge landeinwärts, zuerst fassbar im Epano-Zakros-Becken, wo sie wieder an leicht zu verteidigenden Punkten am Rande des Beckens und mit Mauern geschützt entstanden. Auf dem Ziros-Plateau ließ sich die größte Ballung solcher Siedlungen für die Übergangszeit zwischen spätestem Neolithikum und frühester Bronzezeit belegen, dann auf den Hügeln von Mesa Apidi und in Agia Triada. Zwei weitere Cluster aus dieser Expansionsphase fand man auf dem Lamnoni-Plateau und zwischen Palaio Mitato und Magasa. An einigen Stellen fand man winzige Siedlungen, die häufig nur aus einem einzigen oder sehr wenigen Häusern bestanden. Die bedeutendste Siedlung im Ierapetra des Spätneolithikums und der frühesten Bronzezeit war Vainia Stavromenos, das sich über eine Fläche von 1,0 bis 1,2 ha erstreckte. Im Westen der Insel war der bedeutendste Ort wohl Palaiochora Nerovolakoi, das ähnlich groß war, doch wurde es bald wieder aufgegeben.

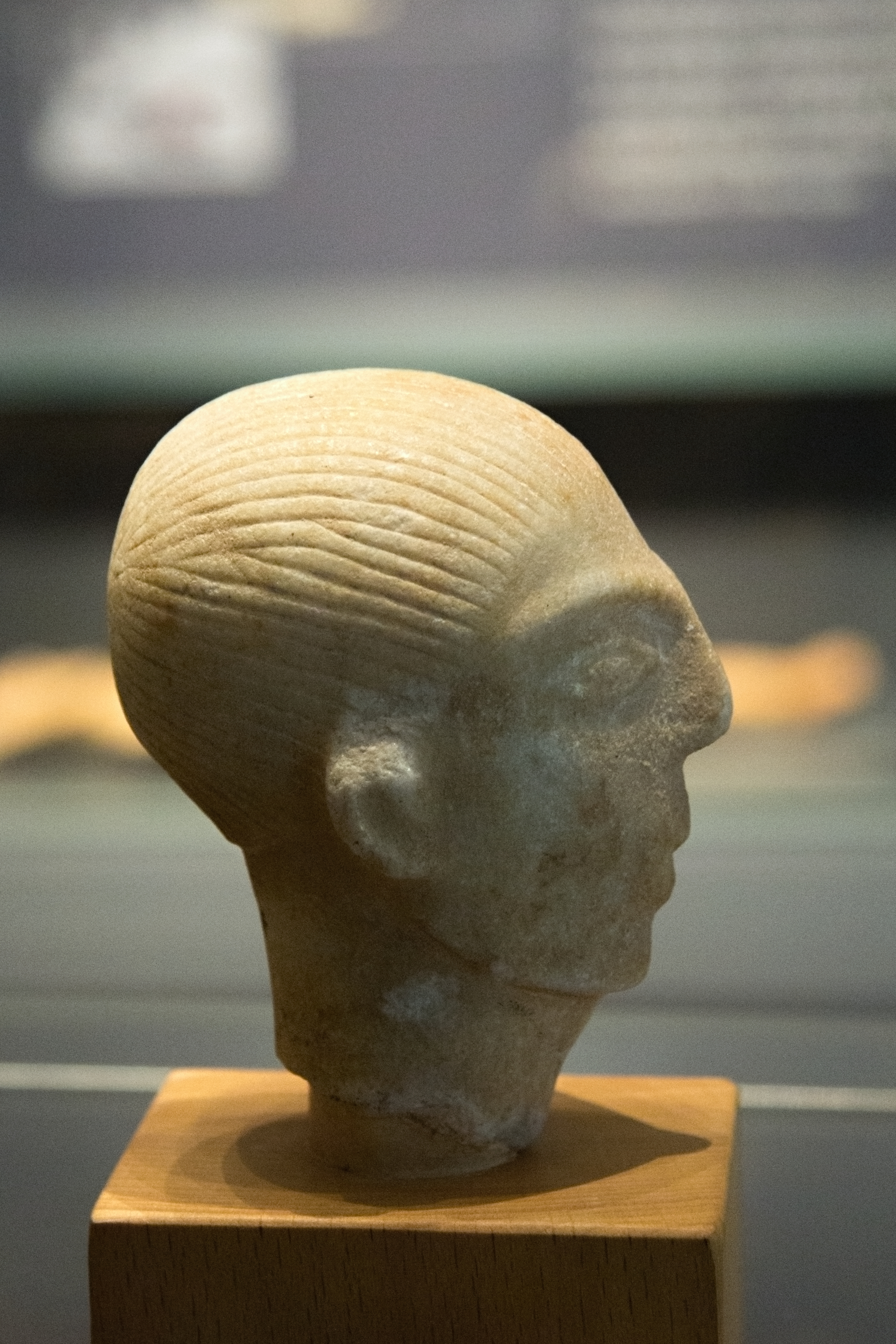
Kykladischer Männerkopf, Amorgos, 2800–2300 v. Chr.

Dabei lassen sich anhand der Keramik zwei verschiedene Gruppen ausmachen, nämlich um Phaistos und Katalimata auf der einen Seite und Zakros Gorge Kato Kastellas und Palaiochora Nerovolakoi auf der anderen. Nowicki nimmt an, dass die erstere auf die ältere kretische Bevölkerung zurückgehe, während die letztere den Zuwanderern zuzuordnen sei. Anscheinend setzten sich die Zuwanderer zuerst auf vorgelagerten Inseln fest, wie auf Gaidouronisi, das 14 km südlich vor Kreta liegt. Auf Koufonisi, 6 km vor der Küste, ließ sich eine höhere Bevölkerungszahl erweisen, als die Insel ernähren konnte, so dass es sich möglicherweise um einen ersten Aufenthaltsort der Zuwanderer handelte. Beide Plätze waren unbefestigt und lagen in Ebenen. Möglicherweise spielten bewohnbare Inseln um Kreta, wie die Dionysaden, Pseira, Dia und Gavdos ähnliche Rollen. Auf den Kykladen lassen sich wiederum Siedlungen nachweisen, wie Agia Irini I oder Paoura auf Keos, die, wie Kampos Komikias an der Westküste von Naxos oder Agios Ioannis Kastri auf Astypalea, ähnliche Charakteristika aufwiesen, wie die kretischen Siedlungen dieser Epoche. Ähnliches gilt für Siedlungen auf Karpathos und Kasos. Diese unruhige Zeit endete auf Kreta erst mit den erheblichen Veränderungen am Ende der Frühbronzezeit, so dass hier der eigentliche gesellschaftliche Umbruch wohl nicht an der Grenze zwischen Neolithikum und Bronzezeit zu finden ist, sondern bereits an der zwischen Phase III und IV des späten Neolithikums.
Bei der Entstehung der Palastkulturen haben sich inzwischen die Schwerpunkte weiter verlagert. Die Suche nach einer steilen gesellschaftlichen Hierarchie und einem plötzlichen Wandel wurde in den letzten Jahrzehnten abgelöst. Weniger die Eliten stehen inzwischen im Mittelpunkt, als die Frage nach der Gesellschaft dahinter.
Die früheste fassbare, auf Kreta entstandene Steinvasenindustrie geht auf das Frühminoikum IIA zurück. In Petras Kephala wurde offenbar Kupfer geschmolzen, lange Dolche entstanden in Poros, in Ayia Photia fand man Schmelztiegel. Im Frühminoikum III weist die spezialisierte Schmelzstätte von Chrysokamino auf eine Intensivierung der Metallverarbeitung hin. Räumliche Segregation der Prozessschritte könnte bereits auf Versuche hinweisen, die Produktion zu steuern und zu kontrollieren, so dass vielleicht der „Metallschock“ der Frühbronzeit II in das Frühminoikum I zurückverlegt werden muss.

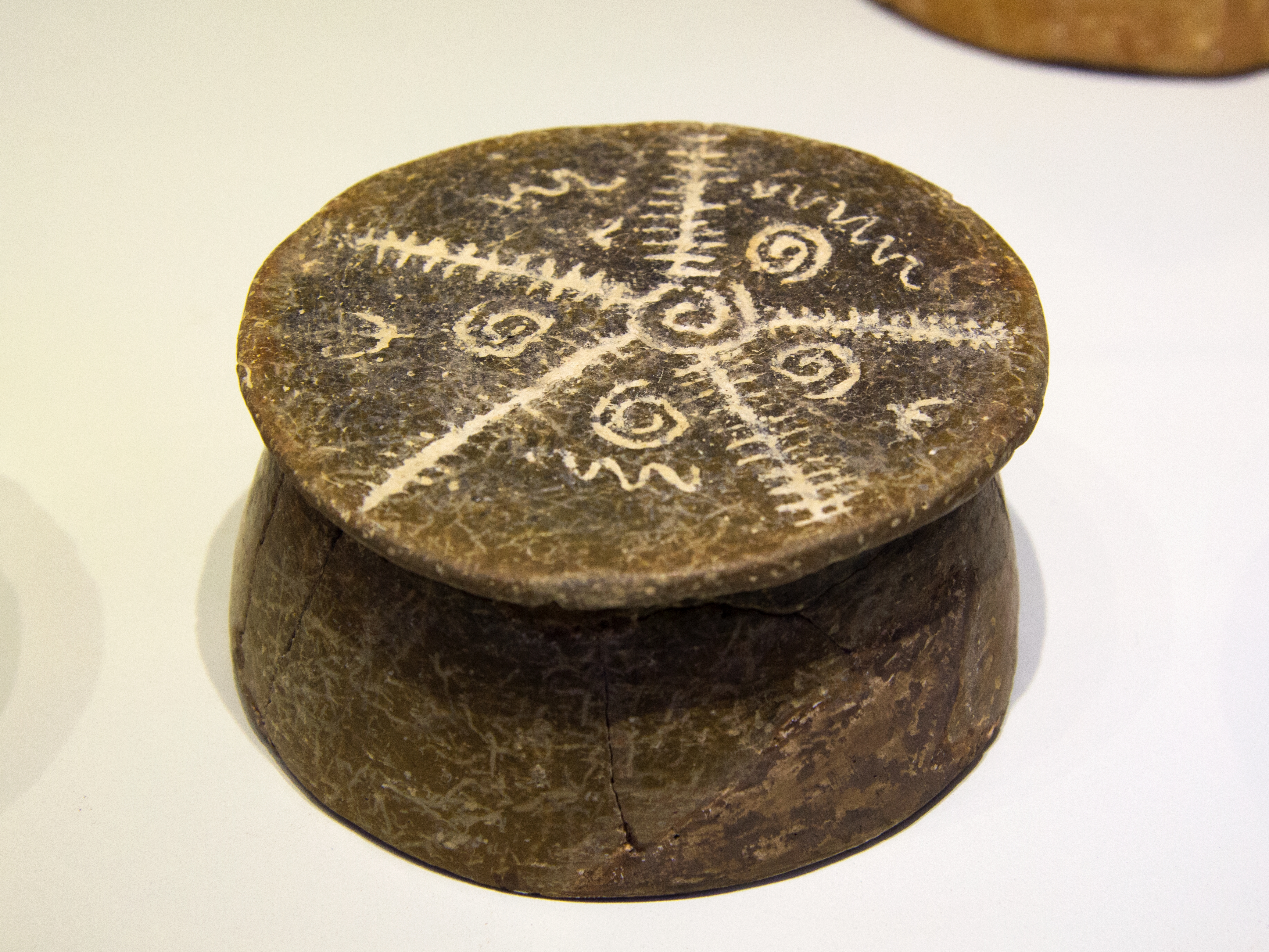
Kretische Keramik im kykladischen Stil, Pyxis, Gournes oder Agios Onoufrios, 3000–2300 v. Chr., Archäologisches Museum Iraklio

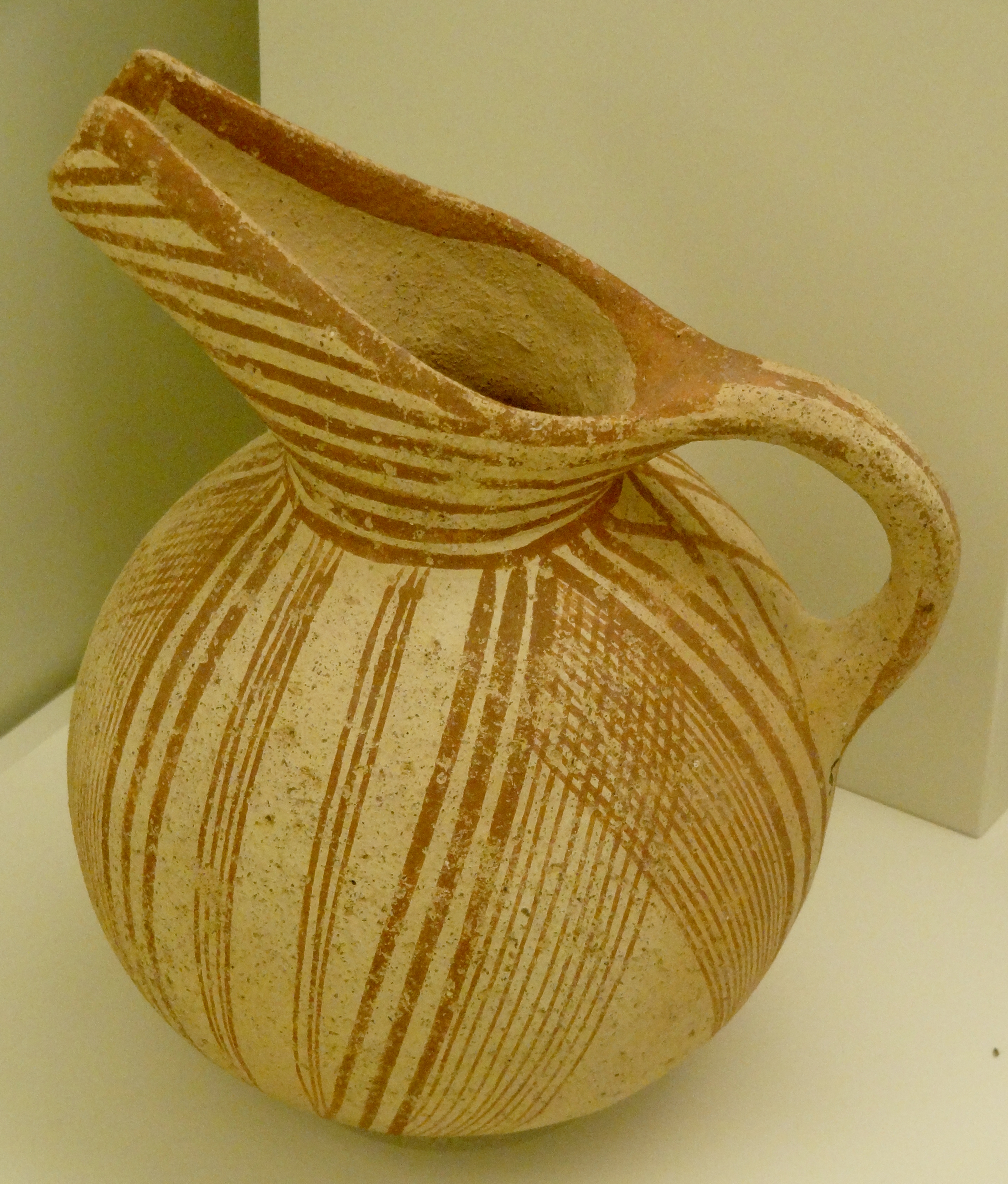
Tonkrug aus der Vorpalastzeit aus Agios Onoufrios (Festos), 2700–2300 v. Chr., ausgestellt im Archäologischen Museum Iraklio

Ab dem Frühminoikum IIB verschwanden in Knossos und Poros kykladische Einfuhren völlig, während die aus dem Osten Kretas zunahmen. Erst in Phase III und stärker im Mittelminoikum I wuchsen die Einfuhren wieder an. Doch Obsidian und Kupfer, beide ebenfalls von den Kykladen, kamen weiterhin auf die große Insel, so dass die Kontakte wohl fortbestanden. Doch der Charakter des Tausches hatte sich verändert. Während des Frühminoikums II und III bestanden Kontakte nach Syrien und Ägypten, deren Produkte auch kopiert wurden. Ab Phase III tauchten dazu passend Segelschiffe auf kretischen Siegeln auf. Das Auftauchen von Eliten mit ihren Repräsentationszwängen führte möglicherweise dazu, dass die prestigeträchtigeren östlichen Waren gerade in der Übergangsphase von höherem Wert waren, als die ägäischen.
Siegel erscheinen auf Kreta etwa zur gleichen Zeit, wie auf dem Festland, nämlich im Frühminoikum II. Die ältesten Schriftzeichen erscheinen auf Siegelsteinen des Mittelminoikums IA und B. Einige Bruchstücke einer Vase aus Malia könnten sogar auf einen Gebrauch einer ebenfalls nicht entzifferten Schrift bereits im Frühminoikum III hindeuten. Möglicherweise hängt ihr Gebrauch weniger mit ökonomischen Motiven zusammen, also vor allem der Palastverwaltung wie vielfach angenommen, als mit sozialen und symbolischen Gründen. Die Beigabe von Siegeln in Gräbern könnte ein Hinweis darauf sein, dass sie als nach außen erkennbares Zeichen sozialer Differenz eingesetzt wurden.
Ein starker Anstieg der Temperaturen in der nördlichen Hemisphäre ging dem Zusammenbruch der Palastzentren voran, ein starker Abfall ereignete sich während dieser Phase. In der späten Bronzezeit sank die Temperatur des Mittelmeers, was den Eintritt von Wasser in die Atmosphäre und damit die Niederschläge reduzierte. Die von einer relativ hohen Produktivität abhängigen Bevölkerungszentren wurden infolgedessen von einem Rückgang der Ernte besonders stark betroffen. Das sogenannte Dunkle Zeitalter fiel in eine Zeit langanhaltender Trockenheit, die sich bis in die römische Warmphase erstreckte.
Während des Frühminoikums II wuchsen die Siedlungen stark an und sie entwickelten städtische Strukturen. Ein weiteres Wachstum dieser Zentren schloss sich im Frühminoikum III bis in das Mittelminoikum IA an. Daneben entstand eine große Anzahl kleinerer Siedlungen, was auf eine Steigerung agrarischer Produktion hinweist. Den Nachteil, den Knossos beim Außenhandel ausgesetzt war, glich es durch die enge Bindung mit Poros aus, über das es Anschluss an den Fernhandel fand. Eine politische Integration oder Beherrschung des Umlandes durch Knossos, die weitest entwickelte urbane Siedlung, lässt sich erst für das Mittelminoikum IA als gesichert annehmen. Zwar gingen die großen Plätze für öffentliche Rituale auf das Endneolithikum zurück, doch die großen Terrassierungen des Frühminoikums II boten erst den Raum für die entsprechenden Gebäude. Der sogenannte Erste Palast dürfte mit solcherlei Baumaßnahmen zwischen Frühminoikum III und Mittelminoikum IA und B entstanden sein. Ähnliches gilt für Malia. In Phaistos entstand der Erste Palast zwischen Mittelminoikum IB und IIA, doch reichen die Bauten ebenfalls bis in das Endneolithikum III–IV zurück.
Ab der Entstehung der ersten Palastbauten um 1900 v. Chr. wird vielfach von der ersten europäischen Hochkultur gesprochen. Anscheinend entsprach die moderne Vielschichtigkeit öffentlicher Plätze der Multifunktionalität bronzezeitlicher Stätten; sie galten als Erinnerungsorte, dienten der Begegnung zwischen unterschiedlichen sozialen Schichten. Einen Schwerpunkt stellten öffentliche Räume innerhalb von Nekropolen dar (ab 3000 v. Chr.). Zur dortigen Durchführung von Totenkulten gehörten auch gemeinschaftliche Gelage. In manchen urbanen Siedlungen waren öffentliche Plätze von vornherein Teil der Stadtplanung, zuerst vielleicht in Vasiliki im Osten Kretas um 2700 v. Chr. Zu den integralen Bestandteilen der urbanen Plätze zählten vor allem die sogenannten Westhöfe, die sich als Freiflächen an die Palastfassaden anlehnten. Die dortigen Eliten eigneten sich durch die Präsenz von Architekturen die Plätze an.
Entsprechend dem Zeitgeist stand die Annahme einer politischen Vorherrschaft dieser Eliten im Vordergrund. Knossos, Phaistos und Malia galten, unter der kaum geprüften Annahme, dass sie sich zur gleichen Zeit entwickelten, als Zentren. Alle weiteren Palastfunde wurden als Nebenzentren oder als „außergewöhnlich“ abgetan. Zudem wurden Erkenntnisse aus Linear-B-Inschriften, die entziffert werden konnten, und die zeigen, dass tatsächlich gegen Ende der Kultur zumindest das Zentrum und der Osten der Insel von Knossos aus verwaltet wurden, in die Gründungsphase am Beginn des 2. Jahrtausends zurückprojiziert. Dadurch entstand ein statisches Bild der minoischen Palastkultur, die zudem schlagartig auftauchte (und verschwand). Neue Debatten um Methoden und Theorien stellten dies in Frage und öffneten den Blick auf die Entwicklungen in der Zeit vor etwa 1900 v. Chr. und auf die Frage der frühen Kleinräumigkeit und Anfälligkeit politischer Machtstrukturen. Es scheint anerkannt zu sein, dass die drei Hauptpaläste die Insel überwiegend beherrschten, wobei gegen Ende der Kultur Knossos die Führung übernahm. Die Entzifferung der Mayaschrift führte jedoch vor Augen, dass es kaum möglich ist, anhand archäologischer Spuren politische Strukturen zu enträtseln. Alle Annahmen über die dortige politische Struktur waren unzutreffend, die seit der Entzifferung erschließbaren Quellen enthüllten stattdessen ein hochgradig mobiles, komplexes Geflecht von unabhängigen und quasi-unabhängigen, kleinen bis großen, durch Bündnisse kurzer Dauer aneinander gebundener Städte und Siedlungen, die auf zwischendynastischen Ehen und Eroberung basierten. All dies hinterließ praktisch keine archäologischen Spuren.
Kreta gilt als eines der archäologisch bestuntersuchten Gebiete des Mittelmeerraums. Am ehesten kommen noch Modelle in Frage, die die politische Struktur erkennbar machen, die sich mit der Siedlungsstruktur befassen. Dabei wurde ein Vier-Stufen-Modell der Hierarchisierung bevorzugt, das die Rechtfertigung liefern sollte, von einem Staatswesen zu sprechen. Doch selbst Athen in der klassischen Zeit wies keine solche Hierarchisierung anhand der Bodenfunde auf, und so ist das Modell kaum für die zu erwartenden kleinen Stadtstaaten der Bronzezeit geeignet. Surveys wurden vor allem um Phaistos, in dieser Fragestellung allerdings ohne gesicherten Ertrag, und um Malia durchgeführt. In dessen Gebiet fanden sich am Rande der Lassithi-Ebene Bauwerke, die als Festungen identifiziert werden konnten, und die wohl eine Art Grenze des Machtbereiches von Malia im Mittelminoikum darstellten. Diese Funde weckten aber zugleich auch Zweifel an einer weitergehenden Dominanz auf der Insel.

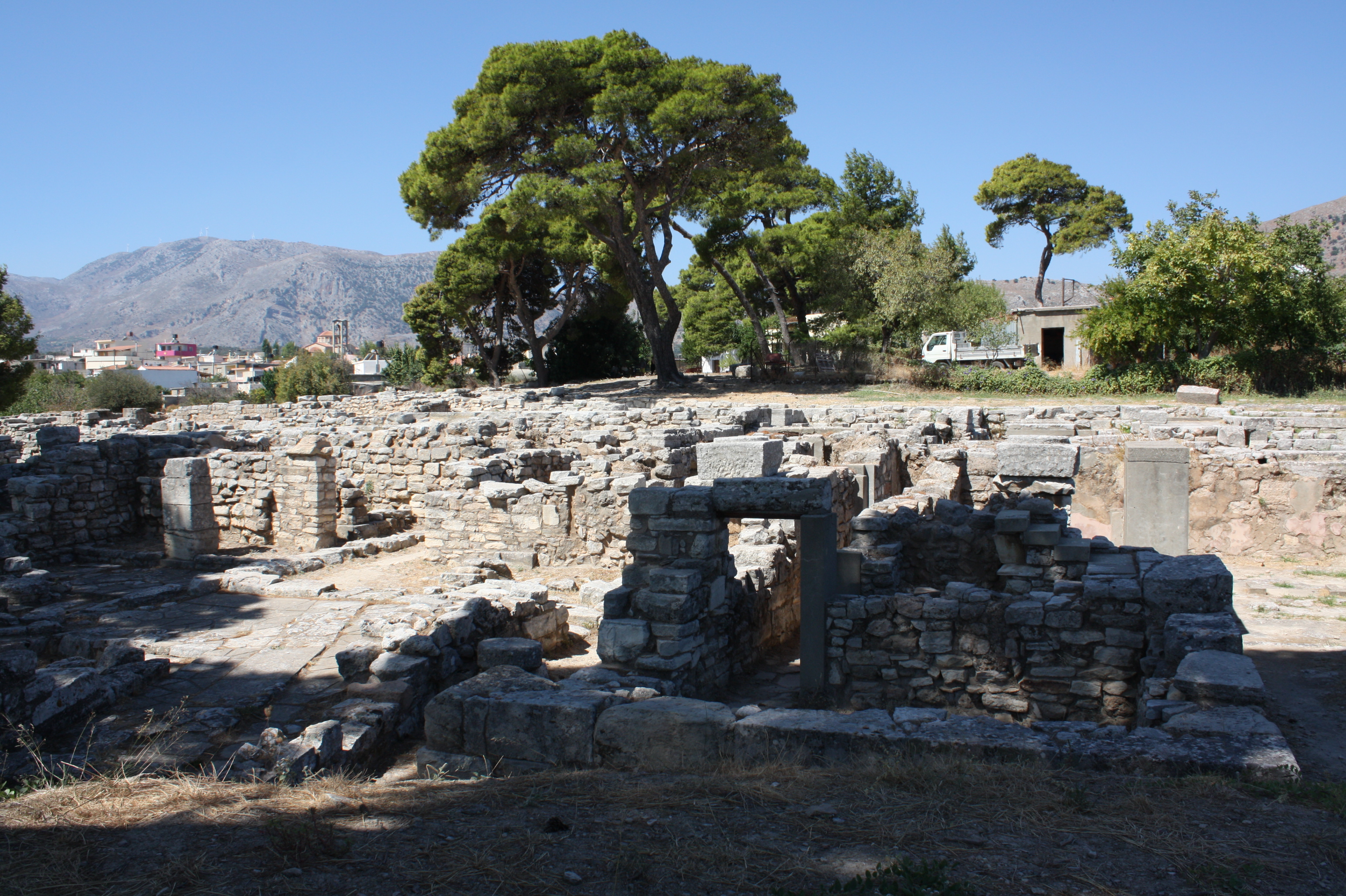
Grabungsstätte Tylissos auf Kreta

Knossos ist ein anders gelagerter Fall. Schon im Mittelminoikum IA umfasste die Stätte 20, wenn nicht 40 ha Fläche. Neuere Funde zeigen, dass die Gegend um Galatas möglicherweise ähnliche Befestigungsanzeichen aufwies, wie im Falle Malia, so dass hier vielleicht eine Südgrenze auszumachen ist (Mittelminoikum III A). In jedem Fall dürfte die Kontrolle über ein so weitläufiges fruchtbares Umland sehr viel leichter zu gewinnen gewesen sein, als im Falle von Malia, das für agrarische Zwecke unbrauchbare Gebirgszüge hätte überwinden müssen, um jenseits dieser Gebiete über längere Zeit Kontrolle auszuüben. Ob der Palastneubau in Malia wiederum nur eine stilistische Orientierung nach Knossos bedeutete, oder aber eine Machtausdehnung der größeren Stadt, ist unklar. Insgesamt scheint die Herrschaft über Kreta sehr viel fragmentierter, dynamischer und vielschichtiger gewesen zu sein, als seit Beginn der Palastforschung angenommen. Nur im Falle von Knossos, das doppelt so groß war wie die nächstgrößten Zentren, kann man sekundäre Zentren annehmen, nämlich Archanes (etwa 12 km südlich von Iraklio), Tylissos, Poros, Amnisos (etwa 7 km östlich von Iraklio) und vielleicht Vitsila.

#### Die Kykladen in der frühen Bronzezeit

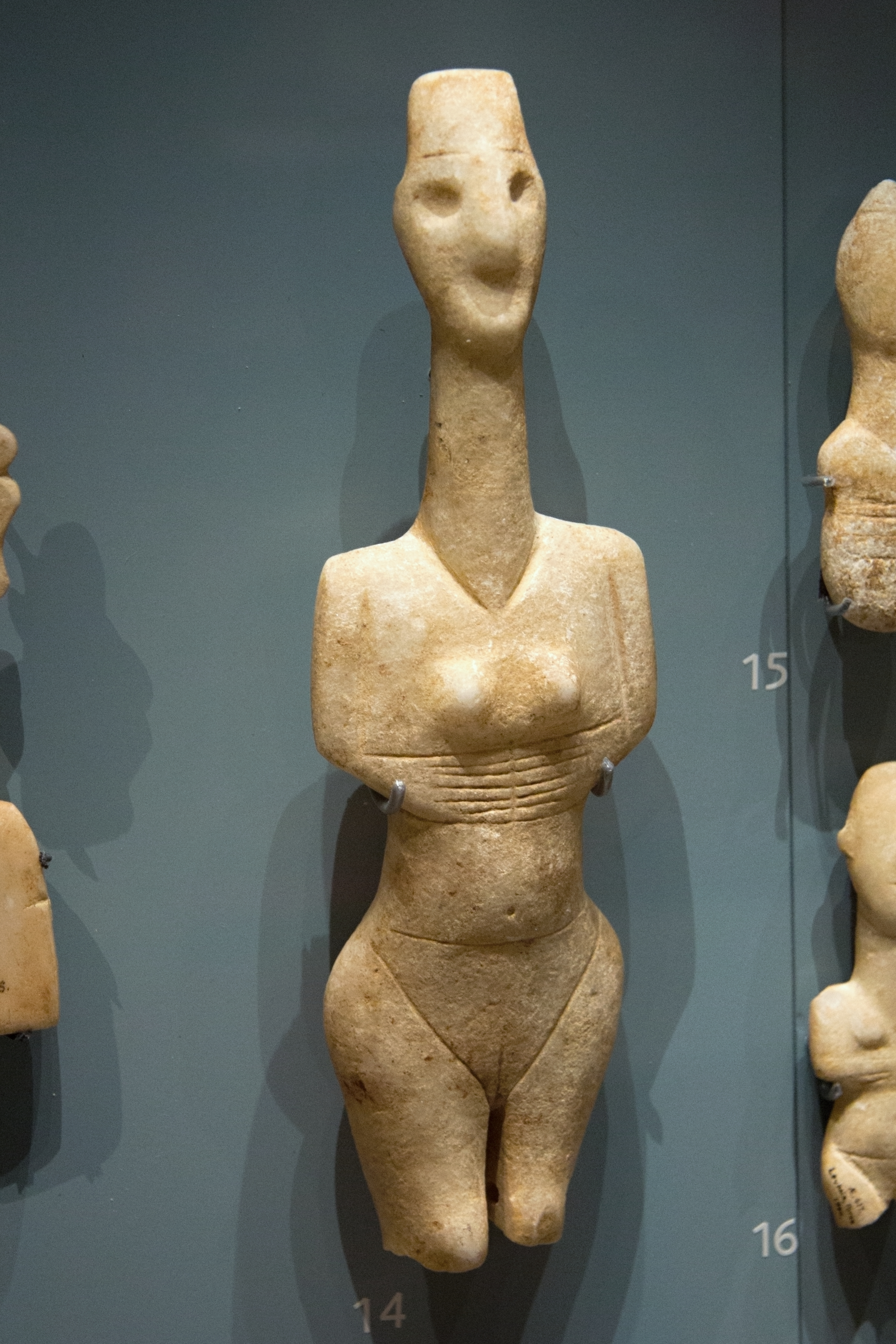
Figurine, Drakatis auf Naxos, Marmor, etwa 3200–2800 v. Chr., Ashmolean Museum, Oxford

Der kulturelle Einfluss der Kykladen, in der Mitte zwischen griechischem Festland, Kreta und Anatolien gelegen, war in der frühen Bronzezeit sehr ausgeprägt, wie etwa Funde im westtürkischen Liman Tepe zeigen. Die erste Siedlung, dieser Kykladenkultur, die ausgegraben wurde, war Phylakopi auf Melos, dann folgte Ayia Irini auf Kea (Frühbronzezeit in den Schichten I bis III), das eher für die nachfolgenden Perioden bekannt ist, was auch für Akrotiri auf Thira gilt. So ist die Frühbronzezeit nur wenig repräsentiert, wenn auch Funde in Kastri auf Syros oder in Markiani auf Amorgos, vor allem aber das Dorf Skarkos auf Ios, Aussagen gestatten, die über die ansonsten vorherrschenden Begräbnisstätten hinausgehen.
Saliagos auf Andiparos erwies erstmals, dass im Neolithikum Bauern und Fischer auf der Insel lebten. Sie bevorzugten Gerste vor Emmer und Einkorn, Schafe und Ziegen dominierten bereits zu dieser Zeit die Haustierzucht – Spinnerei, vielleicht Weberei, war verbreitet. Auch die violinenförmigen Frauenfigurinen existierten bereits in abstrahierender Form. Die Fundstätte wurde zum Namensgeber der Saliagos-Kultur, die auf die Zeit zwischen 5000 und 4500 v. Chr. datiert wurde. Maroulas auf Kythnos stellt eine noch ältere neolithische Stätte dar. Die Typusstätte für das Spätneolithikum ist jedoch Kephala auf Kea. Die Entdeckung und Ausgrabung von Strofilas auf Andros, der ältesten befestigten Siedlung auf den Kykladen, hat unser Bild von der Epoche deutlich verändert. Dazu trugen Felsritzungen von Langschiffen, wie sie bis dahin erst aus der tausend Jahre späteren Keros-Syros-Kultur bekannt waren, erheblich bei.
Ähnlich wie im übrigen ägäischen Raum wird die frühbronzezeitliche Kykladenkultur in drei Phasen eingeteilt, wobei nicht jede Phase auch auf allen Inseln nachgewiesen ist. Die frühkykladische Grotta-Pelos-Kultur (nach Colin Renfrew ca. 3400 bis 3000 v. Chr.) stellt dabei die erste Phase dar, setzt aber bereits im Neolithikum ein. Sie ist vor allem aus Kistengräbern bekannt. Die dunkle Keramik ist oftmals mit Fischgrätmustern verziert. Auch fanden sich Obsidianklingen und Marmorgefäße. Die Figurinen sind eher schematisch, wobei zwei Typen unterschieden werden, nämlich der Louros-Typ und der Plastiras-Typ. Letzterer ist detailreicher und die Arme treffen sich im Hüftbereich, ersterer besteht meist nur aus hervorgehobenem Kopf und Beinen.
Die Kampos-Gruppe (ca. 3000 bis 2800 v. Chr.) ist nach dem Friedhof von Kampos auf Paros benannt. Sie gehört bereits zur Übergangsphase zwischen Abschnitt I und II der Frühbronzezeit. Wichtiger Fundplatz ist Agrilia auf Pano Koufonisi und Markiani auf Amorgos. Zwischen den südlichen Kykladen und einigen Küstenorten Kretas bestanden so intensive Kontakte, dass man annimmt, hier seien Siedler auf die große Insel im Süden abgewandert.

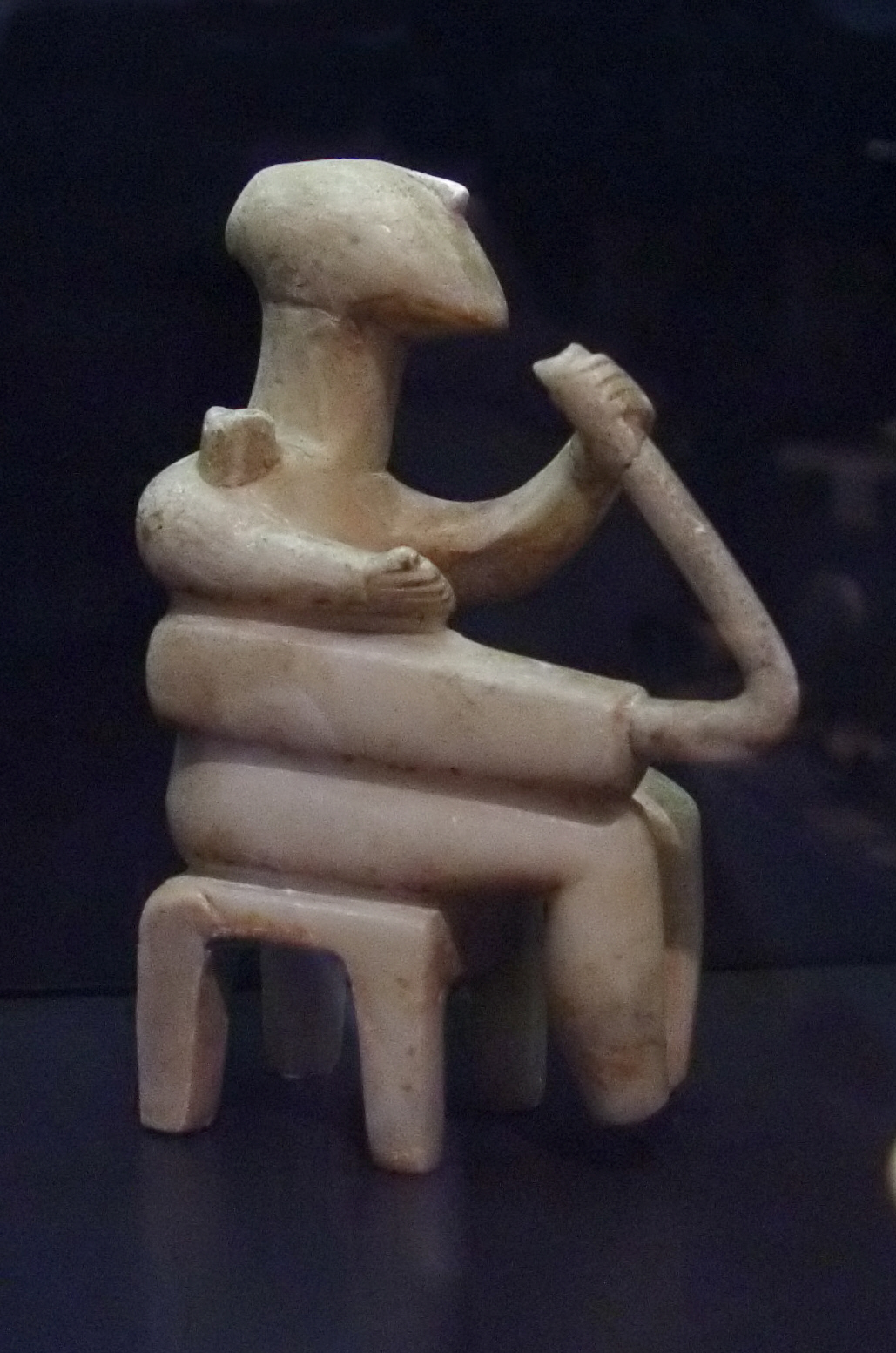
Harfenspieler, frühkykladisch II, Marmor, Höhe 13,5 cm, Breite 5,7 cm, Tiefe 10,9 cm, Badisches Landesmuseum, Karlsruhe, wohl auf Santorin gefunden, 1840 in Italien erworben, 1853 vom Landesmuseum angekauft

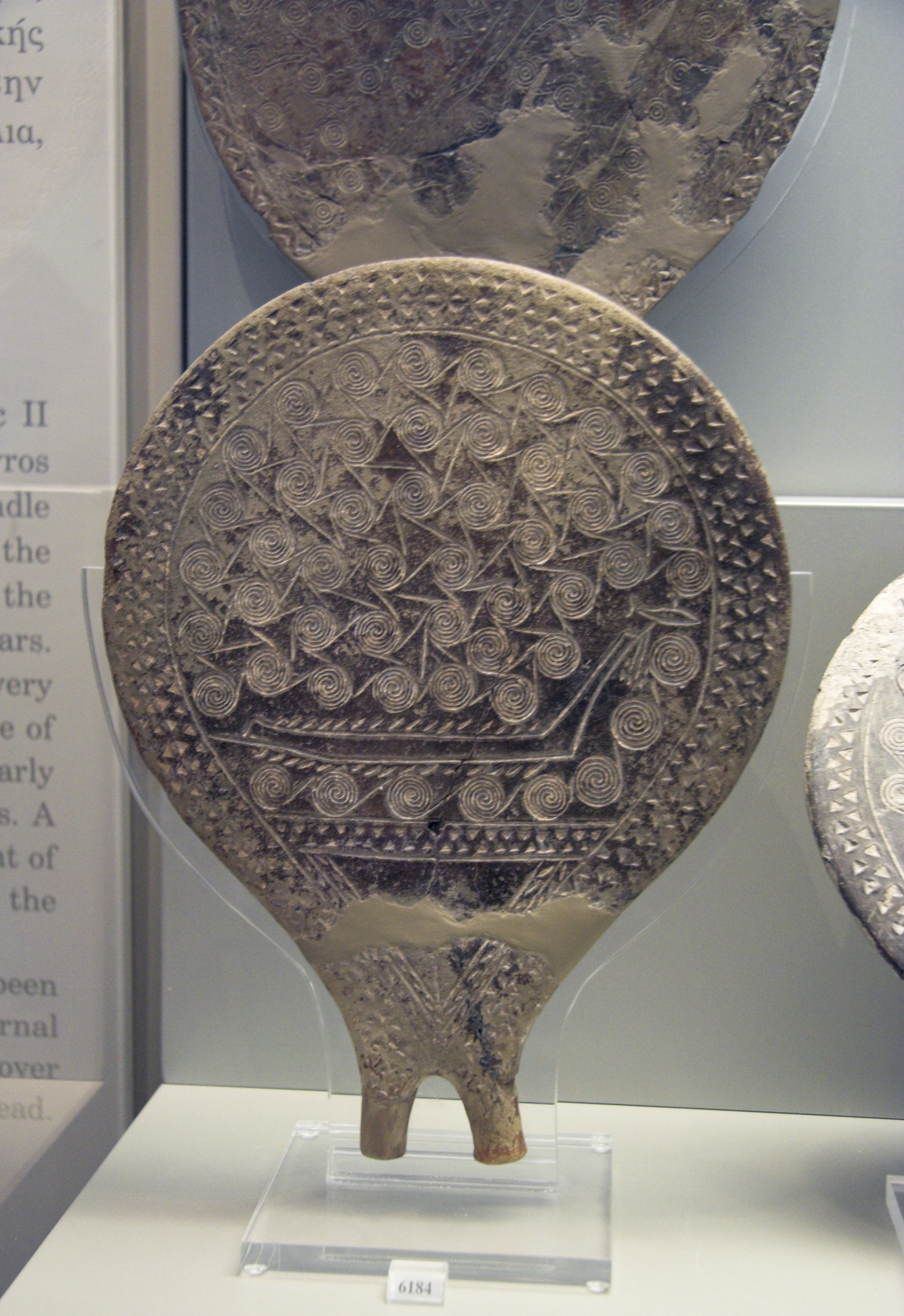
Für die Kykladen typische Keramik („Kykladenpfanne“), hier mit Einritzung eines Bootes, Chalandriani auf Syros, Durchmesser 20,1 cm, Länge mit Griff 28,2 cm, Frühkykladisch II (Keros-Syros-Kultur), 2800–2300 v. Chr., Nationales Archäologisches Museum Athen, Inv. 6184 (Kykladische Griffschale (NAMA 4974))

Die Keros-Syros-Kultur (2800 bis 2300 v. Chr.) gehört bereits dem frühbronzezeitlichen Kykladikum II an. Chalandriani auf Syros, eine Siedlung und ein Friedhof, sowie Kavos auf Keros, wo Tote rituell abgelegt worden waren (dazu die Siedlung auf dem nahegelegenen Daskalio), gaben der Kultur den Namen. Sie ist auch durch verschiedene Friedhöfe auf Naxos und Amorgos repräsentiert. Die Strahlkraft und Dynamik der Kultur nahm enorm zu, hochentwickelte Keramik und Fundobjekte bis hin zu den Figurinen mit gekreuzten Armen waren kennzeichnend. Kupfer tauchte nun vielfach auf, als Dolch oder als Schmuck. Die Kontakte reichten bis Liman Tepe und Troja in Westanatolien und bis auf den Peloponnes. Man sprach geradezu von einem „international spirit“ der Kykladenkultur dieser Zeit.
Die Kastri-Gruppe (ca. 2500–2200 v. Chr., Frühkykladikum II–III), benannt nach der befestigten Siedlung Kastri auf Syros, findet ihre Artefakte in Lefkandi auf Euböa, in Markiani und Ayia Irini. Dazu Korfari ton Amygdalion bzw. Panormos auf Naxos mit einer Fläche von 500 m². Viele Kulturelemente weisen auf anatolische Ursprünge hin, zahlreiche Siedlungen waren nun befestigt. Zinnbronze ersetzte zunehmend die auf den Kykladen bis dahin dominierende Arsenbronze.
Die Phylakopi-I-Kultur (Frühkykladikum III, 2200 bis 1900 v. Chr.) ist am besten im namengebenden Phylakopi und in Parikia auf Paros repräsentiert. Während die Größe von Phylakopi wohl wuchs, verminderte sich diejenige von Melos drastisch. Möglicherweise gab es eine Lücke zwischen dieser und den vorgehenden Phasen, doch könnte dies auch auf bisher fehlende Funde zurückgehen.
Insgesamt weist die Keros-Syros-Kultur Anzeichen von Prosperität auf; auch übertraf die Bevölkerungszahl diejenige der Grotta-Pelos-Kultur. Wein und Oliven verdrängten zunehmend den Anbau von Getreide, und es mehrten sich die Anzeichen für Zeremonien und Feierlichkeiten, bei denen der Weinkonsum eine Rolle spielte. Als die vier wichtigsten Kommunikationszentren wurden Chalandriani-Kastri, Ayia Irini, Grotta-Aplomata und Dhaskalio-Kavos vorgeschlagen, weil sie durch ihre Bevölkerungszahl und ihre differenzierte Produktion herausragten, aber auch durch verstärkten Konsum prestigeträchtiger Güter und durch intensivste Integration in den Seehandel gekennzeichnet waren – man spricht geradezu von einem anatolischen Handelsnetz, in das die Kastri-Gruppe zunehmend integriert wurde, das jedoch bald aufgelöst wurde.

#### Westanatolien und die Ostägäis in der frühen Bronzezeit
Zwischen Westanatolien und den Inseln der Ostägäis bestanden enge Kontakte. Während sich jedoch in der Troas beim Übergang von Troja I zu Troja II ein Rückgang der Dorfzahlen belegen lässt, was möglicherweise auf eine Bevölkerungskonzentration zurückzuführen ist, lassen sich für Lesbos nur zwei Besiedlungskerne im Osten und am Golf von Kalloni nachweisen. Dies überrascht nicht, da der Westen der gebirgigen Insel höchst unfruchtbar ist. Im Hinterland bestanden wenige und kleine Gehöfte oder Siedlungen wie Angourelia Sarakinas, Saliakas und Prophitis Ilias. Einige Siedlungen wie das mindestens 4 ha große Kourtir am Golf von Kalloni bestanden über lange Zeit, ansonsten lässt sich über die Dauerhaftigkeit der Siedlungen keine Aussage treffen.
Ähnlich sieht es auf Limnos aus, wo an der Küste die Mehrheit der Siedlungen, die zudem komplexer waren, bestand, während das Hinterland nur dünn besiedelt war. Dort entstanden ebenso wie auf Lesbos Höhensiedlungen, wie Progomylos oder Neftina. Verteidigungs- und Beobachtungsaspekte dürften eine entscheidende Rolle bei der Wahl dieser ansonsten ungünstigen Standorte gespielt haben. So überblickt Plati-Mistegnon auf Lesbos die östliche Meerenge von einem 100 m hohen Kliff aus, Saliakas hingegen kontrolliert die einzige Landverbindung zwischen der Südostküste und dem Binnenland am Golf von Kalloni.
Für Imbros und Chios lassen sich keine Aussagen über zunehmende Siedlungskonzentration treffen. Während der Frühbronzezeit II wuchsen einige Siedlungen, wie das lesbische Thermi erheblich an und dürften ihre Bevölkerungszahl verdoppelt haben, wenn sie damit auch weit hinter dem Konzentrationsprozess auf dem anatolischen Festland zurückblieben.

### Mittlere Bronzezeit (2100–1700/1600 v. Chr.)

#### Das griechische Festland in der Mittleren Bronzezeit

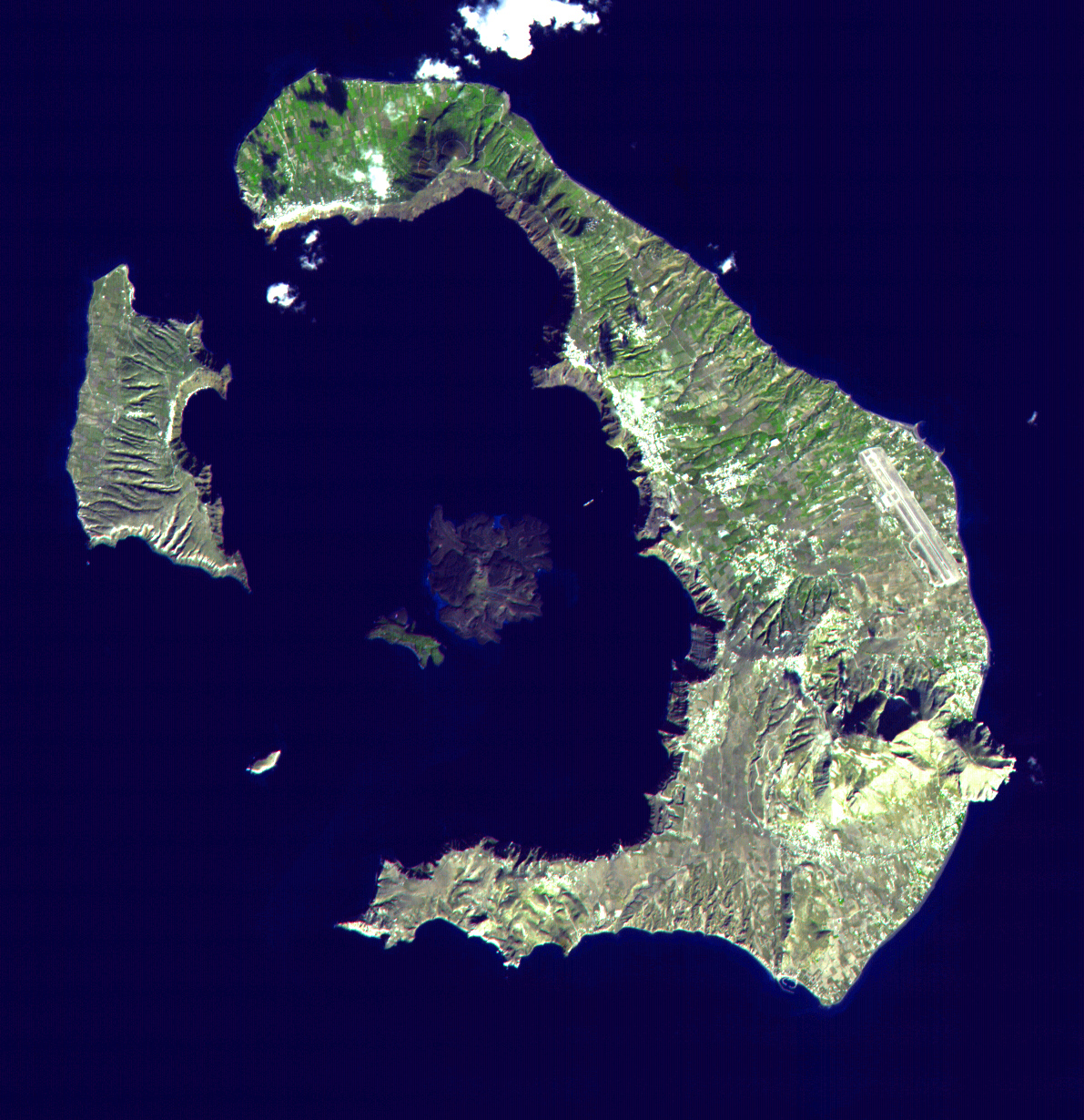
Die Insel Santorin-Thira auf einer Satellitenaufnahme

Das Festland erhielt mit Blick auf das Mittelhelladikum lange Zeit nur wenig Aufmerksamkeit. Dies hing damit zusammen, dass die Zeit davor und die danach erheblich besser untersucht wurden, und dass das Festland neben der Ägäis und der Palastkultur Kretas verblasste. Zudem konzentrierte sich die Forschung auf typologische Sequenzen und auf die Ursprünge der mittelhelladischen Kulturen. Jüngere Forschungen erwiesen jedoch, dass die Kulturen auf dem Festland weder statisch noch einheitlich, weder isoliert noch rückständig waren.
Der Beginn der Mittleren Bronzezeit wird um 2100 v. Chr. oder wenig früher angesetzt. Das Ende dieser Epoche wird traditionell um 1600 v. Chr. angesetzt, folgt man einer anderen Chronologie eher um 1700, was auch von jüngeren Radiokohlenstoffdatierungen unterstützt wird (s. zu der Problematik auch Minoische Eruption). Konzentriert man sich eher auf gesellschaftliche Prozesse, so erscheint es hingegen sinnvoller, die Zeit zwischen Frühhelladikum III und Mittelhelladikum II zusammenzufassen und das Mittelhelladikum III mit dem Späthelladikum I.
Zahlreiche Belege erweisen einen starken Bevölkerungsrückgang und Zerstörungen am Übergang von Frühhelladikum II zu III und während letzterer Epoche, deren Ursachen jedoch noch diskutiert werden. Dabei veränderten sich die Siedlungsstrukturen, die Begräbnissitten, die materielle Kultur. Während man früher ausschließlich Bevölkerungsbewegungen und Invasionen dafür verantwortlich machte, werden heute stärker andere Veränderungen ins Spiel gebracht, wie etwa die Degradation des Bodens oder Erosion, was die Gesellschaften stark verändert haben dürfte. Sie traten anscheinend im Zusammenhang – ob als Ursache oder Folge – mit Wanderungen statt. Zugleich waren die Auswirkungen in den verschiedenen Regionen sehr unterschiedlich.
Während man lange Mittelhelladikum I und II für eher statisch hielt, erwiesen Funde in Lerna, dass in der früheren Phase die Hausstrukturen deutlichen Veränderungen unterlagen, wozu vielleicht eine ausgeprägtere Anhäufung von Reichtum kam. In der späteren änderten sich die Begräbnissitten. Diese Ansätze scheinen aber wieder untergegangen zu sein, während sich die Veränderungen am Ende der Mittleren Bronzezeit als unumkehrbar erwiesen. Bekannt ist die extreme Ausweitung des Fernhandels – bereits ein goldbeschlagenes Siegel eines Beamten aus der Zeit des Pharaos Djedkare (um 2400 v. Chr.) deutet auf Handelsbeziehungen mit Ägypten hin. Zugleich nahm die festländische Kulturregion sehr viel stärker ägäische und minoische Einflüsse auf.

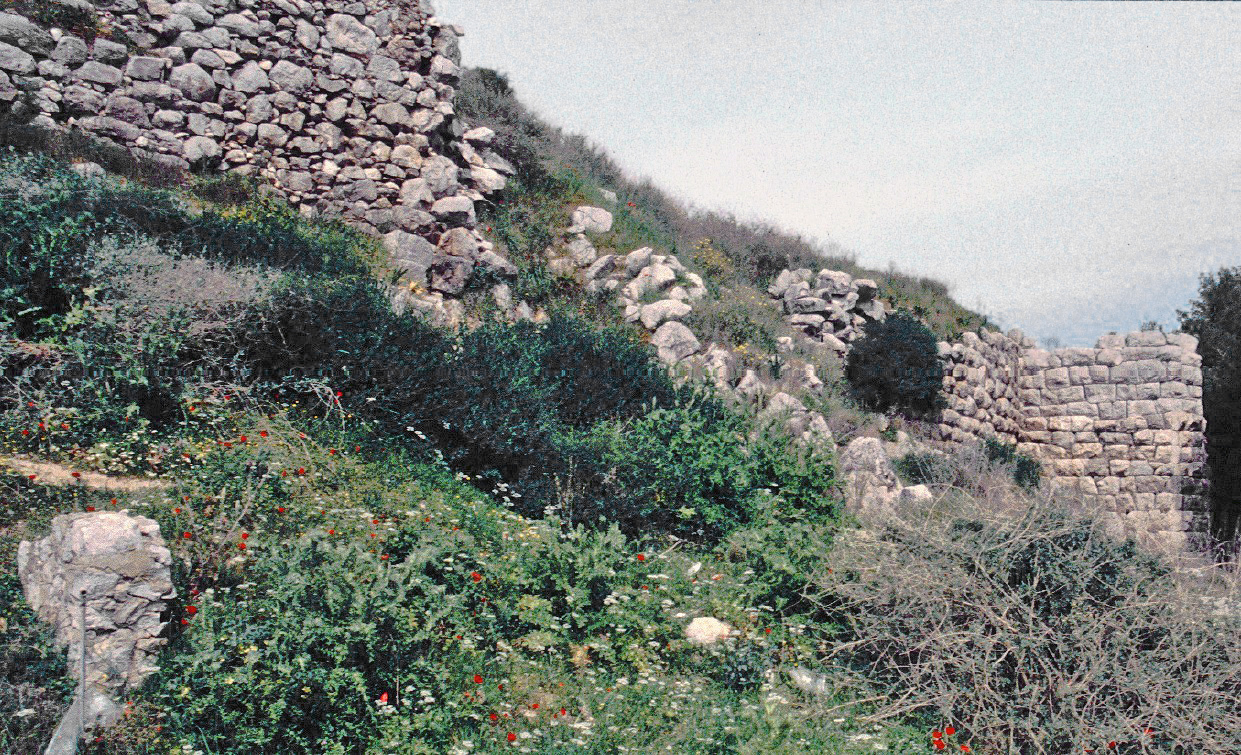
Die mykenischen Mauern von Asine auf dem Kap Kastraki in der Argolis

Von den Siedlungen waren nur wenige befestigt, wie etwa Kolonna, während die Mauern von Malthi wohl eher der mykenischen Kultur zuzurechnen sind. Die Gebäude waren relativ gleichförmig, freistehend und unregelmäßig im Gebiet der jeweiligen Siedlung verteilt. Meistens bestanden sie aus zwei Räumen und überschritten nur selten eine Gesamtfläche von 50 bis 60 m². Auf steinernen Fundamenten erhoben sich Lehmziegelstrukturen. In der frühen Phase waren die Unterschiede eher gering, nahmen jedoch später deutlich zu. Einige der dem Mittelhelladikum III zugewiesenen Häuser in Asine waren viermal so groß, wie das durchschnittliche Haus der Epoche, komplexer aufgebaut und standen entlang einem Pfad, so dass sie ähnlich orientiert waren. Kolonna stellte einen Ausnahmefall dar: Es war stark befestigt, die Hausstrukturen komplex und eine monumentale Baustruktur entstand bereits im Mittelhelladikum I. Die Stadt ähnelte eher den Orten der Ägäis.
Die Begräbnisse zwischen dem Frühhelladikum I und dem Mittelhelladikum II fanden innerhalb der Mauern statt; einige der Toten, meist Kinder, wurden noch unter den Häusern begraben. Viele Gräber wurden in zerstörten Häusern angelegt. Wahrscheinlich spätestens im Mittelhelladikum II waren Begräbnisstätten außerhalb der Siedlungen verbreitet; Grabhügel wurden errichtet, doch ist ihre Verteilung ungleichmäßig. Einfache Gruben, Kisten verschiedenster Art, dazu ausschließlich für Kinder große pithoi oder Krüge waren gängig. Meist wurden die Toten einzeln, kontrahiert beigesetzt, selten sind Mehrfachgräber. Grabbeigaben sind selten und wenig auf Eindruck angelegt, wie etwa Vasen oder Perlen. Ausnahmen sind die Grabhügel von Aphidna und Kastrulia oder das Grabbauwerk in Kolonna. In der Epoche nach dem Mittelhelladikum II bis zum Späthelladikum I wurden Friedhöfe außerhalb der Mauern sehr viel häufiger errichtet, auch wurden Gräber mehrfach genutzt – Tholos- und Schachtgräber sind dafür besser geeignet – und die Körper der Toten einer erneuten Behandlung unterworfen. Zwar wurden die Grabbeigaben reicher, doch reichten sie nicht entfernt an die Ausstattung in Mykene heran.
Von Kultstätten fand sich keine Spur, und selbst Figurinen, wie die von Eleusis, sind selten. Die religiöse Praxis lässt sich nur anhand von Riten im Zusammenhang mit den Gräbern fassen. Nur in Apollon Maleatas bei Epidauros – entstanden am Ende des Mittelhelladikums – lässt sich ein Schrein erkennen, dessen Votivgaben allerdings erst aus dem Späthelladikum stammen. Immerhin fand sich am benachbarten Kynortion-Hügel eine Grube, in der sich Überreste zeremonieller Handlungen vermengt mit Tierknochen mitten in einer bereits im Frühhelladikum aufgegebenen Siedlung fanden. Die Tatsache, dass die Siedlung nie wieder bebaut wurde, könnte auf eine Sanktifizierung der Stätte hindeuten.
Die materielle Kultur wies einige Neuerungen auf, wie Tumuli, doch diese tauchten nicht zur gleichen Zeit auf. Auch die Keramik galt als konservativ und einfach, doch jede Stätte weist verschiedene Anteile lokaler Art auf, was sich in stilistischen Unterschieden niederschlägt, ebenso wie unterschiedliche Anteile an Importware oder lokalen Imitationen. Fortschritte in der Keramik lassen sich nur in Böotien erkennen. Andererseits wurde die Keramik aus Ägina in Thessalien imitiert, keineswegs aber in Böotien. Die Werkzeuge blieben lange unverändert. Dabei ließ sich jüngst belegen, dass Kupfer- durch Bronzemetallurgie abgelöst, und dass die Töpferscheibe übernommen wurde. Am Ende der Epoche kam es zu einer größeren Offenheit gegenüber äußeren Einflüssen, es kam zu einer Diversifizierung der Keramikstile, zu einer drastisch anwachsenden Figürlichkeit und zu einem sprunghaften Anstieg der Einfuhren.
Doch selbst im frühen Mittelhelladikum I kam es zu intensivierten Kontakten zwischen den Ostküstenorten und Ägina, den Ägäisinseln und Kreta. Keramik aus Ägina kam in der Nähe der Insel häufiger vor, als im Hinterland, doch erreichte sie auch in einigen Fällen Anatolien und Italien. Böotische Keramik wurde in den Süden ausgeführt, ein thessalisches Handelsnetz umspannte die nördliche Ägäis. Einfuhren konzentrierten sich in Lerna und Argos. Der Löwenanteil des festländischen Kupfers kam aus der Ägäis, die zugleich das gesamte Blei lieferte. Geringe Kupfermengen stammten aus Thrakien oder kamen von Zypern. Auch bestanden Kontakte nach Epiros, auf den Balkan und nach Italien.
Weiterhin war Verwandtschaft das zentrale Element der gesellschaftlichen Organisation. Damit verlagerten sich Status- und Prestigefragen, vor allem aber Autoritätsfragen in die Familien und mussten weniger auf der gesamtgesellschaftlichen Ebene einer Siedlung zum Ausdruck gebracht werden. Damit blieben Alters- und Geschlechtsfragen zentral. Die Ursachen der Veränderungen lassen sich anscheinend nicht nur auf Veränderungen in der Ökonomie zurückführen, wie auf das Bedürfnis Rohstoffe zu kontrollieren. Dennoch dürften die weiträumigen Handelsnetze, in denen es darauf ankam, auswärtige Führungsgruppen im eigenen Interesse zu beeinflussen, eine wichtige Rolle gespielt haben. Auch die expansionistischen Bestrebungen der minoischen Palastkultur und die Konkurrenz oder das Prestige der Handelszentren dürften von größter Bedeutung gewesen sein. Hier boten sich nicht nur einflussreiche, sondern auch nur von wenigen auszufüllende Rollen in der Gesellschaft an, gerade im „diplomatischen“ Bereich. Vor diesem Hintergrund könnte sich die langsame Entwicklung zur mykenischen Kultur geradezu als ein Coup einzelner Gruppen erweisen. Doch um hier eine Aussage treffen zu können, sind die Erkenntnisse über die Rollen von Individuen, Gesellschaftsgruppen und Gemeinschaften in dieser expandierenden Welt noch zu unklar.

#### Kreta in der Mittleren Bronzezeit
Das Auftauchen des ersten großen oder alten Palastes wird im Allgemeinen als das zentrale Ereignis auf der mittelbronzezeitlichen Insel bezeichnet, die die südliche Ägäis begrenzt. Dabei nimmt man an, dass dies im Mittelminoikum IB geschah, was kalendarisch mit 1925/1900 v. Chr. wiedergegeben wird.
Zu den Hauptorten zählten Knossos und Phaistos, Malia und Petras östlich von Sitia, wobei diese Monumentalisierung eher einen langsam fortschreitenden Prozess darstellte, während Phaistos und Malia auf umfangreiche Einebnungsarbeiten sogleich die Errichtung monumentaler Bauwerke erfolgte. Anderenorts entstanden Palastbauten entweder im Mittelminoikum IIA, wie in Petras oder Monastiraki, im Mittelminoikum IIB, wie in Kommos, oder aber erst im Mittelminoikum IIIA, wie in Galatas. Mancherorts entstanden diese Bauwerke sogar erst in der Neupalastzeit, wie in Gournia, Zakros oder Phaistos. Die jüngeren Funde in Sissi (mindestens Neupalastperiode) oder Protoria-Damatri in der östlichen Messara, von Chania und Archanes oder Zominthos lassen annehmen, dass noch mehr Fundstätten dieser Art auftauchen werden. Dabei kann inzwischen davon ausgegangen werden, dass die Palastbauten von den einfachsten bis zu höchstentwickelten Komplexen variierten. Ob die Monumentalisierung besonders gegen Ende des 20. Jahrhunderts v. Chr. auf orientalische Einflüsse zurückgeht, wird noch diskutiert, von einem „Palast-Paket“ analog zum neolithischen kann jedoch wohl kaum die Rede sein.
Der Palast von Knossos umfasste dabei eine umbaute Fläche von 21.000 m² auf einer lichten Fläche von 2,2 ha. Er wurde um einen rechteckigen Zentralhof von 53 × 28 m errichtet. Aus vier Richtungen kommen verwinkelte, schmale Gänge, reich dekorierte Korridore, bemalte Säle, aufwändig gestaltete Treppenhäuser und säulenumstandene Galerien auf diesen Hof zu.

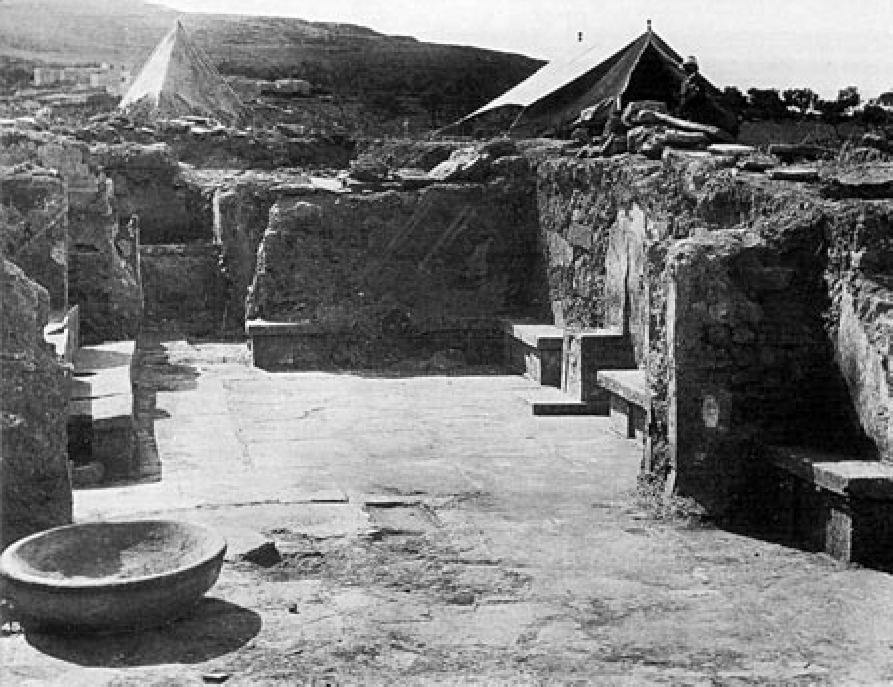
Der „Thronsaal“ von Knossos zur Zeit der Ausgrabungen (1900)

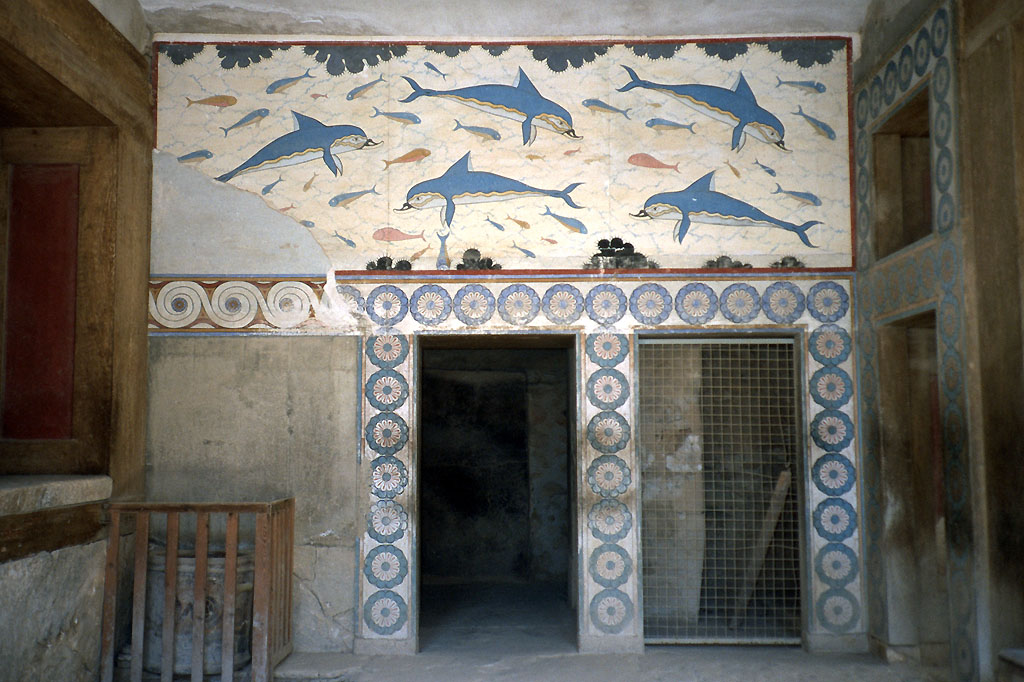
Rekonstruierte Wandmalerei in Knossos

Die Idee eines Königreiches und viele weitere Vorstellungen gehen auf den Ausgräber Arthur Evans zurück. Er deutete die Anlagen als Residenzen von Priesterkönigen, wobei er deutlich von orientalischen Vorbildern inspiriert war. Einige ihrer baulichen Muster, wie die Orientierung, große Höfe, Flügelbauten, weisen jedoch eher in das Frühminoikum IIB. Nachdem die Linear-B-Schrift 1952 entziffert worden war, erhielt der ökonomische Aspekt einen sehr viel größeren Platz. Bald glaubte man an eine hocheffiziente Verwaltung, die jede Bewegung, sei es Mensch oder Ware, registrierte und steuerte. Dabei wurde eine starke Anbindung an ein agrarisches Hinterland ab den 1970er Jahren betont, dazu die Vorstellung von einer Verwaltung in einer hierarchisierten Gesellschaft.
Solcherlei Vorstellungen von einem zentralen wirtschaftlichen Schwerpunkt und Umschlagplatz unter der Kontrolle einer umfassenden priesterköniglichen Leitung, womöglich auf ganz Kreta, scheinen jedoch, wenn überhaupt, dann bestenfalls für den zentralen wirtschaftlichen Umschlagplatz und eher für das Spätminoikum II–III zuzutreffen, als für die früheren Phasen. Auch die Rolle als Verteilungszentrum (an abhängiges Personal) wurde schließlich bezweifelt. Es stellte sich die Frage, ob die vermutete Kontrolle in religiöser, wirtschaftlicher und politischer Hinsicht nicht zu sehr eine moderne Staatsvorstellung implizierte. Selbst wenn dies der Fall gewesen sein sollte, so war der Übergang doch offenbar weniger drastisch als vermutet. Zudem wurde die ökonomische Rolle der koulourai, steinerner, kreisförmiger Gruben, die augenscheinlich der Bevorratung mit Getreide dienten, infragegestellt, ebenso wie die Vorstellung von einem durch Bedürfnisse der gemutmaßten Eliten angetriebenen Handel mit Luxusgütern. Die Kamaresware, benannt nach dem mittelkretischen Ort Kamares und üblicherweise Palastwerkstätten zugeschrieben, lässt sich nicht mit der Vorstellung einer Kontrolle durch den Palast verbinden. Im Gegenteil wurde ein erheblicher Teil dieser qualitativ hochwertigen Keramik im südlichen Zentralkreta produziert und bis nach Ägypten ausgeführt, etwa nach Avaris. So tritt inzwischen Knossos weniger als Produzent denn als Konsument in der Literatur auf. Auch die imaginierte völlige Kontrolle über die Verteilung widerspricht der Tatsache, dass dies nicht einmal den weiter fortgeschrittenen Staatsgebilden des Nahen Ostens dazu in der Lage waren, die ja dieser Vorstellung zugrunde lagen. Auf der anderen Seite erwies sich, dass ein Teil der Produktion tatsächlich in den Palästen stattfand.

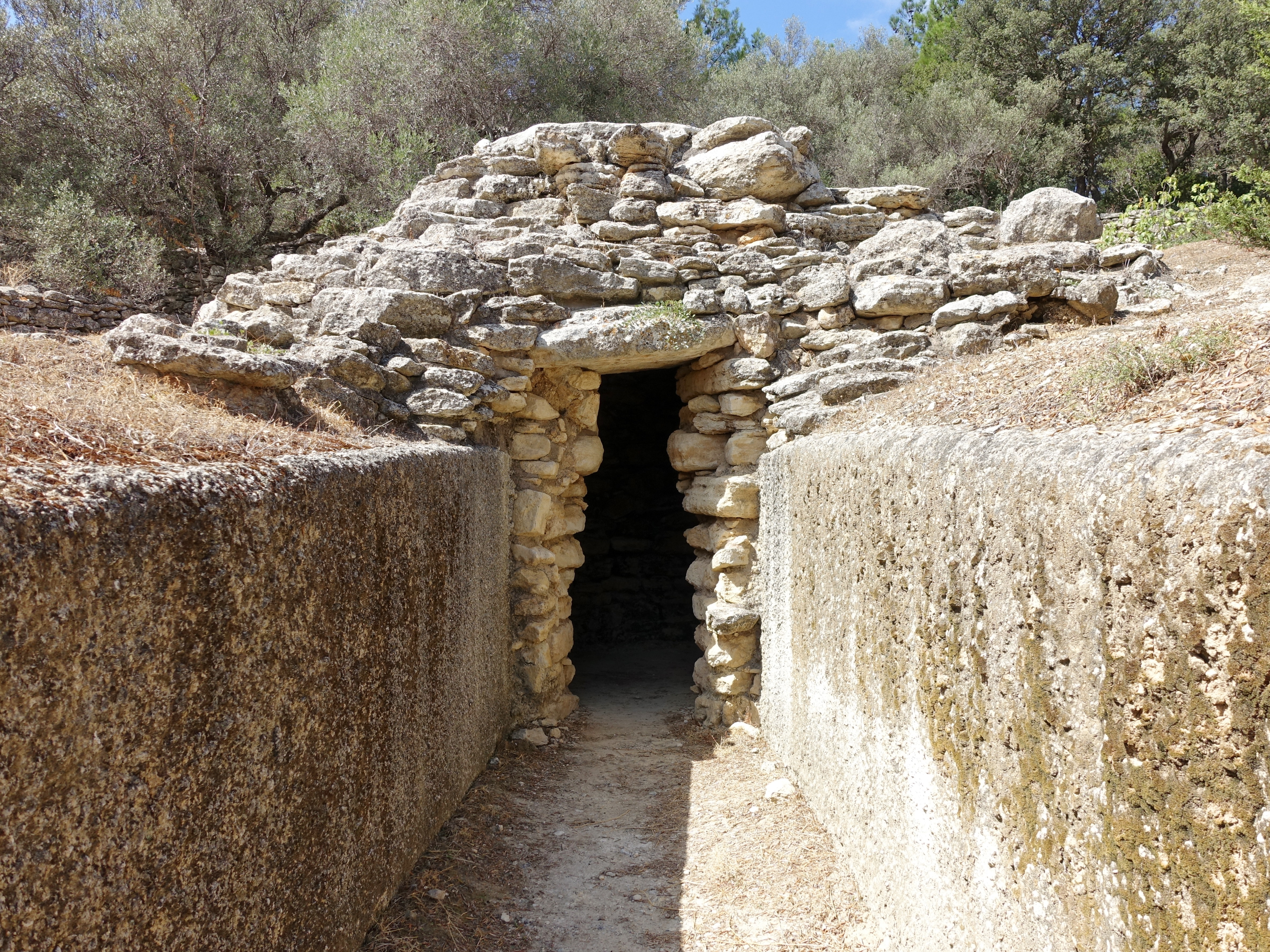
Kuppelgrab in der Nekropole Phourni bei Archanes, die zwischen 2400 und 1200 v. Chr. belegt wurde

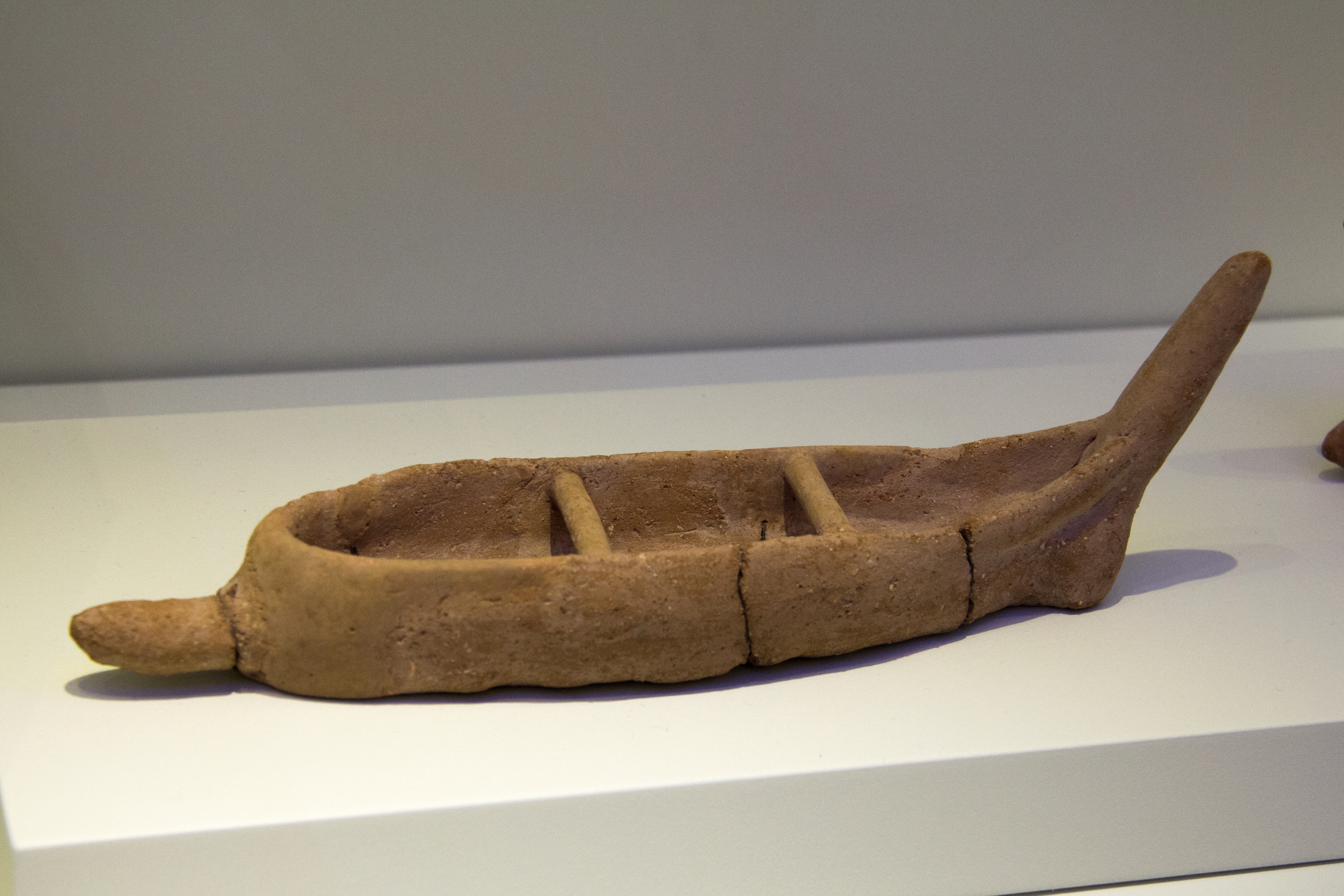
Tonmodell eines kleinen Bootes für den küstennahen Verkehr, Mochlos, 2300–1900 v. Chr.

Die Anerkennung der vier Hauptfundstätten als „Paläste“ ist darüber hinaus eher willkürlich, denn die monumentalen Anlagen von Kommos, Monastiraki oder Archanes werden nicht zu ihnen gerechnet, von jüngsten Funden ganz zu schweigen. Neben voreiligen Staatsvorstellungen und dem Festhalten an einer bestimmten Epoche steckt vielfach die Idee dahinter, dass die besagten Paläste von gleicher Gestalt sein müssen, mithin wurde von einer Homogenität über alle kulturellen Unterschiede Kretas hinweg ausgegangen. Um den irreführenden Assoziationen, die der Begriff „Palast“ mit sich trägt, entgegenzuwirken, sprach man zunehmend von hofzentrierten Gebäuden, aber auch von Hofgebäuden oder -anlagen. Schließlich wird angezweifelt, dass Priestertum und Herrschaft unter einem Dach zu finden waren, denn diese Art der Herrschaft lässt sich nirgendwo nachweisen, erst recht nicht im Nahen Osten, wo immer eine Doppelstruktur bestand. Die Paläste eignen sich darüber hinaus nicht zur Rekonstruktion der gesamten minoischen Gesellschaft, wie lange angenommen wurde.
Die Belege für eine palasteigene Produktion sind eher gering an Zahl und zudem sehr unsicher. Außerdem wurden ähnliche Produkte andernorts hergestellt, was etwa für die Textilproduktion gilt, die in Knossos sicherlich stattfand. Getreide, Feigen oder Oliven auf Tontafeln könnten Hinweise auf eine Produktion im Umkreis der Tempel sein. In jedem Falle wurden die Tafeln selbst in großem Umfang in Knossos gelagert.
Dortige Trinkgefäße wurden vielleicht zum Verteilen von Getränken in großem Maßstab gestapelt, denn ihre Zahl übersteigt bei weitem die dazugehörige Zahl an Gefäßen, die der Vorratshaltung dienten. Eine Werkstatt in der Mesara versorgte sowohl Phaistos als auch Knossos mit hochwertiger Keramik. Hingegen wurde ein Teil dieser aufwändigen Ware im Mittelminoikum I von Pediada herbeigeführt. In Phaistos fanden sich enorme Mengen an Keramik im Südteil des Westflügels, die allein etwa ein Viertel des Gesamtbestandes darstellen. Sie dienten wohl umfangreichen Ritualen mit zahlreichen Teilnehmern, an die Getränke ausgegeben wurden. Dabei denkt man über die religiösen Formen nach, die möglicherweise schamanistischer und eher auf unmittelbarer Erfahrung basiert haben, wozu Trance, Zustandsveränderungen und Ekstase gehört haben mögen, die womöglich besser zu der performativen Natur gepasst haben, für die sich die großen Plätze eigneten.

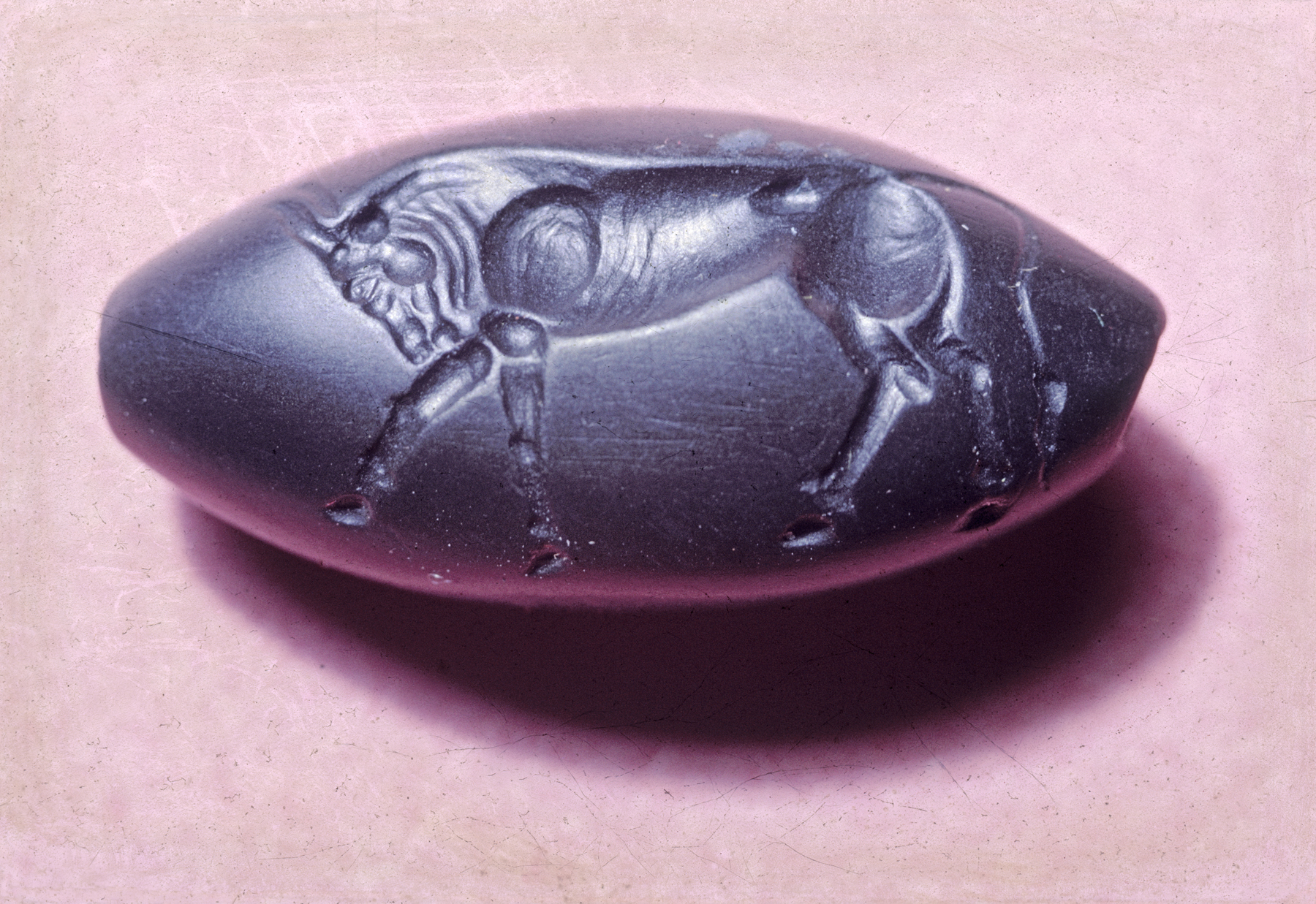
Spätminoisches Siegel mit einem Bullen, Höhe 1,3 cm, Breite 2,8, Tiefe 1,1, Walters Art Museum, Baltimore, Herkunft unbekannt, 1941 angekauft

Schrift und Siegel wurden gleichfalls der Entstehungszeit der Paläste als Herrschafts- und Religionszentren, wie man lange glaubte, zugeschrieben. Zu dieser Zeit gab es den Schriftgebrauch allerdings schon, wenn er auch eine Verbesserung und eine weitere Verbreitung fand. Auch wurden die Siegelformen differenzierter. Die als „Archive“ bezeichneten Sammlungen von Tontafeln stammen in Knossos wohl aus dem Mittelminoikum II, eher aber noch aus III. Das größte „Archiv“ fand man bisher im Quartier Mu in Malia. Auch einige der Keramikwerkstätten nutzten die Schrift; in Knossos fanden sich Siegel im Produktionsschutt.
Quartier Mu bestand aus zwei Hauptgebäuden und einer Reihe von Werkstätten. Anscheinend überwachte eine Elite die Produktion, ein Teil der Güter fand sich in den Hauptgebäuden gelagert. Doch nicht alle Güter stammten aus den örtlichen Werkstätten. Auch wenn der örtliche Palast erheblich größer war, so barg er doch nicht wesentlich mehr Vorratsgefäße, und Anzeichen für Produktion innerhalb des Palastes fehlen ganz, sieht man von wenigen Webgewichten ab. Die Paläste waren, so scheint es, eher Orte von Ritualen mit einer großen Teilnehmerzahl, als Orte der Produktion, des ausschließlichen Konsums von Luxusgütern oder gar der herrschaftlichen Kontrolle über einen einheitlichen Wirtschaftsraum.
In der Agios-Charalambas-Höhle von Lasithi fand man die Knochen von etwa 400 Individuen, dazu Figurinen, Siegelsteine und Musikinstrumente, die überwiegend aus dem Mittelminoikum IIB stammten. Elf männliche und fünf weibliche Leichname wiesen Schädelverletzungen auf, außerdem fanden sich die wohl ältesten Fälle von Trepanationen in Griechenland, wie 2006 berichtet wurde.

#### Die Kykladen in der Mittleren Bronzezeit

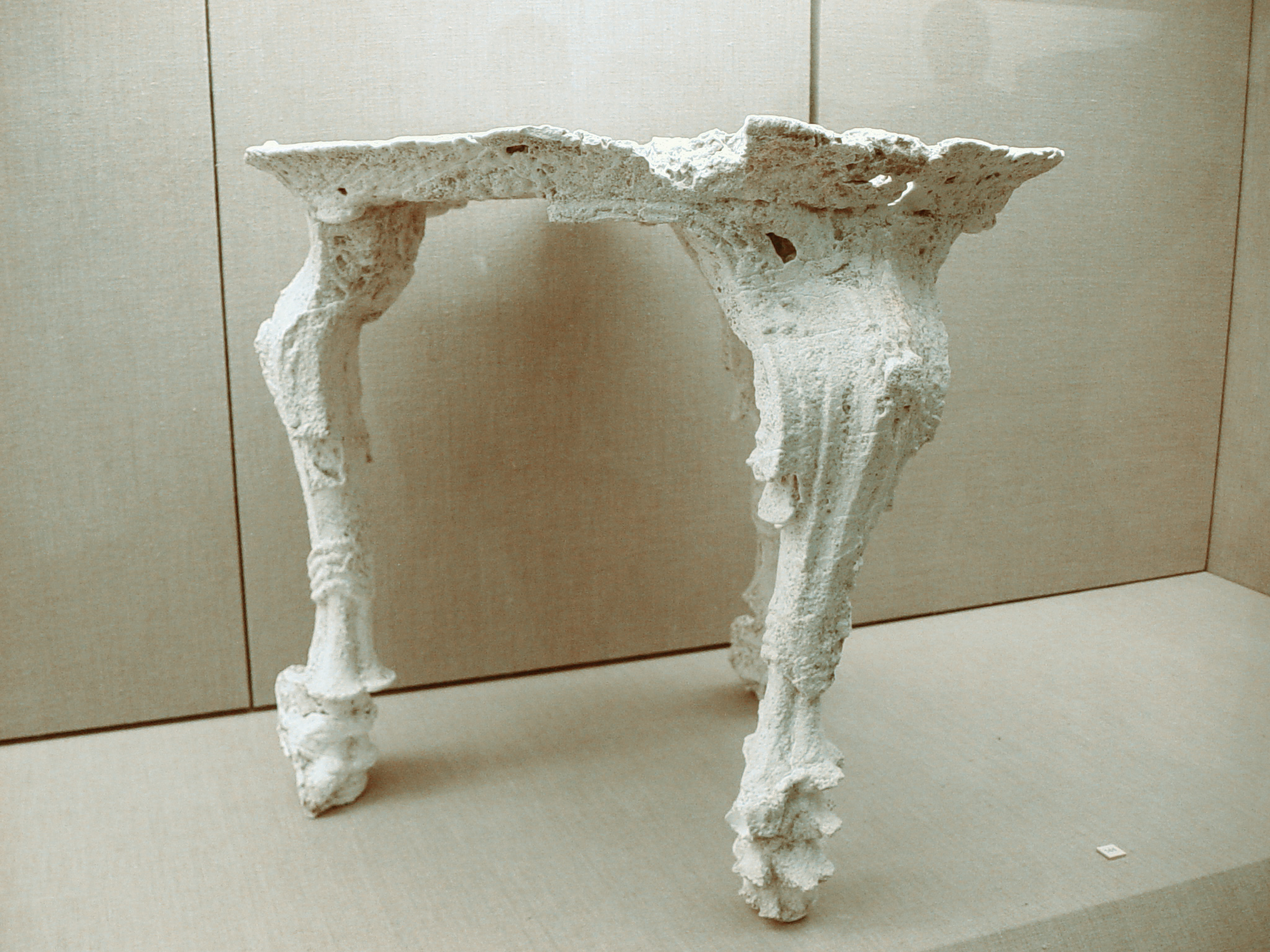
Geschnitzter Holztisch, Ausguss in Vulkanasche, Museum der Kykladenkultur, Akrotiri

In der frühen kykladischen Kultur lassen sich Zusammenhänge nur an kulturellen Ähnlichkeiten in den Artefakten erkennen, und darin zeigt sich, dass Orte an der Küste von Attika, wie Ayios Kosmas oder Tsepi bei Marathon, auf Kreta, wie Ayia Photia, oder in Westanatolien, wie Iasos, nahe mit den kykladischen Orten verwandt waren. Frühere Publikationen schlossen darauf auf Kolonien, doch handelte es sich wohl eher um einen durch Seefahrt zusammengehaltenen Kulturraum. Ganz im Gegensatz zur frühen Phase dieser Kultur war die mittlere Phase anscheinend auf die heutige Inselgruppe beschränkt. Sie reichte von 2000 v. Chr. ± 50 Jahre bis etwa 1675 oder 1600 v. Chr. – je nachdem wann der katastrophale Vulkanausbruch von Thera datiert wird.
Die Einteilung in Phasen geht von der Keramik aus, bildliche Darstellungen gestatten oftmals rätselhafte Einblicke in die Gesellschaft dieser Zeit. Während andere Artefakte kaum mehr als typisch für die Kykladen bezeichnet werden können, veränderte sich die Siedlungsstruktur drastisch. Es entstanden größere Siedlungen, während die kleinen, verstreuten Siedlungen verschwanden. Zugleich führte im Rahmen dieser Siedlungskonzentration, von der es, wie jüngste Grabungen zeigen, Ausnahmen gibt, zu einer komplexeren städtischen Struktur und zu aufwändigeren Bauwerken und zu für diese Epoche charakteristischen Stadtbefestigungen. Die wenigen bekannten Gräber, wie die auf Kea, scheinen einen Rückgang der Kistengräber anzuzeigen, dazu eine größere Variabilität, doch alles in allem setzte man die frühbronzezeitlichen Gewohnheiten fort.
Die Kontakte zu den Nachbarn, die bereits in der frühen kykladischen Kultur IIIB stark waren, setzten sich ebenfalls fort, es fanden sich sogar Belege für wachsende Im- und Exporte. Fragmente minoischer Keramik belegen Kontakte nach Kreta im Mittelminoikum IA und II, im späteren Stadium der kykladischen Kultur lassen sich mittels Keramik Kontakte zum Mittelminoikum III und zum festländischen Mittelhelladikum fassen. Vorsicht ist hier allerdings geboten, da beispielsweise die mittleren Phasen in den drei Großräumen Griechenlands je nach Kriterium (Keramik, Architektur) nicht immer übereinstimmen, erst recht nicht, wenn es um die „Mittlere Bronzezeit in der Ägäis“ geht.
In Phylakopi trennt eine Zerstörungsschicht die frühkykladische von der mittelkykladischen Stadt, was daraus abgeleitet wurde, dass die Keramik der späteren Stadt in Zusammenhang mit mittelminoischer und mittelhelladischer Keramik stand. Für einige Archäologen war dies ein voreiliger Schluss, denn sie setzen den Beginn der mittelkykladischen Phase vor der Zerstörung der Stadt an. Die Stadt war dicht bebaut und bedeckte eine Fläche von rund 220 m Länge und nicht mehr feststellbarer Breite, weil Teile des Felsplateaus ins Meer gerutscht sind.
Auch in Agia Irini auf Kea bestand eine Lücke zwischen den Schichten aus Periode III, identifiziert mit Frühkykladisch IIIA, auch Frühkykladisch IIB oder Kastri-Phase, und Periode IV und V, die der frühen und der späten Phase der wiederaufgebauten mittelkykladischen Siedlung entsprechen. Vor allem Akrotiri auf Thera, aber auch Ftellos und Ayios Ioannis Eleemon lieferten früh-mittelkykladische Artefakte. Ähnliches gilt für Paroikia auf Paros. Kastro auf Naxos war die Akropolis einer mittelkykladischen Stadtsiedlung, zu der auch ein tiefer liegender Teil von Grotta gehörte. Plaka auf Andros war ebenfalls ein bedeutendes Zentrum dieser Zeit.

#### Fernkontakte in der Mittleren Bronzezeit

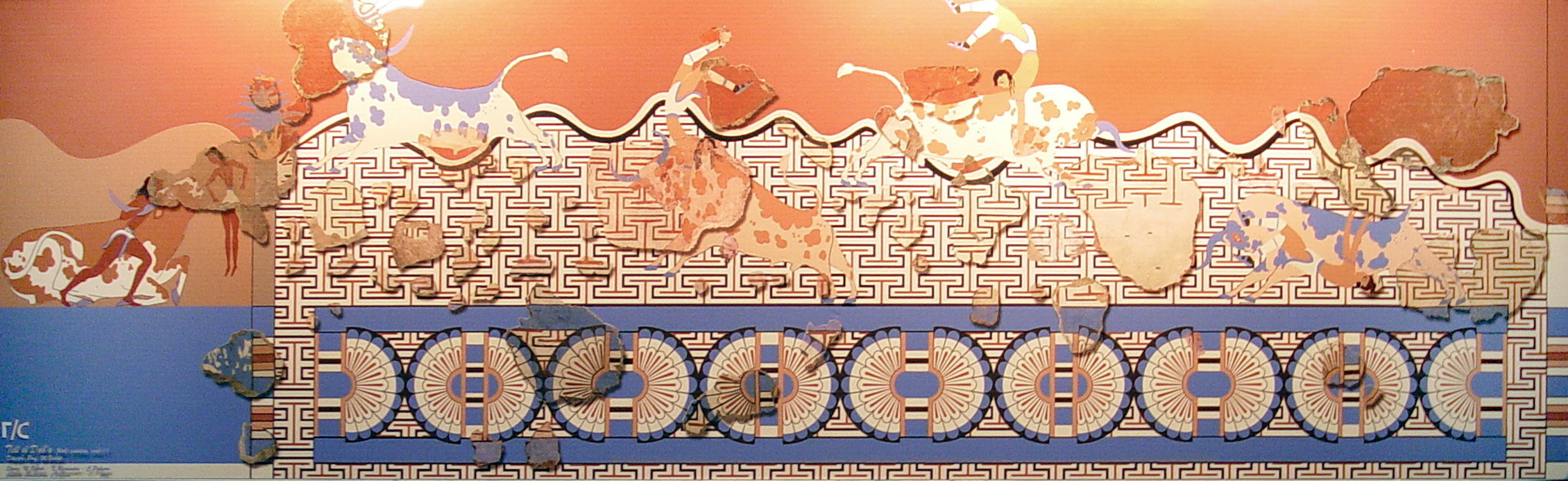
Rekonstruktion eines minoischen Freskos aus Avaris in Ägypten

Nach der Eroberung der Hyksoshauptstadt Avaris im Nildelta durch Pharao Ahmose I. wurden dort Wände in minoischem Stil bemalt, wobei anscheinend keinerlei Verbindung zu den früheren minoischen Einwohnern Ägyptens besteht. Neben den Malereien findet sich nichts zu ihrer Kultur. Der zeitweilige ägäische Kultureinfluss wich einem Rückgriff auf ägyptische Traditionen. Die Beziehungen zur Ägäis verdichteten sich jedoch unter Amenophis III. um die Mitte des 14. Jahrhunderts. Erstmals erschienen Namen wie Mykene oder Knossos in Hieroglyphen.

### Späte Bronzezeit (1700/1600–1070/1040 v. Chr.)

#### Das griechische Festland in der Späten Bronzezeit

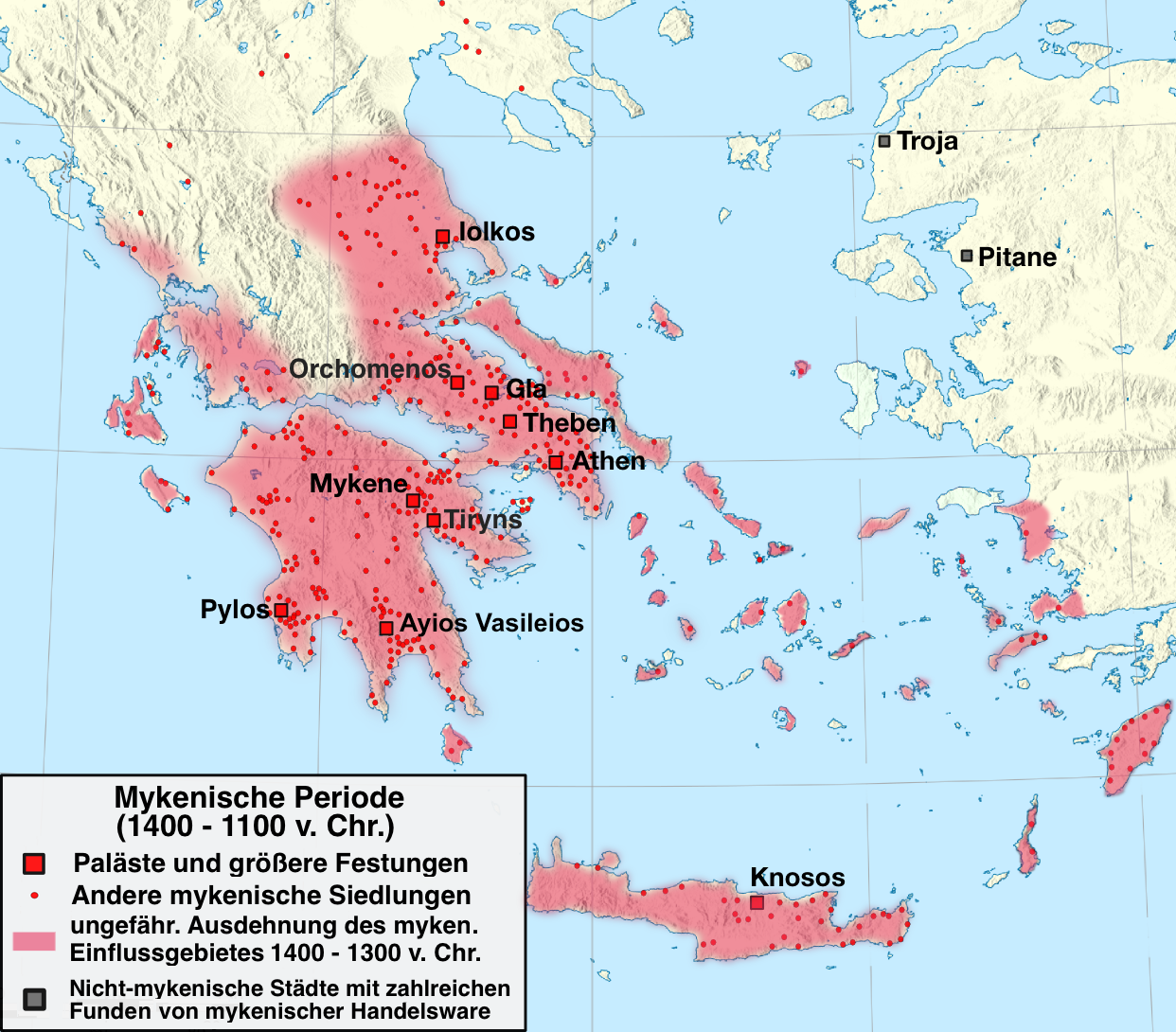
Verbreitungsgebiet der mykenischen Kultur im 14. und 13. Jahrhundert v. Chr. und bedeutende spätbronzezeitliche Zentren

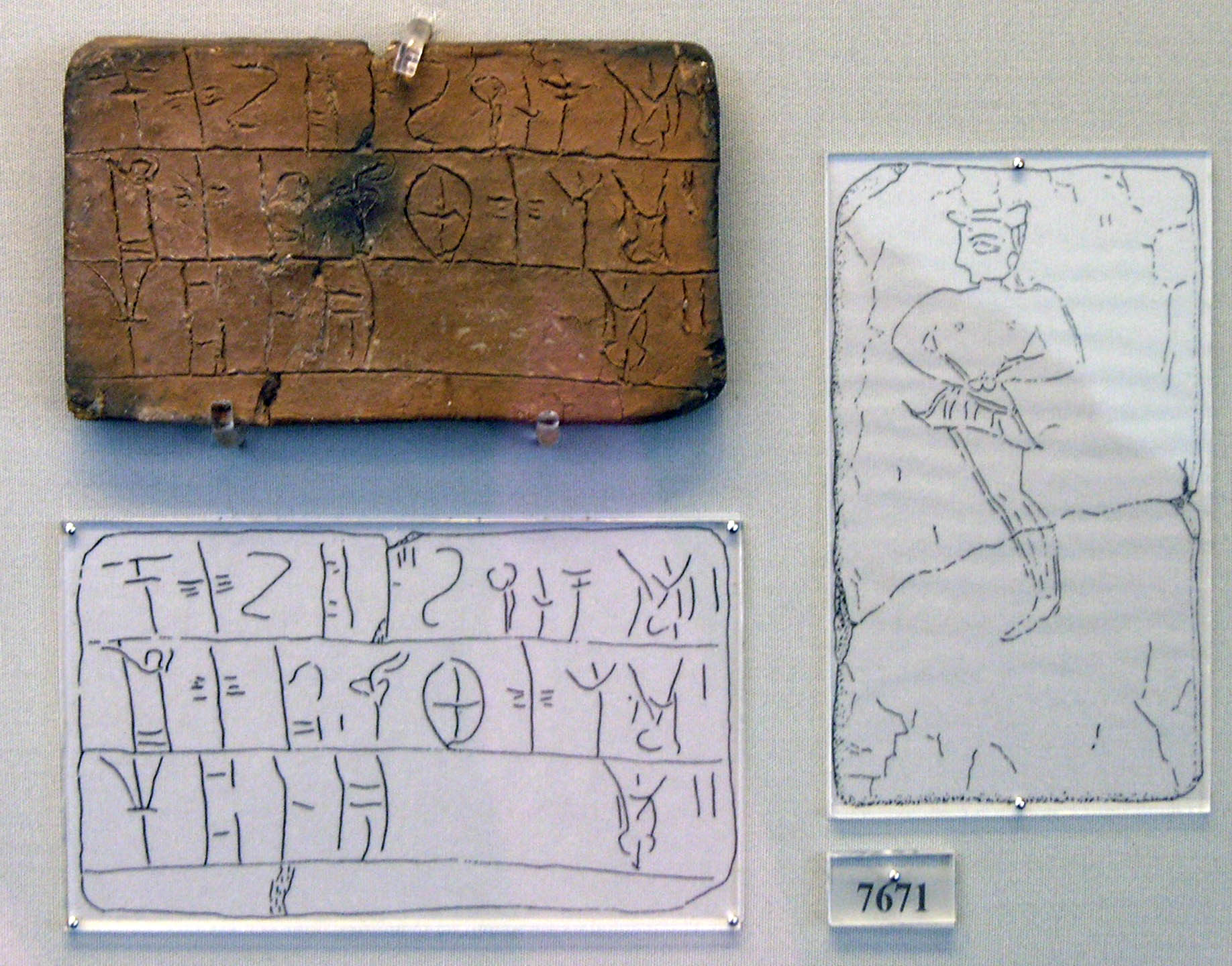
Linear B-Täfelchen aus Mykene

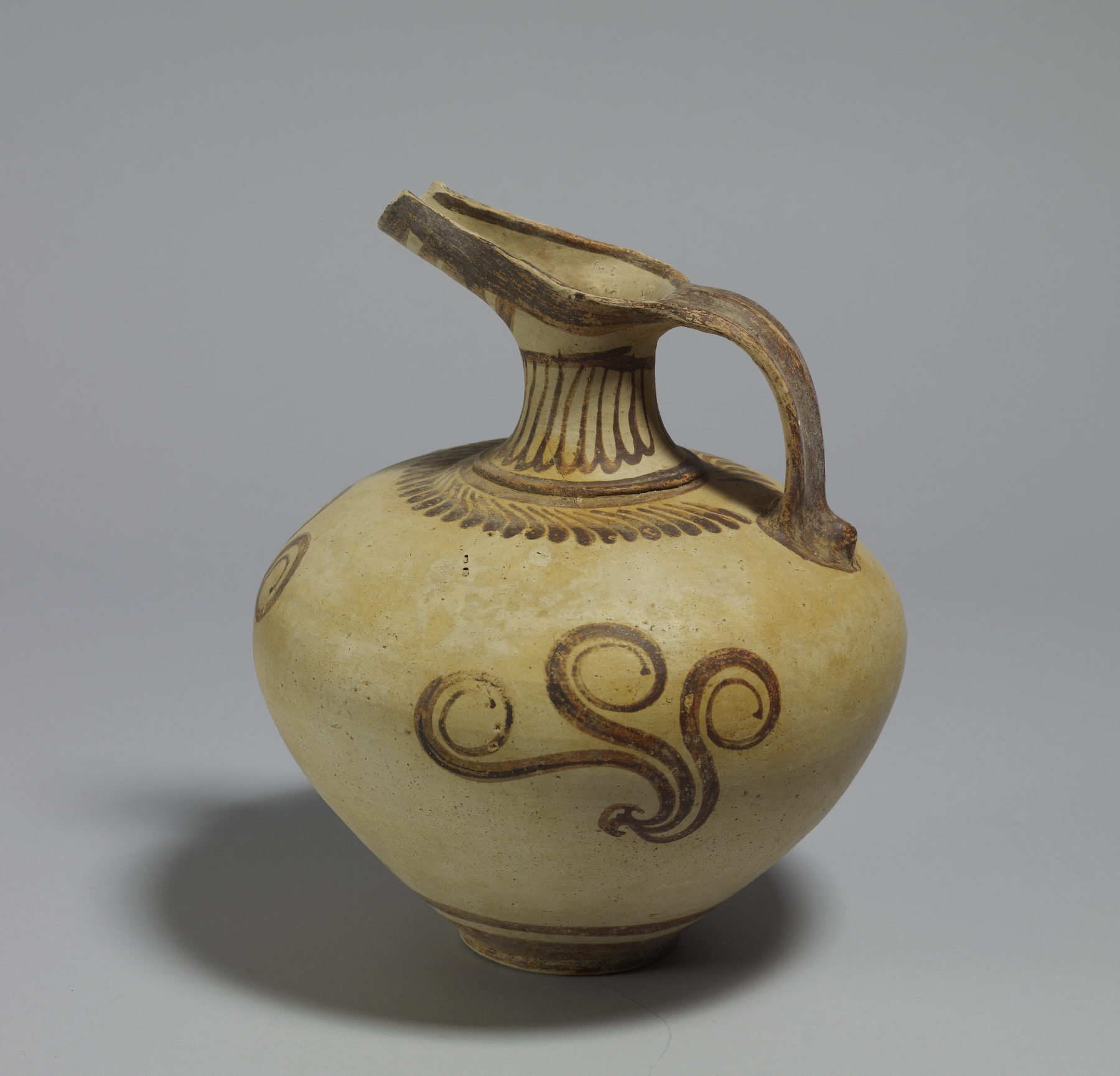
Frühmykenische Schnabelkanne aus Terrakotta nach minoischem Vorbild, um 1425 v. Chr., 26,7 × 24,1 cm, Fußdurchmesser: 7,6 cm

Die mykenische Kultur (um 1700 bis ins 11. Jahrhundert v. Chr.) bestand während der späten Bronzezeit, im sogenannten Späthelladikum. Anfang und Ende dieser Epoche werden anhand von Keramikstilen bestimmt. Die Laufzeiten dieser Keramikstile korrespondieren nicht immer mit den stärker an politischen und gesellschaftlichen Schlussfolgerungen aus archäologischen Funden hervorgegangenen Entwicklungen, die sich in Begriffen wie Vorpalast-, Palast- oder Nachpalastkultur niederschlagen.
Die Anfänge der Kultur reichen ins Mittelhelladikum zurück. Ähnlich wie auf Kreta standen auch hier in der archäologischen Forschung die Paläste lange im Vordergrund, während die kleineren Siedlungen vernachlässigt wurden. In dieser Phase spielte der Wettbewerb zwischen Eliten eine wichtige Rolle, dazu der Zugang zu externen Gütern, aber auch die Vermittlung des Zugangs zu Ressourcen des Hinterlandes für Kreta und die Kykladen. Die mykenischen Fundstätten teilten, unabhängig von ihrer Größe, bestimmte Charakteristika, wie die Betonung ihres baulichen Zentrums, eine beherrschende Lage (manchmal befestigt) sowie die Nähe zu Trinkwasser und gutem Ackerboden. Außerdem befanden sie sich an Verbindungslinien vom Meer ins Hinterland. Dabei sollte die Größe der Paläste nicht überschätzt werden. Das Megaron, der Kern des Palasts von Mykene, umfasste eine Fläche von 149 m², das von Pylos nur wenig mehr als 115 m².
Regionale Schwerpunkte lagen im Zentrum und im Süden Griechenlands, insbesondere in der Argolis und in Messenien, wohl auch in Lakonien, dann Attika, Böotien, in der östlichen Phokis und an der Küste Thessaliens. Die ersten Artefakte der mykenischen Kultur gehören dem Späthelladikum I an und beschränken sich auf den Peloponnes, Attika und Zentralgriechenland. Die Funde aus dieser Zeit stammen ganz überwiegend aus Gräbern. Die Ruhestätten wurden im Laufe der Epoche differenzierter, die Siedlungen waren hingegen klein. Anscheinend gab es bereits oligarchische Allianzen, die Siedlungen oder Regionen beherrschten. Reiche Grabbeigaben zeigen an, dass sich ein gewisser Reichtum anhäufte, wobei Waffen und Importwaren Macht, Vermögen und vielleicht Krieg anzeigten; die berühmtesten sind die Schachtgräber von Mykene.

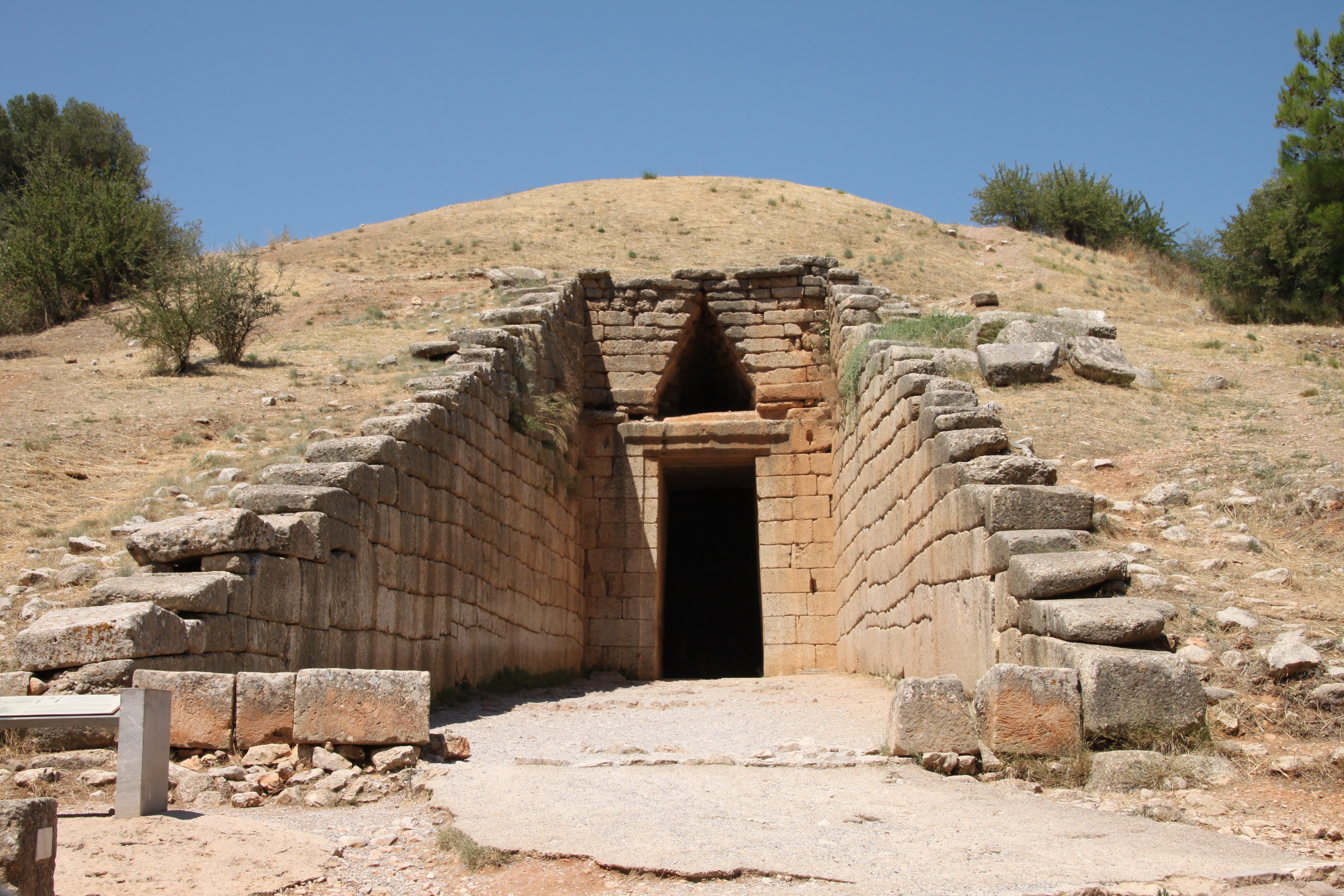
Das sogenannte Schatzhaus des Atreus, um 1250 v. Chr. (Späthelladikum IIIB)

Die zahlreichen Anzeichen von Kontinuität bis in das Mittelhelladikum zurück deuten auf eine Entstehung aus der vorhandenen Bevölkerung hin, nicht auf Zuwanderung oder Eroberung. Familie und Abstammung waren weiterhin von zentraler Bedeutung, wobei Grabtypen und -ausstattung, vor allem aber umfangreiche Beilegungszeremonien auf einen internen Wettbewerb verweisen, aber auch auf Fluktuation. Eine Kombination von lokalen, traditionellen Ideen mit externen, die sich in den Artefakten ablesen lässt, zeigt sich in den reichen Gräbern von Mykene, aber auch in den Tholoi insbesondere Messeniens. Die „Mykener“ hatten Kontakte bis nach Albanien und Italien, Kreta und Anatolien, ja, bis in den Nahen Osten.
Zu Beginn des Späthelladikums IIIA (um 1420/00 v. Chr.) kam es in einigen wichtigen Regionen der mykenischen Kultur zu größeren Machtausweitungen, jedoch mit je eigenem Charakter. So verloren die Orte Messeniens ihre völlige Autonomie an Pylos, das die einzige Palastsiedlung wurde, während in der Argolis mehrere Zentren fortbestanden, darunter Mykene, Tiryns und Midea. In Lakonien war wahrscheinlich das erst seit 2010 systematisch erforschte Agios Vasilios ein Palastzentrum. In Attika entwickelte sich um 1400 v. Chr. Athen zu einem Palastzentrum, während gleichzeitig Fürstensitze Attikas ihre Bedeutung verloren. In Böotien entwickelten sich Theben und Orchomenos zu Palastzentren. In anderen Regionen, wie Thessalien, dem westlichen Zentralgriechenland oder im Nordwesten der Peloponnes bildeten sich hingegen offenbar keine Palastzentren, sondern bestanden weiterhin viele sogenannte Fürstensitze fort, die von einer zumeist sehr gut befestigten Siedlung aus ein vergleichsweise kleines Territorium beherrschten.
Für diese Entwicklung waren die Kontakte nach Kreta und zu den Kykladen von zentraler Bedeutung. Handwerkliche Produkte von dort wurden als prestigesteigernd aufgefasst, vielfach in Verbindung mit lokalen Fertigkeiten. Zugleich wurden minoische Stile übernommen, nachgeahmt und angepasst, so dass es nicht immer leicht ist, mykenische von minoischen Hervorbringungen zu unterscheiden. Als eine Art Vermittler traten die Inseln Ägina, Kythera und wahrscheinlich Kea auf.
Anscheinend gelang es den mykenischen Eliten, einen Teil der minoischen Handelsrouten im Späthelladikum II zu besetzen. Nun begann mykenische Keramik in Umkehrung der zuvor herrschenden Austauschsituation, die kretische zu beeinflussen. Dies steigerte sich bis in die anschließende Periode, in der Griechisch in Form der Linear-B-Schrift zur Verwaltungssprache von Knossos wurde.

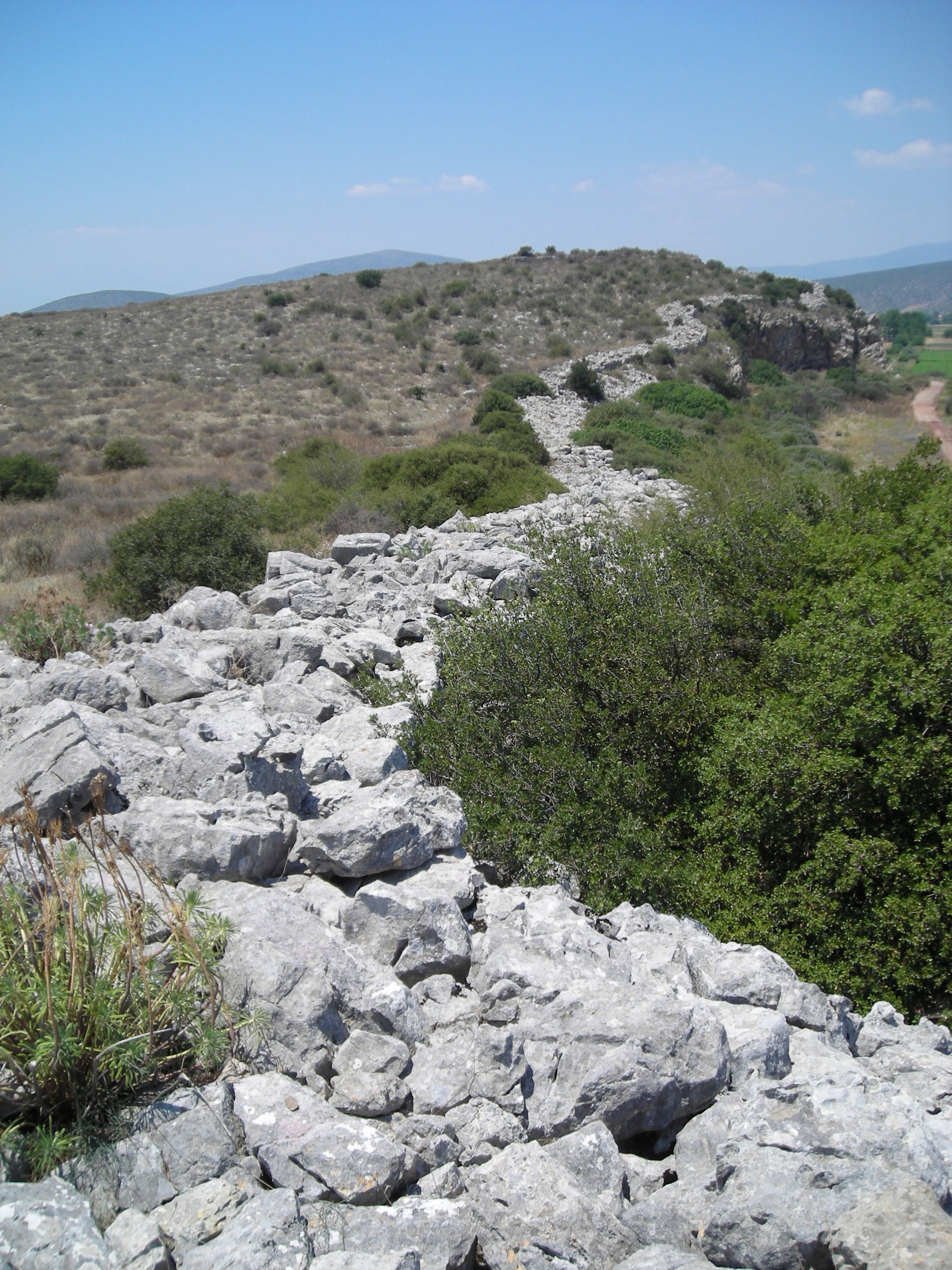
Der Nordwall von Gla

In der Palastperiode des Späthelladikums IIIA-B, also im 14. und 13. Jahrhundert v. Chr., entstanden zentral fokussierte und verwaltete Herrschaftsgebiete, die vielfach als Staat angesprochen werden. Mit der zweiten Zerstörung von Knossos im 14. Jahrhundert gelangten vielleicht neue Organisationsprinzipien aufs Festland. Die mykenische Kultur dehnte sich dort bis zum Olymp aus, erreichte westwärts Epiros, ostwärts den Dodekanes, im Süden Kreta. Im Späthelladikum IIIA2 des späten 14. Jahrhunderts dominierte die Kultur auch die Ägäis. Im Osten erreichte sie Anatolien, im Westen die Metallressourcen Sardiniens, im Norden vielleicht das Schwarze Meer. Schriftliche Verwaltung lässt sich in fast allen Palastzentren sowie Kydonia fassen; vereinzelte Schriftdokumente kamen auch in Dimini zum Vorschein. In Athen lässt sich zwar eine starke Befestigung fassen, aber kein Gebrauch der Linear-B-Schrift, was aber vermutlich damit zusammenhängt, dass der dortige Palast nicht, wie viele andere dieser Bauwerke, zerstört wurde. Damit dürften die dortigen Schrifttafeln zerfallen sein, während sie andernorts durch Feuersbrünste gehärtet wurden. Gla in Böotien mit seiner 3 km langen Umfassungsmauer gilt als eine der größten Militäranlagen mykenischer Zeit, wurde jedoch anscheinend von Orchomenos beherrscht.
Die Palastperiode war auch eine Zeit der Institutionalisierung der Machtstrukturen. Auch hier waren die Siedlungen von verschiedener Größe und Funktion, die Palastsiedlungen waren auf das Megaron ausgerichtet. Wie andernorts auch, so erforschte die Archäologie lange überwiegend die Eliten und ihre Bodenspuren, während die restliche Gesellschaft vernachlässigt wurde. Ausnahmen sind hier Nichoria, Korakou und Tsoungiza, Asine oder Berbati. Sie und neuere Grabungen sind überaus ertragreich für das Verständnis der mykenischen Kultur.
Der überwiegende Teil der Artefakte stammt aus dem 13. Jahrhundert v. Chr., als große Bauprogramme ebenso durchgeführt wurden, wie Verbesserungen der Infrastruktur, die der inzwischen exklusiven Elite dienten. Die berühmten Zyklopenmauern kennen wir aus Mykene, Tiryns und Midea, aus Athen und Gla. Transport und Kommunikation ebenso wie spezialisierte Produktion wurden verbessert und intensiviert. Die Tholoi hingegen verschwanden am Ende von Späthelladikum IIIA und IIIB, und offenbar wurde vorgegeben, dass auf Beigaben in den Kammergräbern der späten Epoche verzichtet wurde.

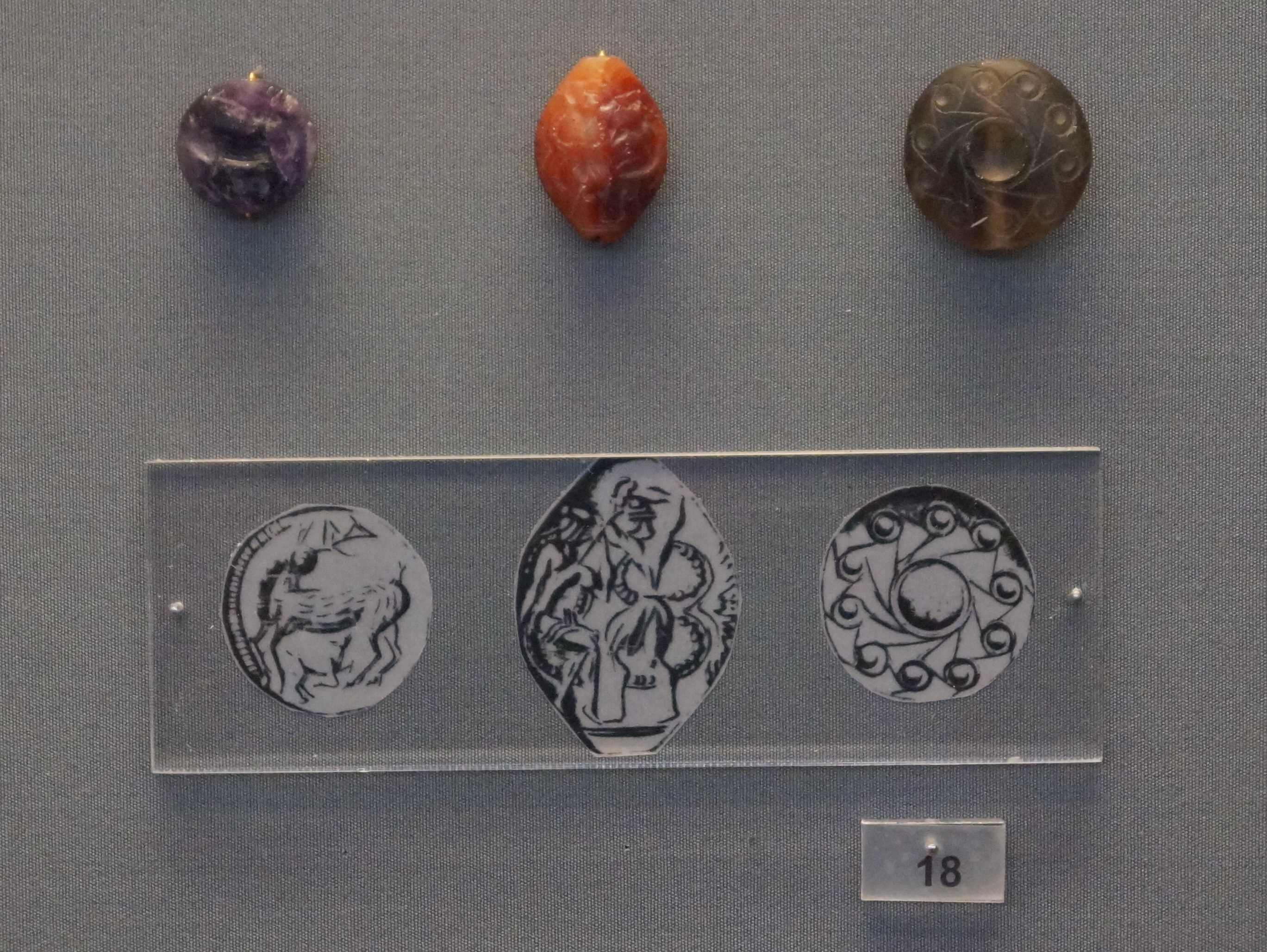
Siegel und Abdrücke aus Mykene, Siegelsteine aus Grab III des Gräberrunds A, Archäologisches Nationalmuseum Athen

In Pylos fand man große Mengen an Linear-B-Tafeln, die einen Einblick in das Machtgebilde und seine Verwaltung geben. An den anderen Palästen fanden sich gleichfalls Tafeln, doch in erheblich geringerer Zahl. Funde in Mykene (im Petsas-Haus) aus dem späten 14. Jahrhundert zeigen, dass diese Art von Gütererfassung (aus der voreilig eine Verwaltung abgeleitet wurde) nur wenig später als in Knossos in Gebrauch kam.
Aus Pylos sind etwa 1200 Schrifttafeln erhalten, die auf 200 „Verwaltungsvorgänge“ rekurrieren. Dies weist darauf hin, dass eine Art moderner Verwaltung gar nicht das Ziel gewesen sein kann. An der Spitze der „Verwaltung“ von Pylos stand der wa-na-ka, später Wanax oder Anax genannt, was eher Heerführer bedeutete. Jüngere Forschungen weisen ihm eher eine kultische Funktion zu und Tassilo Schmitt gelangte zu der Annahme, dass es sich um einen Gott handelte, denn auf keiner einzigen Tontafel erscheine ein Individualname eines Herrschers. Der zweite Mann scheint der re-wa-ke-ta gewesen zu sein. Sein Land umfasste ein Drittel des Landes des wa-na-ka. Eher militärische Aufgaben erfüllte ein e-qe-ta, der vielleicht ein Gefolgsmann des wa-na-ka war. Der Herrschaftsbereich von Pylos scheint zwei „Provinzen“ und darin 16 „Distrikte“ umfasst zu haben. Diese Einteilungen dürften weniger einer Verwaltung, als vielmehr der Sicherung und der Eintreibung von Abgaben gedient haben. Als lokaler Funktionsträger diente der qa-si-re-u, eine Bezeichnung, aus der vielleicht später der basileus hervorging.
Der Palast besaß und verlieh selbst ebenfalls Land (ko-to-na oder ka-ma), ohne dass eine Art Feudalsystem entstand. Die vergleichsweise hohen Erträge gestatteten es, die Bauern zu Bauten oder zum Militär heranzuziehen. Auf den Ländereien des Palasts wurden parfümierte Öle, Textilien und andere hochentwickelte Produkte hergestellt. Agrarprodukte wurden als Abgaben von außerhalb eingezogen. Die Paläste waren im Handel tätig und importierten Rohmaterialien wie Elfenbein, Glas oder Metalle, wie der Fund eines Schiffswracks vor Kap Iria belegt, das von Zypern über Kreta in die Argolis gekommen war. Allerdings waren derlei Schiffe meist nur 10 bis 15 m lang, was dem Fernhandel Grenzen setzte, bzw. ihn auf bestimmte Produkte limitierte – das Schiff von Kap Iria galt wohl eher dem Alltagshandel, als vom Palast in Auftrag gegebenen Einfuhren von Luxuswaren.
Die Paläste führten handwerkliche Fertigwaren aus, die auf Importwaren basierten, dazu kamen lokale Produkte wie Olivenöl, Parfüm, Wolle oder Wein, aber auch Keramik. Letztere diente einerseits der Verpackung, andererseits war sie selbst sehr gefragt – und zwar beinahe im ganzen Mittelmeerraum. Die Erfindung des Glanztons (Firnis, Tonschlicker) im 16. Jahrhundert v. Chr. dürfte stark dazu beigetragen haben. Bei der Keramik beobachtete man eine große Einheitlichkeit, so dass geradezu von einer mykenischen Koine gesprochen wurde. Sie wurde in hoher Qualität und dennoch massenhaft hergestellt. Das Gleiche galt für Siegel, Waffen oder Schmuck. Anscheinend gab es auch Sklaven, die als do-e-no bzw. do-e-na bezeichnet wurden, woraus anscheinend später doulos und doule hervorgingen, sie konnten aber auch Pächter sein. Kultpersonal und Handwerker verrichteten gegen Nutzungsrechte am Land ihre Dienste, wobei die Parzellierung des Bodens auf ältere Formen der Gartenbaukultur hindeutet. Dabei diente der Schriftgebrauch wohl weniger einer umfassenden Verwaltung, als vielmehr den Fragen um Gefolgschaft, Militärs und Priesterschaft und deren Versorgung. So ist Viehhaltung an 44 Orten, Flachsproduktion an 62, Erzverarbeitung an 20 Orten im Gebiet von Pylos belegt, dann Textilverarbeitung an 15 und Handwerkstätigkeit an 38 Plätzen. Emmer und Einkorn waren von etwa 1200 bis 500 v. Chr. das am häufigsten angebautet Getreidesorten. Am Ende der Bronzezeit kamen neben der weit verbreiteten Gerste noch Dinkel und Hirse hinzu. Vielfältige Hülsenfrüchte wurden angebaut, wobei Linsen und Linsen-Wicke dominiserten. Als Obst wurden vornehmlich Weinrebe, Feige und, auf dem Festland nur im geringen Umfang, Olive angebaut. Pollenanalysen lassen darauf schließen, dass sich der Olivenanbau im 9. Jahrhundert v. Chr. in Zentral- und Nordgriechenland sowie in Attika etablierte.
Mehrfach, aber lokal und nur kurzzeitig, kam es zu Zerstörungen der Palastbauten, gefolgt von monumentalen Neubauten. Intensivierte Kontrolle und Anzeichen von gewaltsamen Konflikten weisen auf scharfe interne Konflikte hin. So wurden bald Mykene und Tiryns zerstört, die sich nur mühsam erholten, während dies Theben und Pylos nicht mehr gelang. Schon im 15. Jahrhundert ließ sich für Attika erweisen, dass nach der Zerstörung von Kiapha Thiti durch einen Bergrutsch nicht nur dieser Zentralort seine Bedeutung verlor, sondern auch Thorikos, Menidi, Brauron und Vrana bei Marathon. Im Späthelladikum III bestanden neben der großen „Residenz“ in Athen nur noch bedeutende Dynastien in Eleusis und Aphidnai. Auch in anderen Regionen bestanden mehrere, wohl konkurrierende Zentren, die vielfach nur kurzlebig waren.
Die spätmykenische Phase, das Späthelladikum IIIC, kennt in den meisten Regionen des Festlands keine Paläste mehr. Alle Paläste erlitten um 1200 v. Chr. ein gewaltsames Ende und wurden nicht wieder aufgebaut. Viele nicht-palastartige Siedlungen waren gleichfalls betroffen, manche wurden aufgegeben. Mit den Großbauwerken und der Verwaltungsstruktur verschwanden auch Schrift und Freskenmalerei sowie andere Kennzeichen der Palastepoche. Diese massiven, über mehrere Jahrzehnte anhaltenden Zerstörungen haben zum Teil natürliche Ursachen, wie Erdbeben, doch sie betrafen das gesamte östliche Mittelmeer, wo ganze Kulturen und Reiche verschwanden.
In Tiryns und Mykene entstanden neue Strukturen auf den Ruinen, doch die Verwaltung hatte wohl nur noch eine regionale Reichweite. Regionale und lokale Stile lösten die einheitliche mykenische Kultur ab. Zugleich scheint die Bevölkerung eingebrochen zu sein, wie etwa in der Argolis. Hingegen wuchs die Zahl der Beisetzungen in Attika an. Es kam zu einer temporären Erholung, die jedoch in ein noch tieferes Desaster mündete, so dass in den Funden des 11. Jahrhunderts kaum noch etwas als mykenisch bezeichnet werden kann.

#### Kreta in der Späten Bronzezeit
Die spätminoische Epoche war eine Zeit großer Veränderungen. Von den Palästen hat anscheinend nur Knossos überlebt. Mykenische Festländer siedelten auf der Insel, die meisten Küstenorte wurden aufgegeben, die Bevölkerung zog ins Innenland oder emigrierte.

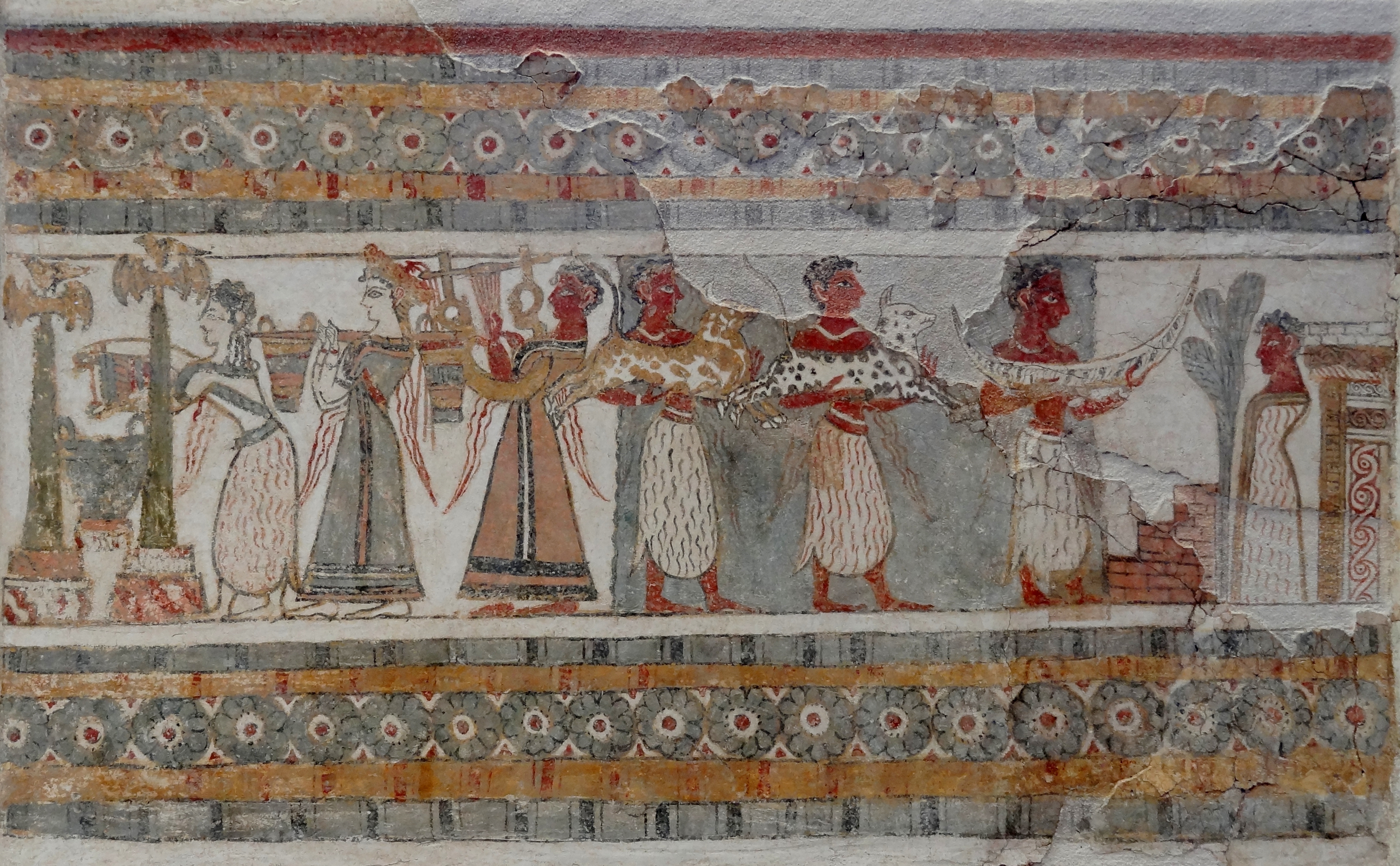
Fresko auf dem Sarkophag von Agia Triada (14. Jahrhundert v. Chr.), Archäologisches Museum Iraklio

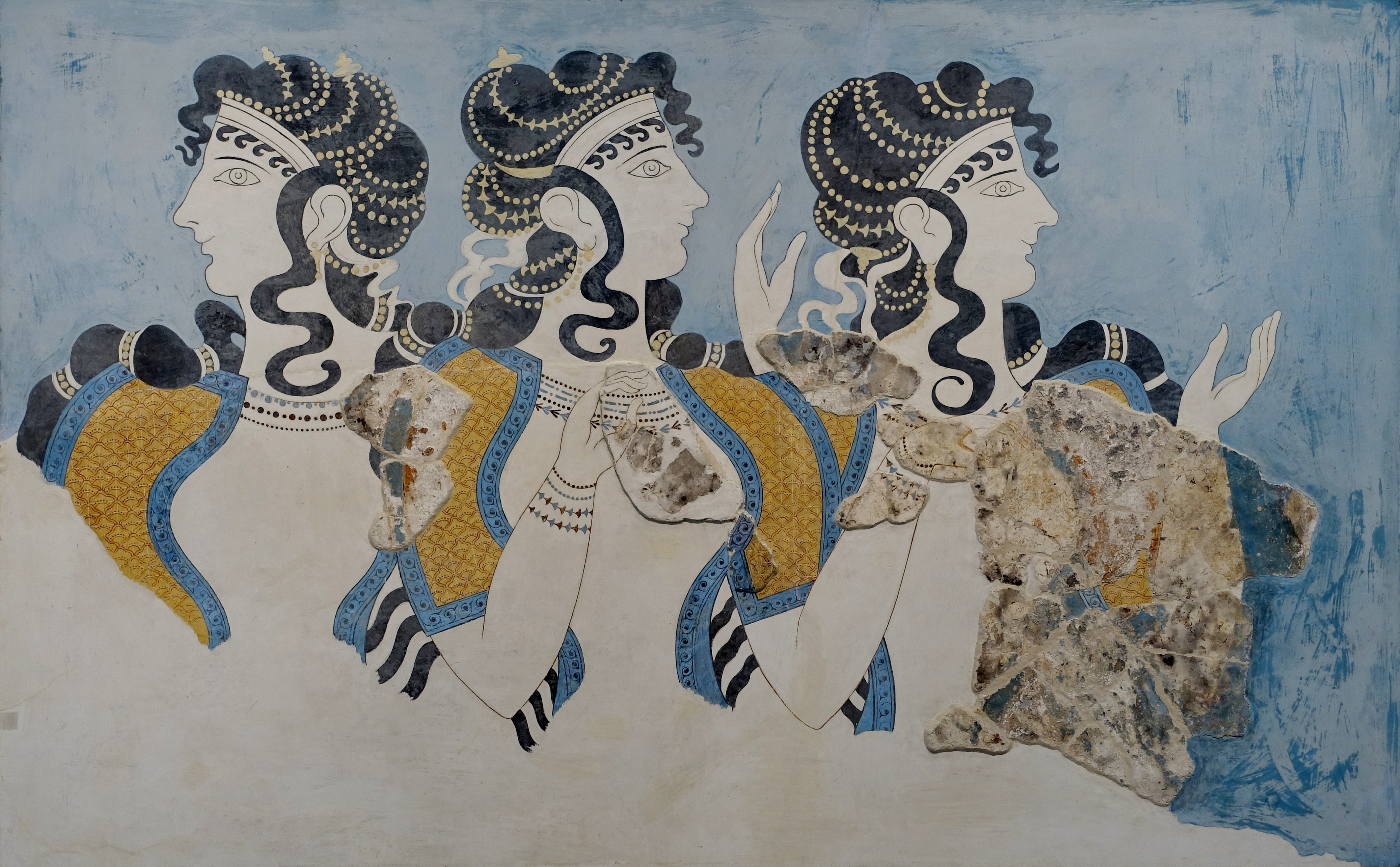
Frauendarstellungen auf einem Fresko in Knossos

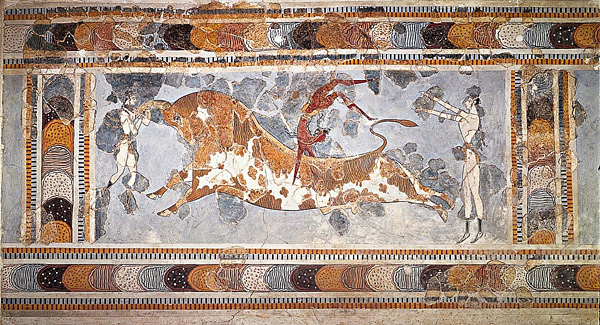
„Bullensprung“, Knossos, Archäologisches Museum Iraklio

Im Spätminoikum I bestand eine florierende, wohlorganisierte Gesellschaft. Paläste bestanden in Knossos (dieser war der größte), Phaistos, Malia, Zakro und Galatas sowie in Petras im Osten der Insel. Wahrscheinlich existieren noch Palastruinen in Chania und Stavromenos östlich von Rethymno.
Erkennbare Werkzeuge der Verwaltung waren Täfelchen mit Linear-A-Schrift, die noch nicht entziffert ist, und Siegel. Erstere wurden in allen Siedlungen des Spätminoikums I entdeckt, letztere nur in Palastarchiven. Geschrieben wurde auch mit Tinte, so dass man von einer weitergehenden Verwaltungstätigkeit als bisher ausgeht. Dokumente wurden anscheinend von einem Ort zum anderen geschickt.
Der Vulkanausbruch auf Thira traf Kreta hart, vor allem im Nordosten der Insel, aber auch weiter im Westen, wie die Funde von Papadiokampos und – damit wäre es die westlichste Stätte mit entsprechenden Tephrafunden – Priniatikos Pyrgos. Insbesondere seit den 1980ern führten zahlreiche Untersuchungen im Wesentlichen zu einer Aufteilung in zwei Lager: auf der einen Seite die Vertreter der „späten Datierung“ (1530–1520 v. Chr.) und dementsprechend der „kurzen Chronologie“, auf der anderen die der „frühen Datierung“ (1628–1620 v. Chr.) und der „langen Chronologie“. Die Debatte führte bisher jedoch zu keiner endgültigen Antwort.
Im nachfolgenden Spätminoikum IB kam es in jedem Falle, entgegen früheren Annahmen, zu einer Erholung. Diese Erholung ging so weit, dass sich der kulturelle Einfluss der Insel sogar in Ägypten bemerkbar machte, wo sich auch Malereien in Grabmälern fanden, die minoische Gesandtschaften darstellen. Das Ende dieser anhand von Keramik nachweisbaren Epoche bedeutete zugleich das Ende der Neupalastkultur. Ob dies, wie häufig angenommen, mit einer Eroberung durch die Mykener zusammenfällt, ist schwer zu belegen. In Knossos wurde zwar die Siedlung zerstört, nicht jedoch der Palast selbst. Doch dieser wandelte sich von einem Zentrum für Zeremonien zu einem Machtzentrum. Der Haupthafen an der Südküste, Kommos, war von den Zerstörungen gar nicht betroffen.
Das nachfolgende Spätminoikum II zeichnet sich durch geringe Funddichte aus. Offenbar hatten sich die Kontakte zum Festland verdichtet, wie die Kriegergräber, Waffen und dergl. belegen. Tontafeln existieren aus dieser Periode nicht, nur einige wenige Siegel fanden sich in Chania. Der Palast von Knossos wurde zweimal zerstört, jedoch ist der genaue Zeitpunkt unklar. In Chania fand sich eine Schreibtafel, die die Knossos-Tradition über die vermutete Zeit der Eroberung durch Mykene fortsetzte, doch auch dies ist kein sicheres Anzeichen, das gegen eine mykenische Eroberung spricht.
Hingegen änderte sich der Schriftgebrauch und der Umgang mit Siegeln. Schon die Einführung der Linear-B-Schrift spricht für eine zumindest ökonomische Dominanz der mykenischen Nachbarn. Doch auch die Tatsache, dass sie (bisher) nie an ein Schriftstück geheftet wurden, und dass Schrifttafeln in Lagerhäusern statt in Archiven gefunden wurden, deutet auf einen drastischen Wechsel in der Administration hin. Während zudem die Schrift in vielfältigen Zusammenhängen gebraucht worden war, reduzierte sich dieser Gebrauch nun auf den im engeren Sinne ökonomischen Kontext. Linear-B-Schrift taucht auf Steigbügelgefäßen auf, die auf Kreta frühestens im Spätminoikum IIIB datiert werden können. Damit gilt die Anwesenheit eines wanax auf der Insel als gesichert. Anzeichen für eine massenhafte Invasion gibt es jedoch nicht.
Darüber hinaus wurden die Gräber nun reich ausgestattet, während wir von den minoischen Gräbern nur wenig wissen. Genau umgekehrt ist es bei den Palästen. Jüngst wurde im Westen der Insel, wo es zu zahlreichen Neuentdeckungen kam, der Westeingang einer Palaststruktur nebst dem Fragment einer Linear-B-Tafel aus dem Spätminoikum IIIB bei Chania entdeckt. Dort ließen sich zudem Opfer von Getreide, Schafen und Ziegen, von einem Schwein und zwei Ochsen sowie einer jungen Frau nachweisen. Schließlich wechselte die Architektur von mehr- auf einstöckige Gebäude, die nicht mehr auf Holzkonstruktionen basierten, sondern auf Steinfundamenten. Viele der Paläste, wie die von Kommos, Malia, Sissi, Gouves, Amnissos, wurden in der ersten Hälfte des Spätminoikums IIIB zerstört. Die wiederbesiedelten, wie Palaikastro und Sissi, waren im späteren Spätminoikum IIIB deutlich kleiner. Nur Chania scheint diese Phase weit ins 12. Jahrhundert wenig erschüttert überlebt zu haben.
Auf Kreta wurde die Kydonische Werkstatt im Westen vorherrschend, vielleicht zusammen mit der von Knossos. Ihre Produkte fand man zwischen Zypern und Sardinien, wahrscheinlich erreichten sie auch die Levante und Ägypten. Möglicherweise lebten italienische Handwerker aus dem Süden auf Kreta.
Am Ende der Bronzezeit veränderten sich die Siedlungsstrukturen erneut. Nur wenige der küstennahen Orte bestanden fort. Die Wanderungen der Seevölker, die im Osten zum Untergang des Hethiterreiches und zur Schwächung Ägyptens führten, trafen offenbar auch Kreta, wo die Küste kein sicherer Ort mehr war. Die Bewohner verließen die Küste und zogen in extrem unzugängliche Höhensiedlungen, von denen zunächst Karphi und Katalymata entdeckt wurden; über 80 weitere Höhensiedlungen folgten. Kastri hingegen, in einer Ebene gelegen, könnte eine Siedlung der Seevölker gewesen sein.

#### Die Kykladen in der Späten Bronzezeit
Mit dem Übergang zur späten Bronzezeit verlor die kykladische Kultur ihre Eigenwilligkeit, während sich zunächst starke minoische Einflüsse, dann mykenische durchsetzten. Daher erfolgt die Unterteilung in spätkykladisch I, II und III meist anhand minoischer und mykenischer Keramik oder von deren Imitationen. Dabei setzte sich in Phase I (ab 1700 bzw. 1600 v. Chr., je nach Chronologie, der Einfachheit halber hier einheitlich ab 1600 v. Chr. gerechnet) der minoische Einfluss durch, in Phase II expandierte die mykenische Kultur zu dessen Lasten und setzte sich in Phase III schließlich durch. In der spätesten Phase III ereigneten sich komplexe Veränderungen, die mit dem Niedergang der mykenischen Kultur zusammenhingen. Im Spätkykladikum IIIC verschwanden fast alle Siedlungen, die Bevölkerung ging stark zurück und aus der nachmykenischen und protogeometrischen Epoche gibt es kaum Fundstücke.

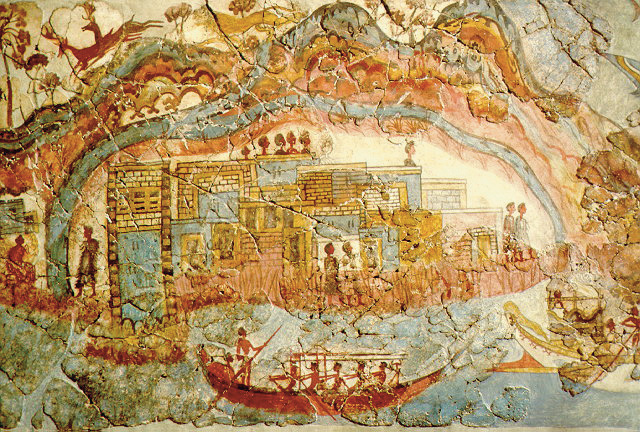
Fresko aus Akrotiri auf Thera, Ausschnitt aus der „Schiffsprozession“

Die spätkykladischen Fundstücke stammen meist aus Akrotiri, das besonders gut erhaltene Stücke dank der vulkanischen Zerstörung hinterließ, Agia Irini (VI bis VIII) auf Kea, Phylakopi auf Melos und Grotta auf Naxos, letzteres allerdings erst ab der spätkykladischen Phase III. In Phylakopi fällt der Übergang von mittel- zu spätkykladisch zeitlich annähernd mit der Zerstörung der zweiten und dem Aufbau der dritten Stadt zusammen. Allerdings überstand die Keramikstufe Spätkykladikum I hier selbst den Vulkanausbruch von Thira noch um einige Zeit. Doch nicht nur die Keramik der Phase I war stark von Kreta beeinflusst, sondern auch die Freskos, die Architektur, aber auch technische Verfahren, dazu Bronzegefäße, Steinvasen und Terracotta-Figurinen. Noch deutlicher wirkt, dass die Gewichte auf minoische Standards umgestellt wurden, sowie der Gebrauch der Linear-A-Schrift. Dieser Einfluss wurde zunächst auf den Inseln entlang der Handelsroute zum Festland vermutet, doch zeigen auch die mittleren Kykladen entsprechende Anzeichen.

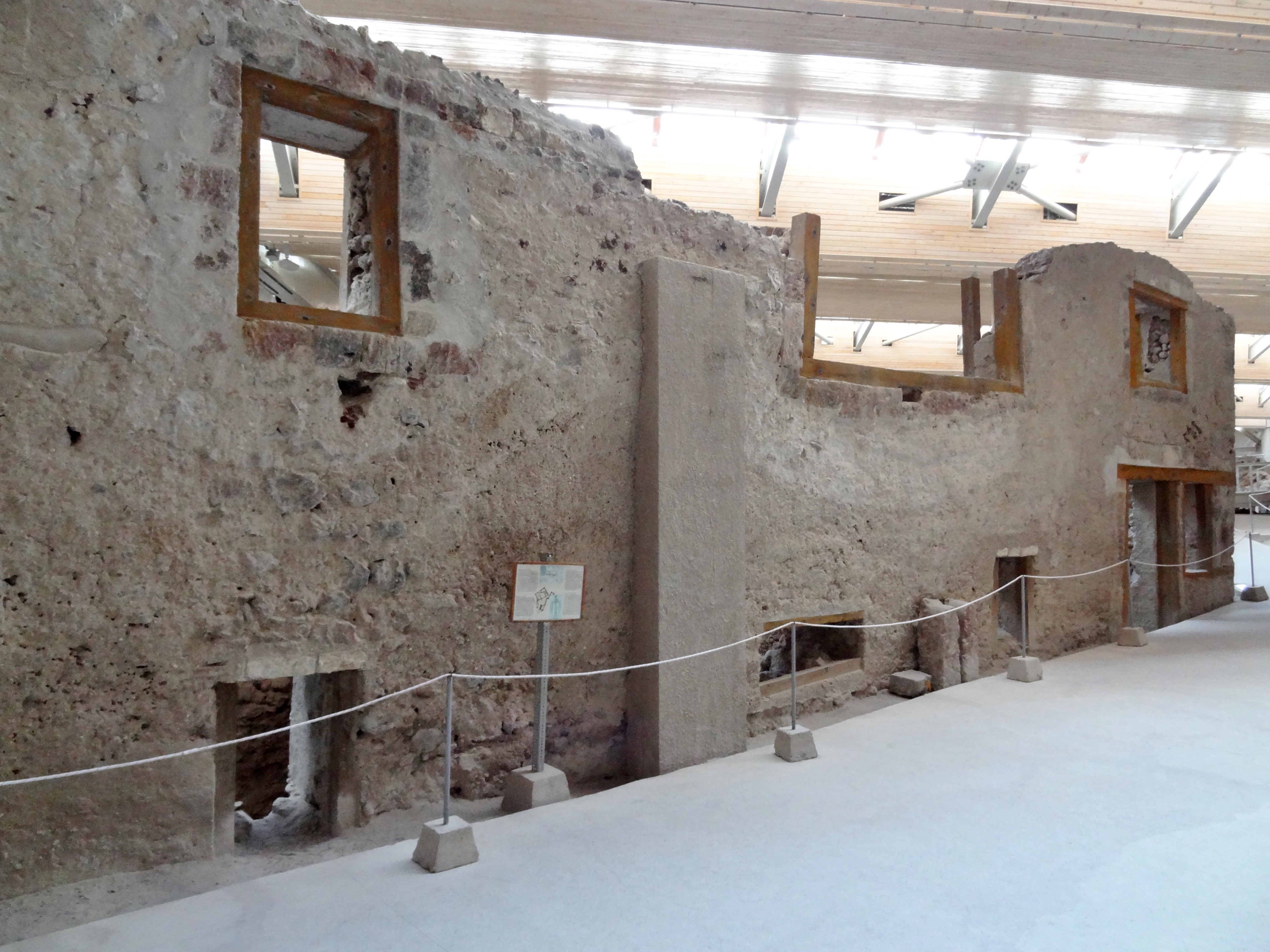
Akrotiri, Fassade des Westhauses am Dreiecksplatz mit dem Eingang an der östlichen Gebäudeseite

Besonders stark war der minoische Einfluss in Akrotiri, was zunächst die Annahme bestärkte, dass die Minoer eine Seeherrschaft errichtet hatten, eine Thalassokratie. Die Zerstörung von Phylakopi II und Ayia Irini am Ende der Periode V und die über diesen Zerstörungen nachweisbaren Veränderungen der Kultur schienen zu bestätigen, dass diese Herrschaft mit Gewalt durchgesetzt worden war. Doch werden auch andere Gründe für die Adaption angenommen, wie Prestigeträchtigkeit oder Vereinfachung des Handels.
Im Spätkykladikum II stieg in Ayia Irini der Anteil mykenischer Keramik auf etwa 50 % an, ähnlich wie in Phylakopi (Akrotiri existierte nicht mehr). In Phylakopi III-ii fanden sich Zerstörungsspuren, die möglicherweise auch hier auf eine militärische Intervention mykenischer Kräfte zurückzuführen sind. Ein mykenischer Palast entstand (III-iii/Phase E), was vielleicht gleichfalls auf eine mykenische Übernahme hinweist. Auch weist die Errichtung von Tholos-Gräbern auf Mykonos, Tenos und Naxos in diese Richtung. In jedem Falle war nun nicht mehr Akrotiri die dominante Stadt auf den Kykladen, sondern Phylakopi. Damit verlagerte sich wohl auch der politische Schwerpunkt von Thira nach Melos. Mitte des 13. Jahrhunderts v. Chr. endete diese Phase, als sich der festländische Einfluss abschwächte.
Im Gegensatz zum frühen Spätkykladikum III (ca. 1390–1260 v. Chr.) war das mittlere (ca. 1260–1150 v. Chr.) von wachsender lokaler Keramikproduktion gekennzeichnet, die die wegfallenden Festlandseinfuhren ersetzen musste. Phylakopi sah sich veranlasst, eine massive Stadtbefestigung zu errichten, ebenso wie eine erhebliche Zahl befestigter Siedlungen. Wahrscheinlich bestand ein Zusammenhang mit den Zerstörungsspuren auf dem Festland und dem Niedergang der dortigen Paläste. Die gleichfalls diskutierten klimatischen Veränderungen, in deren Gefolge die vergleichsweise dichten Handelsnetze zerrissen wurden – vielleicht auch durch Piraterie – könnten erklären, warum der mykenische Charakter der Kultur erhalten blieb, und dennoch die Importe praktisch ausfielen.
Im späten Spätkykladikum III (ca. 1150–1090 v. Chr.) wurde Grotta auf Naxos außergewöhnlich reich (wenn auch auf Naxos ähnlicher Reichtum nachgewiesen werden konnte), und die Gräber deuten auf weiträumige Kontakte hin. Gefäße mit stilisierter Oktopus-Dekoration sind typisch. Zudem wurden die Toten nun verbrannt. Dies führte zur Annahme, dass sich zwischen den Kykladen und Milet auf dem kleinasiatischen Festland, ungestört von den Zerstörungen auf dem griechischen Festland, eine mykenische Kultur gehalten habe. Auch könnten Flüchtlinge der dortigen Palastkultur die Kykladen erreicht haben. Solle Grotta repräsentativ für diese Phase sein, so handelte es sich um eine Zeit ruhiger Entwicklung.
In der letzten Phase des Spätkykladikums III (ca. 1090–1065/15 v. Chr.) riss diese Ruhe ab und Grotta wurde zerstört. Viele Orte wurden aufgegeben, nur wenig Keramik lässt sich dieser Zeit zuordnen. Auch in Ayia Irini ließen sich nur bescheidene Nutzungsspuren im Tempel belegen, was auf eine rituelle Gemeinschaft umgebender Dorfbewohner hindeuten könnte. Die Bevölkerung ging zurück, die Keramik wurde selten und überaus einfach. Auf Naxos scheint es zum Verschwinden der Bevölkerung und zur Besetzung durch eine neue Gruppe von Menschen gekommen zu sein, denn die Struktur der protogeometrischen Siedlung vor vollkommen anders geartet. Für die erneute Ankunft von Festlandsflüchtlingen auf einigen der Kykladen spricht das Erscheinen von neuer Keramik, geradezu einer neuen Festlandskoine.

#### Minoer und Mykener in Westanatolien
Vermutlich mit einem mykenischen Reich kann Ahhijawa identifiziert werden, eine Annahme, zu der die Ähnlichkeit zu Achäer führte, einem der drei Namen, mit denen die Griechen von Homer bezeichnet wurden. Aber auch die geographischen Angaben zu Ahhijawa lassen viele Forscher darauf schließen, dass es westlich des hethitischen Reichs lag, und zumindest ein größerer Teil Ahhijawas jenseits der westkleinasiatischen Küste lag. Ob dabei ein mykenisches Großreich unter der Führung von Mykene oder eventuell auch Theben, das das griechische Festland und die Ägäis beherrschte, gemeint war, oder eventuell ein kleinerer mykenischer Staat, der im südöstlichen Ägäis-Raum lag, ist umstritten. Ahhijawa hatte zumindest zeitweise Stützpunkte oder Kolonien an der westkleinasiatischen Küste. Von diesen gelten Milet an der Mündung des Mäander und die weiter südlich gelegene Fundstätte Müsgebi auf der Bodrum-Halbinsel als mykenische Siedlungen. Umfangreichere Funde wurden u. a. auch in Iasos und Ephesos gemacht, so dass davon ausgegangen wird, dass hier zumindest zeitweise mykenische Griechen lebten.
In Milet fanden sich Spuren minoischer Besiedlung aus der mittleren (Milet III, etwa 2000 bis 1650 v. Chr.) und der späten Bronzezeit (Milet IV). Möglicherweise eroberten mykenische Griechen die Siedlung in der ersten Hälfte des 15. Jahrhunderts. Gesichert ist, dass ab ca. 1400 (Milet V) die Stadt nun eindeutig mykenische Prägung hat. Erhebliche Mengen mykenischer Keramik fanden sich ab 2004 auch in Çine-Tepecik im Mäandergebiet in der Provinz Aydın. Sie stammen aus dem Späthelladikum III B1 (ab dem späten 14. Jahrhundert v. Chr.) bis III C (ca. 1190 bis frühes 11. Jahrhundert v. Chr.). Unter ihnen findet sich ein Krater mit der Darstellung von Hunden, die einen Hirsch jagen. Zwei Siegelabdrücke tragen hethitische Namen, einer von ihnen nennt einen Enkel des Königs. Insgesamt bestand der Ort von etwa 2000 v. Chr. an, die spätere Siedlung war mit starken, 2,20 m dicken Türmen und Mauern umgeben. Sie dürfte dem mykenischen Einflussbereich zuzuordnen sein.
Der Hethiterkönig Muršili II. nahm das im Westen gelegene „Millawanda“ gegen Ende des 14. Jahrhunderts ein, das sich an einer anti-hethitischen Koalition einiger westanatolischer Fürstentümer beteiligt hatte. Die Mehrheit der Forscher setzt Millawanda mit Milet gleich und verbindet die Zerstörungsschicht von Milet V mit dem Bericht Muršilis über seinen Feldzug gegen Millawanda. Das folgende Milet VI zeigt deutlich mehr hethitische Elemente. Möglicherweise gelang es Tudhalija IV. (ca. 1240–1215 v. Chr.) den Einfluss Ahhijawas auf die Küstenstädte, der im Laufe des 13. Jahrhunderts wieder gewachsen zu sein scheint, ganz zurückzudrängen. Die Stadtmauer Milets, die in der zweiten Hälfte des 13. Jahrhunderts v. Chr. gebaut wurde, zeigt starke Parallelen zu hethitischen Stadtmauern, z. B. der um die hethitische Hauptstadt Ḫattuša.
Das nördlich von Mira gelegene Šeḫa-Flussland, zu dem nach Ausweis des Briefs von Manapa-Tarḫunta zumindest zeitweise auch die Insel Lazpa (Lesbos) gehörte, unterwarf sich angesichts der Invasionsarmee Muršilis II., nachdem es sich um 1318 v. Chr. erhoben hatte. Unter Muwatalli II. (ca. 1294–1272 v. Chr.) wurde auch Wiluša, dessen Gleichsetzung mit dem homerischen Ilios oft vertreten, die aber noch nicht gesichert ist, durch den Alaksandu-Vertrag zu einem von den Hethitern abhängigen Vasallen. Wilusas letzter bekannter Herrscher Walmu wurde zur Zeit Tudhalijas IV. gestürzt, floh ins damals wohl nicht mehr durch Aḫḫijawa beherrschte Millawanda oder nach Mira und sollte auf Geheiß des Großkönigs wieder als Vasallenkönig eingesetzt werden.

#### Das Ende der Bronzezeit, submykenische Zeit

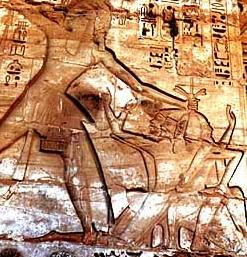
Ramses III. im Kampf gegen Angehörige der Seevölker, Medinet Habu

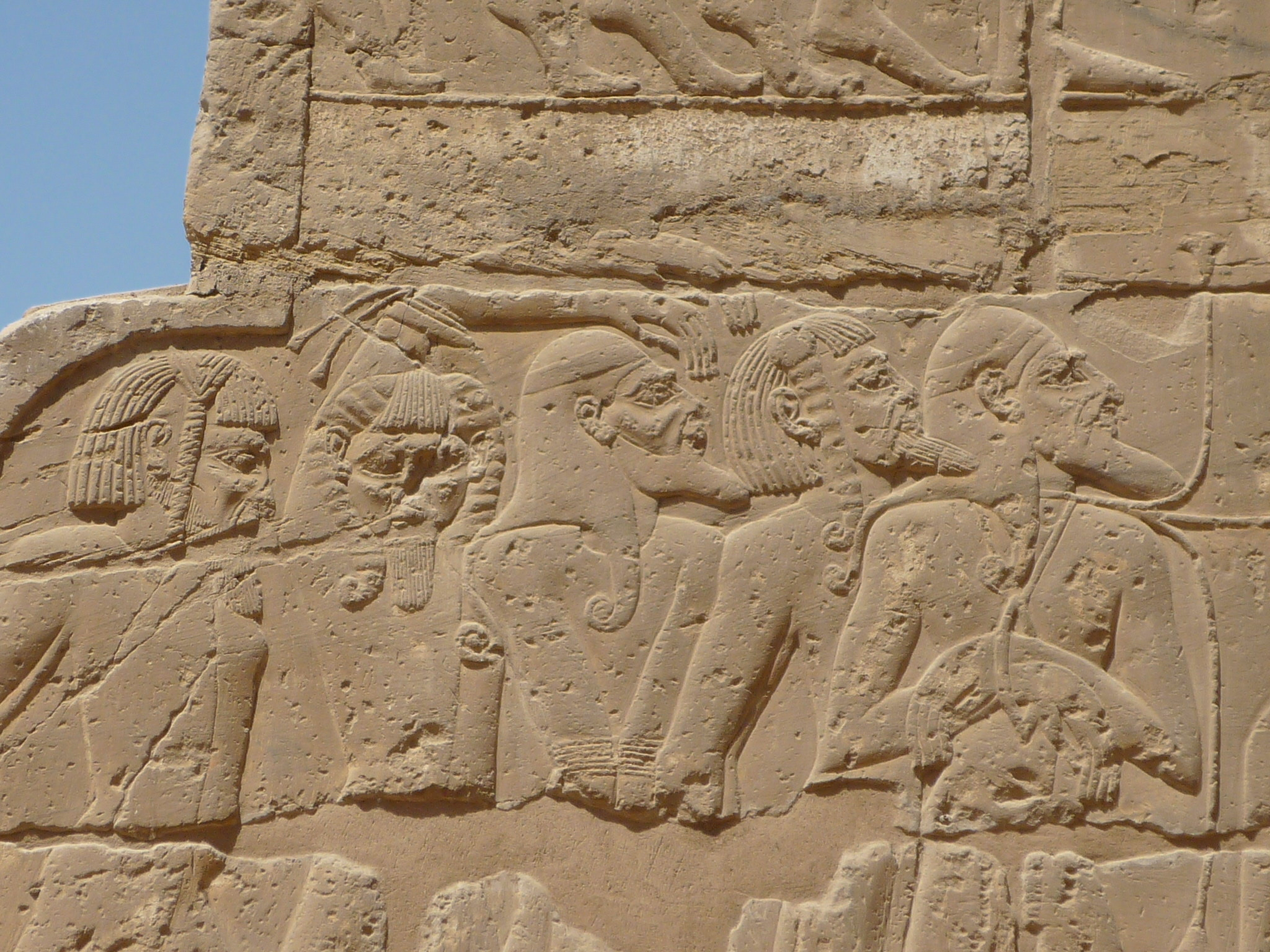
Darstellung von Gefangenen, ebenda

Die Diskussion um die Zerstörungen und Raubfahrten der Seevölker ist von zahllosen apodiktischen, aber quellenmäßig nicht ausreichend untermauerten Aussagen gekennzeichnet. Dabei reichen die Deutungen für die offenkundigen, aber zeitlich nicht immer gut einzuordnenden Zerstörungen von innermykenischen Kämpfen über Aufstände bis zu flächendeckenden Zerstörungen großer Schiffsverbände plündernder Völker auf der Suche nach einer neuen Bleibe. Auch ist nicht klar, über welche Zeiträume sich die möglichen Völkerbewegungen erstreckten. Sicherlich kann man aber davon ausgehen, dass die enormen Bauwerke den lokalen Bevölkerungen enorme Lasten aufbürdeten, was als eine Ursache für Aufstände, neben der Erschöpfung des Bodens, in Betracht gezogen wurde. Auch schwere Erdbebenschäden in der Argolis weisen auf eine mögliche Ursache hin. In jedem Falle konnte, trotz erkennbarer Bemühungen, die zuvor entfaltete bauliche Pracht nicht wieder entfaltet werden, die in unseren Augen so kennzeichnend ist für die Hauptpaläste. Jedenfalls herrschte in Messenien „totales Chaos“, etwa 90 % der Siedlungen wurden verlassen. In den Augen der Mykener versagten die Götter den Menschen die Hilfe, die Herrscher verloren ihr Prestige und ihre Gefolgschaft, die Schriftlichkeit verlor ihren gesellschaftlichen Halt im Laufe dieser vielleicht zwei Jahrhunderte anhaltenden Kette von Katastrophen. Ob die vergleichsweise kleinen Herrschaften in den Siedlungskammern Griechenlands den Herrschern keine Möglichkeiten boten, ihren Gefolgsleuten ausreichend Land zukommen zu lassen, was ihre Loyalität untergraben haben könnte, ist gleichfalls unklar. Der Brand des Kornspeichers in Mykene, der um 1125 v. Chr. datiert wurde, scheint zum endgültigen Verfall der dortigen Herrschaft geführt zu haben.
Im Zusammenhang mit dem Invasionsmodell wurden verschiedene Ansätze zur Klärung erprobt. So wurde angeführt, dass in Griechenland qualitativ weit hinter die mykenische zurückfallende, sogenannte Handgemachte Geglättete Keramik  (HGK) (früher u. a. auch als „barbarische“ Keramik bezeichnet), die an diversen Fundorten auf dem griechischen Festland und auf Kreta entdeckt wurde, als Anzeichen für entsprechende Zuwanderungen gelten könne. Jedoch tritt diese gelegentlich bereits gegen Ende des Späthelladikums III B, also vor der Zerstörung der Palastzentren, auf. Zudem bestand die mykenische Qualitätsware fort und fand im Dichten Stil und im Figuralstil ihre Fortsetzung. Möglicherweise kam es zu meist unmerklichen Zuwanderungen, die sich womöglich nahtlos im Rahmen der griechischen Kolonisationsbewegung ab der Zeit um 750 v. Chr. fortsetzten.
Diese letzte Phase der ägäischen Bronzezeit, das Späthelladikum IIIC bzw. Spätminoikum IIIC, basiert in ihrer relativen Chronologie auf wenigen, aber sehr klaren Siedlungsstratigraphien. So bietet die Unterburg von Tiryns die längste Sequenz. In dessen Westhälfte wurde in den 70er und 80er Jahren eine große Fläche von etwa 20 mal 80 m ausgegraben; es folgten Grabungen am Nordtor. Die Unterburg weist kurz aufeinanderfolgende Zerstörungsereignisse auf, die eine entsprechend genaue Keramiksequenz vom Späthelladikum IIIAi bis zur submykenischen Phase gestatten. Nachpalastzeitliche Siedlungen wurden in den nordwestlichen und nordöstlichen Teilen der die Burg umgebenden Unterstadt entdeckt. Ähnliches gilt für Mykene. In Attika sind die wichtigsten Fundorte die Begräbnisstätten von Perati im Osten und des Kerameikos in Athen, der Typusstätte für die frühe Eisenzeit. In Theben ließ sich nach der Zerstörung des Palastes eine Neubesiedlung im frühen und fortgeschrittenen Späthelladikum IIIC nachweisen. Auch Lefkandi auf Euböa und Pyrgos Livanaton (Kynos) an der Phiotis-Küste sowie das Sanktuar von Kalapodi in seinem Hinterland sind für die Übergangsphase zwischen postpalatialer Kultur und Eisenzeit von Bedeutung, ebenso wie einige Fundstätten im Nordwesten des Peloponnes. In Lefkandi kam es gleichfalls zu einer Neubesiedlung im Späthelladikum IIIC, auch wurde es nach einem neuen Brand wieder aufgebaut und bestand bis Ende von IIIC. In einem der Zerstörungshorizonte fand man Skelette, die schwere Verletzungen aufwiesen, und von denen sich zum Teil erwies, dass sie nur notdürftig, wohl in aller Eile, beigesetzt worden waren.
Auf den Kykladen ist Phylakopi für die Übergangsphase von Bedeutung, ebenso wie Koukounaries auf Paros und Grotta. Auch Chania auf Kreta bietet eine Stätte der Übergangszeit. Auf einer Fläche von 660 m² am Agia Aikaterini-Platz zeigte sich, dass auf einer zerstörten späten späthelladischen IIIB2-Siedlung eine IIIC-Siedlung entstanden war. Knossos bietet wiederum die meisten Funde; im Osten der Insel, am Golf von Ierapetra, wurden mehrere Siedlungsreste untersucht. So bietet das Kastro von Kavousi (60 mal 35 m) ebenfalls eine lange, ununterbrochene Sequenz. Dennoch gibt es bisher keine gesicherte Sequenz für die Insel und auch die Synchronisierung mit den festländischen und kykladischen Sequenzen ist noch nicht gelungen.
Diese Unsicherheit ist im Nordwesten des Landes noch erheblich größer. Allerdings bieten Tells in Makedonien lange Sequenzen. Das gilt etwa für die lokal toumba genannten Siedlungsstätten Ayios Mamas (das urgeschichtliche Olynthus), Assiros, Kastanas sowie Thessaloniki (die Bezeichnung toumba ist irreführend, da sie eine Grabstätte bezeichnet). Doch gehörte das Gebiet kulturell eher zum Balkan, so dass eine Korrelierung mit griechischen Stratigraphien kaum gelingen kann. So war etwa die Masse der dortigen Keramik handgemacht, nicht mit Hilfe der Töpferscheibe. Dennoch weist Makedonien für das 10. und 9. Jahrhundert v. Chr. die vollständigsten Siedlungspläne Griechenlands auf. Mykenische Anlagen in Volos und Dimini sind wohl erst im 12. Jahrhundert zerstört worden.
Das frühe Späthelladikum IIIC wurde traditionell als erste Phase der Nachpalastzeit definiert, doch wurde mittlerweile eine Übergangsphase zwischen III B2/III C früh bestimmt und die ersten Palastzerstörungen lassen sich bereits ganz am Ende in Phase IIIB fassen, andere während des Übergangsstils. Obwohl die relative Chronologie Griechenlands hauptsächlich auf Keramikfunden aufbaut, können mit in der Phase IIIC nun auch vermehrt Metallfunde zur Stützung der Chronologie herangezogen werden, etwa Fibeln.
Für die absolute Chronologie sind die Darstellungen und Inschriften Ramses' III. im ägyptischen Medinet Habu von Bedeutung, sowie ein in Akkadisch verfasster ägyptischer Brief, der in Ugarit entdeckt wurde. Der Brief wurde von Bay, dem Schatzmeister des Pharaos Siptah versandt. Siptah regierte ab 1198/97 oder 1194/93. Bay wurde in dessen fünftem Regierungsjahr hingerichtet. Der Brief muss also vor 1194/93 oder 1190/89 verschickt worden sein. In einer Korrespondenz mit dem Herrscher von Alašija wird Hammurapi III. von Ugarit durch diesen vor einem bevorstehenden Angriff auf Ugarit von See her gewarnt. Nach den Schilderungen in Medinet Habu erfolgte im 8. Regierungsjahr Ramses' III. (a. 1180/79) ein Angriff von Fremdvölkern (s. Seevölker) auf Ägypten. Zuvor sollen diese Fremdvölker viele Regionen des östlichen Mittelmeerraums zerstört haben, darunter Amurru. In jedem Falle müssen die von der Inschrift erwähnten Zerstörungen von Ugarit (und Amurru) vor 1180 v. Chr. stattgefunden haben.
Das frühe Späthelladikum IIIC mit seinen Zerstörungen liegt zeitlich nach der Zerstörung Ugarits. Darauf weisen u. a. Funde in Ras Ibn Hani hin. Diese unweit von Ugarit am Meer gelegene Siedlung wurde etwa zur gleichen Zeit wie Ugarit zerstört. Die jüngsten Importe mykenischer Keramik datieren in die späte Phase von SH IIIB. Nach der Zerstörung gab es eine kurze Phase der Nachbesiedlung. Aus dieser Phase stammen u. a. Keramikfragmente im Stil des frühen SH IIIC. Für die Zeit danach verfügen wir nicht über übergreifende Daten zwischen den beiden Großräumen. Weder C14-Datierung noch Dendrochronologie helfen hier weiter, da die entsprechende Kurve sehr flach ist und selbst sehr geeignete Fundstücke praktisch überall „passen“. Erste dendrochronologische Daten stammen von der makedonischen Tell-Stätte Assiros Toumba. Es ließ sich ein Einschlagdatum für die Pfosten und Ständer von Phase 2 von ca. 1070 v. Chr. ermitteln, für die früheste Phase 3 etwa zehn Jahre früher. Die Ausgräber schlugen für die Nachpalastphase etwa 1120 v. Chr. vor, was mindestens 50 Jahre und bis 120 Jahre vor den bisherigen Annahmen liegt. Es könnte jedoch durchaus sein, dass – selbst wenn die Ergebnisse zutreffen – die Hölzer allesamt aus einer davor liegenden Phase stammen.
Vermittelt über die italienischen Funde aus der spätesten Bronzezeit (Roca Vecchia in Apulien, Livorno Stagno in der Toskana) gelang eine Synchronisierung mit den entsprechenden Funden an den Schweizer Seen. Trifft diese Kette von Annahmen zu, so endete die submykenische Zeit zwischen 1070 und 1040 v. Chr.

## Eisenzeit

### Mangel an zeitnahen Schriften
Entgegen den früheren Darstellungen, die sich auf bedeutende Namen wie Homer, Hesiod oder Herodot beriefen, lässt sich eine politische Geschichte nach dem derzeitigen Stand der Forschung nicht mehr schreiben. Früher dominierende Ansätze dieser Art neigten dazu, nur wiederzugeben, welches Bild sich die sehr viel später lebenden Griechen selbst von ihrer eisenzeitlichen Vergangenheit gemacht hatten. Auch die Vorstellung einer vom Orient unabhängigen Sonderentwicklung Griechenlands ist inzwischen unhaltbar geworden, wie schon die vor der Eisenzeit liegenden Epochen zeigen.
Anfang des 20. Jahrhunderts fiel eine zeitliche Lücke zwischen den Palastkulturen und dem Zeitalter Homers auf; diese „Dunklen Jahrhunderte“ dauerten vom 12. bis zum 8. Jahrhundert v. Chr. an. Lange glaubte man, dass die archäologischen Funde in Troja, Mykene oder Knossos bestätigten, was die antiken Autoren und die Bibel behaupteten. So verließ man sich nur allzu ungeprüft auf die Texte der Historiker, insbesondere auf Herodot und Thukydides. Letzterer hatte die kretischen Herrscher als „Hellenen“ bezeichnet, so dass Minos leicht zu einer Art König von Kreta aufsteigen konnte, der darüber hinaus ein Seereich führte. In Mykene seinerseits herrschte Agamemnon, in Pylos Nestor und die Griechen kämpften wegen Helena zehn Jahre lang um Troja.
Die Erklärung für die Klarsichtigkeit Homers, der Jahrhunderte nach seinen Helden lebte, bestand in einer gemutmaßten mündlichen Tradition, denn die Linear-A- und -B-Schriften waren untergegangen. Die Buchstabenschrift wurde andererseits erst im 9./8. Jahrhundert von den Phöniziern übernommen und adaptiert, so dass eine unüberbrückbare Lücke in der schriftlichen Tradition bestand. Parallele Untersuchungen zu anderen oralen Dichtertraditionen, wie sie sich noch in serbischen Heldengesängen des 20. Jahrhunderts zeigten, haben erwiesen, dass die Poeten zahlreiche Elemente ihrer eigenen Epoche einflochten. So reduzierte man die Erzählungen Homers um die zeitgenössischen Elemente, glaubte aber weiterhin an einen bronzezeitlichen Erinnerungskern.

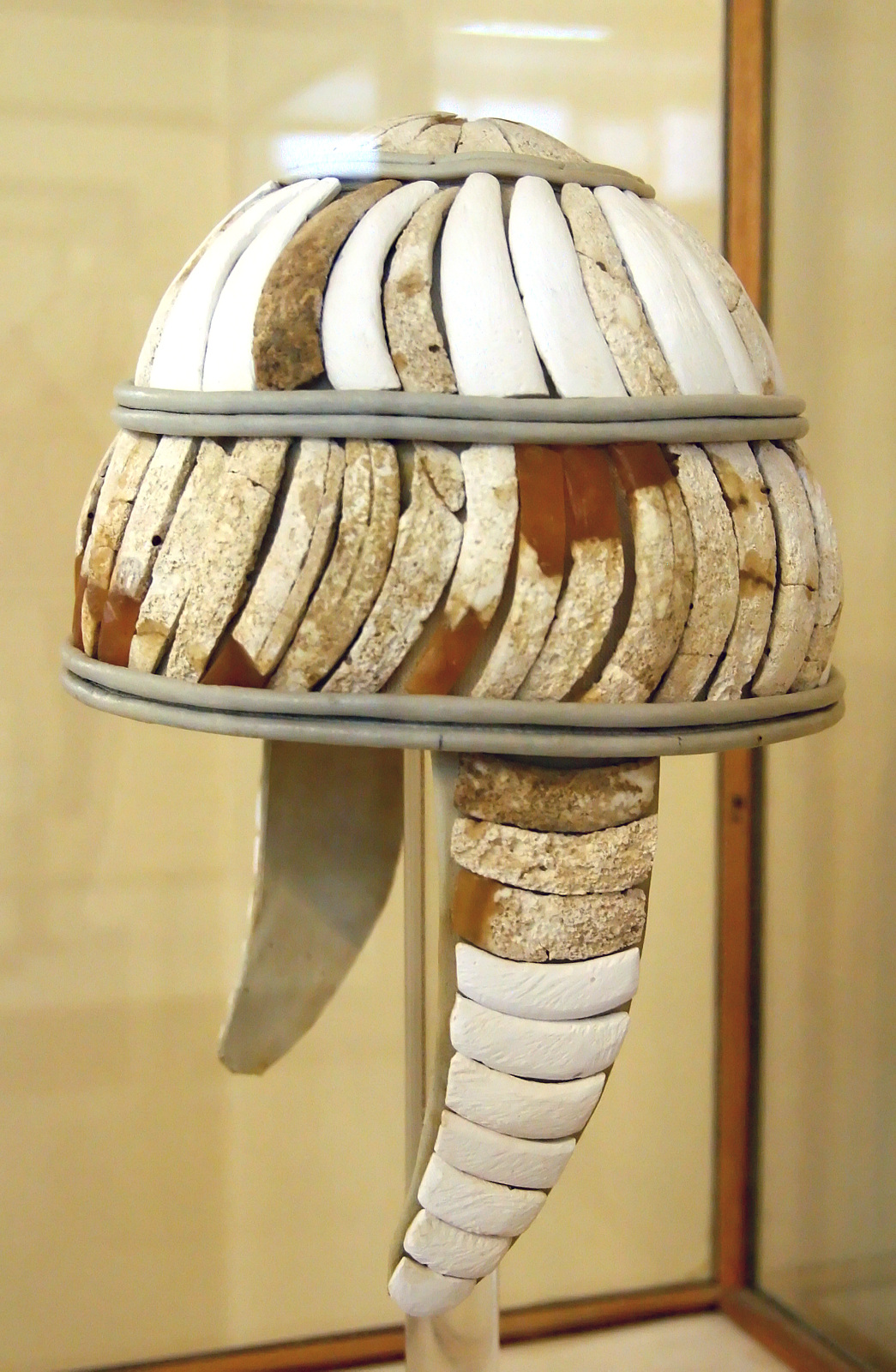
Eberzahnhelm, Archäologisches Museum Iraklio

Archäologische Funde bestätigen dies inzwischen. So kannte Homer den seltsamen Eberzahnhelm, der archäologisch für die mykenische Zeit belegt ist. Das auf Euböa entdeckte Grab des Fürsten von Lefkandi bestätigte, dass es auch im als ärmlich eingeschätzten 10. Jahrhundert v. Chr. reiche Grabausstattungen gab, die der Vorstellung, die man aus Homer von einem Fürsten der Zeit gewinnen konnte, entsprachen. Dabei handelt es sich um die Reste eines über 45 m langen Gebäudes, in dem wohl der „Fürst von Lefkandi“ und seine Frau nebst reichen, auch orientalischen Beigaben bestattet wurden. So setzte sich die Vorstellung in der Forschung weitgehend durch, dass Homer tatsächlich immer noch im Rahmen seiner weitestgehend mündlichen Kultur über Vorstellungen von Kultur und Mentalität derartig weit zurückliegender Vorfahren verfügt haben muss.

### Zuwanderungen und autochthone Völker, Herrschaftskonzentrationen
Selbst die Wanderungen der griechischen, erst recht der vorgriechischen Gruppen genauer zu bestimmen, ist problematisch. Sicher ist nur, dass die Mykener ein altertümliches Griechisch benutzten, das in ihren Tontafeln partiell überliefert ist. Die dialektalen Abweichungen sind nur gering, auch auf Kreta, was zwar kein Beleg für eine übergreifende Herrschaft ist, aber immerhin für eine Übernahme der mykenischen Verwaltungspraxis und ihrer Begrifflichkeit. Die Sprache, so wurde schon früh angenommen, kam mit Zuwanderern nach Griechenland; kulturelle Brüche sind zwar nachweisbar, jedoch nicht ausreichend, um als Beleg für eine massive Zuwanderung unter Verdrängung älterer Populationen gelten zu können – wenn auch die Ausbreitung von Apsidenhäusern, Schaftlochäxten oder Tonankern während der frühen Bronzezeit um 2500 v. Chr. als Anzeichen hierfür in Erwägung gezogen wurden. Vielleicht sickerten einzelne Gruppen nach und nach in Griechenland ein. Ältere Mutmaßungen, nach denen um 2000, 1600 und 1200 v. Chr. großflächige Invasionen stattgefunden haben, sind inzwischen obsolet. Eher schon diskutiert wird der Bruch am Ende des Frühhelladikums II um 2300/2200 v. Chr., vielfach in Verbindung mit der Annahme einer nomadischen Kurganpopulation, die über Anatolien oder Makedonien nach Griechenland gewandert sei. Historiker wie Jonathan Hall nehmen aufgrund von Überlegungen zur Verteilung der griechischen Dialekte an, dass es infolge innerer Wirren um 1100 vielerorts zur Aufgabe der Sesshaftigkeit und zeitweiliger Renomadisierung gekommen sei.

Griechische Dialekte

Für die Griechen der archaischen und der klassischen Zeit bestand kein Zweifel, dass es alteingesessene Gruppen gab, die von drei griechischen Großgruppen aus vielen Gebieten Griechenlands verdrängt wurden. Doch selbst diese kollektive Erinnerung ist widersprüchlich. So hielten sich die Ionier für autochthon, also für nicht zugewandert, und tatsächlich blieb Attika von den Zerstörungen durch die Seevölker verschont. Vielleicht kaschierten sie damit aber auch nur die Vertreibung der „Pelasger“ aus Attika, die der allgemeinen Überlieferung nach als autochthon galten. Dennoch wird meist weiterhin die These vertreten, die Ionier seien schon zu Anfang des 2. Jahrtausends nach Griechenland gekommen. Drei weitere der vier Hauptgruppen, die späteren Äoler, Achäer und Dorer folgten in großen zeitlichen Abständen – so wurde lange vermutet – und vermischten sich später mit den ansässigen, nichtgriechischen „Pelasgern“. Schon in der frühen Überlieferung spielen die beiden Hauptmuster, Verdrängung und Vermischung, eine zentrale Rolle in der Vorstellungswelt. Hinzu kommt das Motiv des Frauenraubs, genauer gesagt der Rache für diesen Raub, der ja auch der Überlieferung nach dem Trojanischen Krieg zugrunde lag.
Herodot schreibt, dass der erste Name Griechenlands Pelasgía gewesen sei (Historien 2, 56). Er nennt Pelasger als Bewohner von Plakia und Skylake am Hellespont (1, 57), erwähnt die Samothraker, die bestimmte Mysterien von den Pelasgern übernommen hatten (2, 51), vielleicht auch Dodona (2, 52), sicher aber Lemnos (4, 145) und Imbros (5, 26) hält er für pelasgisch – sowie Argos und Arkadien. Thukydides nennt die Bewohner von Lemnos und Imbros „tyrsenische Pelasger“ (Thukydides 4, 109 u. a.), nach Hekataios von Milet waren sie wiederum aus Attika vertriebene Pelasger (auch bei Herodot, Historien 6, 137). Die Bezeichnung „tyrsenische Pelasger“ übertrug Sophokles auf die Pelasger von Argos. Demnach siedelten diese vorgriechischen Gruppen also im Norden Griechenlands und der Ägäis, aber auch auf dem Peloponnes.
Andererseits wurden auch die Etrusker Italiens als Pelasger bezeichnet, in deren Sprache eine Inschrift auf Lemnos überliefert ist, bzw. die ihrer Sprache sehr nahe verwandt ist. Ob es eine Wanderung dieser Sprachgruppe von Ost nach West oder umgekehrt gab, wird diskutiert, ebenso wie eine anatolische Herkunft der Etrusker, die schon Herodot behauptete, der sie für Lydier hielt, von denen ein Teil über Smyrna westwärts gezogen sei (1, 94). Die Etrusker waren vielleicht aber auch Nachkommen der Seevölker, die demnach überwiegend aus Italien kamen und die Achäer mitzogen, die sie bald in ihrer Tätigkeit überboten.
Ionische Seeräuber begegnen möglicherweise um 715 v. Chr. in assyrischen Quellen erstmals unter König Sargon II. Dieser berichtet, er habe „Jamanu“ vor der syrischen Küste gefangen genommen, die Kilikien und Tyros bedrohten.
Die Dorer verdrängten offenbar griechischsprachige Bevölkerungen des Festlands auf die Inseln und nach Westanatolien, so dass bei Beginn der dichteren schriftlichen Überlieferung im Norden Äoler, in der Mitte Ionier und im Süden und auf Kreta Dorer anzutreffen waren. Eine Zuwanderung der Dorer in mehreren Schüben um 1000 v. Chr. wird angenommen. In dieser Zeit kommt deutlich stärker die Brandbestattung auf und in der Vasenmalerei erfolgt der Übergang von der submykenischen zur protogeometrischen Keramik.
Ob die Gruppen, die im 10. Jahrhundert um Sparta lebten, von Anfang an eine Handlungsgemeinschaft bildeten, ist ungewiss. Vermutlich bewährten sich einzelne Krieger als Führungskräfte, die den Kern einer Oberschicht bildeten. Dabei setzten sich wohl zwei Familien durch, die am Anfang des spartanischen Doppelkönigtums standen. Im Gebiet von Korinth lässt sich zwischen dem 9. und dem 8. Jahrhundert eine wachsende soziale Differenzierung belegen. Aus den Kämpfen innerhalb der sich dort entwickelnden Oberschicht gingen die Bakchiaden als führende Familie hervor. Sie übte ab 748 v. Chr. fast ein ganzes Jahrhundert lang eine oligarchische Herrschaft aus, wobei die Stadt einen starken wirtschaftlichen Aufschwung erlebte.

### Protogeometrische, geometrische und orientalisierende Epoche, neue Machtzentren

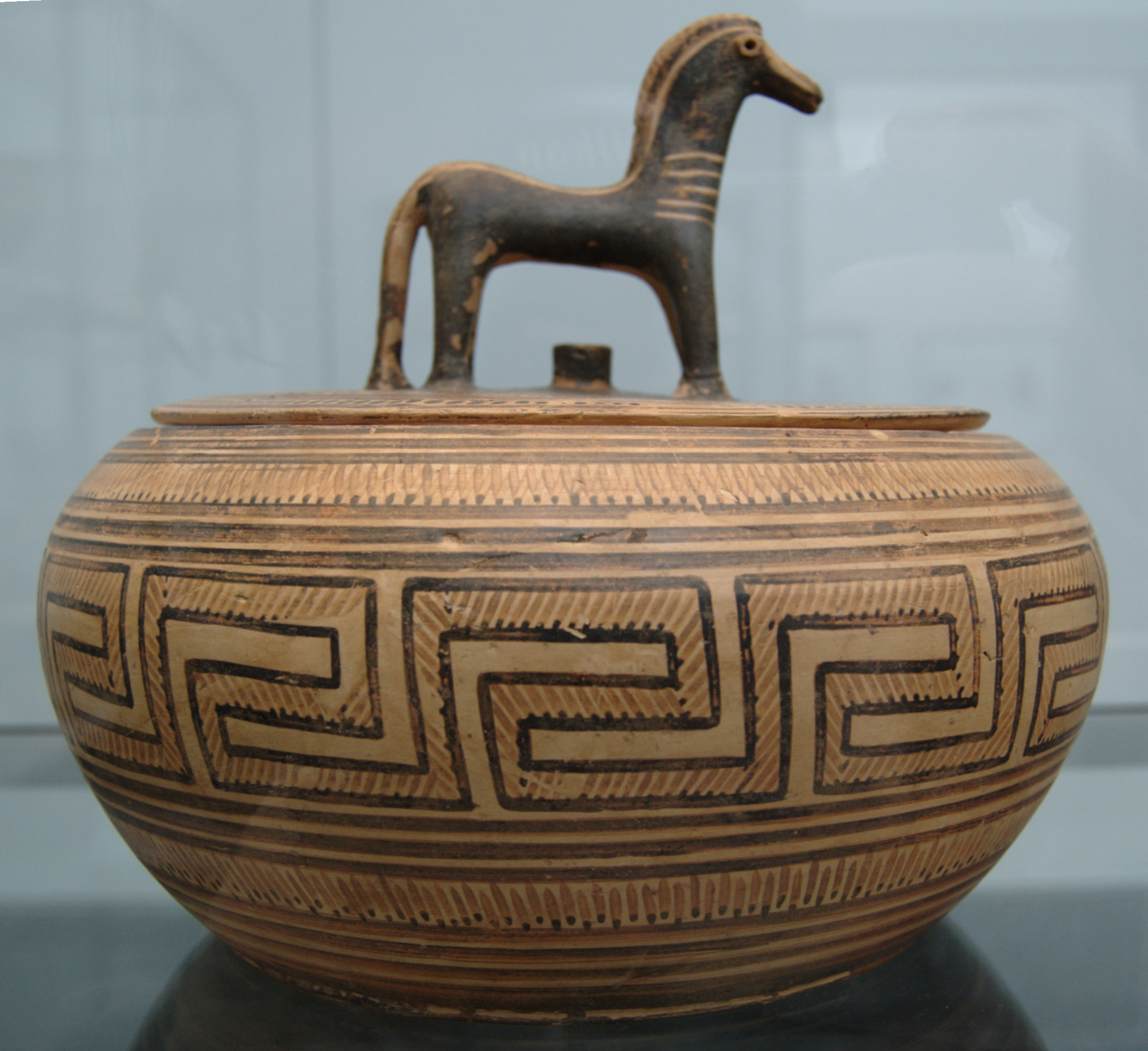
Pyxis mit Pferd als Deckelgriff aus dem 8. Jahrhundert v. Chr., München, Staatliche Antikensammlungen

Die gängige Einteilung in eine protogeometrische (1050–900 v. Chr.), eine geometrische (bis 700) und orientalisierende (bis 620 v. Chr.) Epoche sowie eine archaische Phase (bis 480 v. Chr.) spiegeln keine gesellschaftlich-politische Entwicklung, sondern Stilformen wider, insbesondere der griechischen Vasenmalerei. Außerdem überlappten sich die Phasen zeitlich, regionale Stile entstanden.
Dennoch sind sie Ausdruck einer gesamtgriechischen Gemeinschaft mit verbindenden Vorstellungen und Idealen. Homer wurde zum Verkünder des Wettbewerbs darum, der Hervorragende unter allen zu sein. Auch Vasenmalereien künden von dieser Welt kriegerischen Ehrgeizes, die vielfach in Gegensatz zur Gerechtigkeit des basileus stand. Fleiß und Geschicklichkeit galten hingegen als Ideale von Handwerkern und Bauern. Auch der kämpferische Ehrgeiz musste kanalisiert werden, so dass – häufig blutige – „sportliche“ Kämpfe und Wettbewerbe vielleicht schon im 9., spätestens jedoch im 8. Jahrhundert in Olympia ausgetragen wurden. Mit einem Sieg dort verband mancher eine Annäherung an die inzwischen mythisch verehrten Helden der Vorzeit.

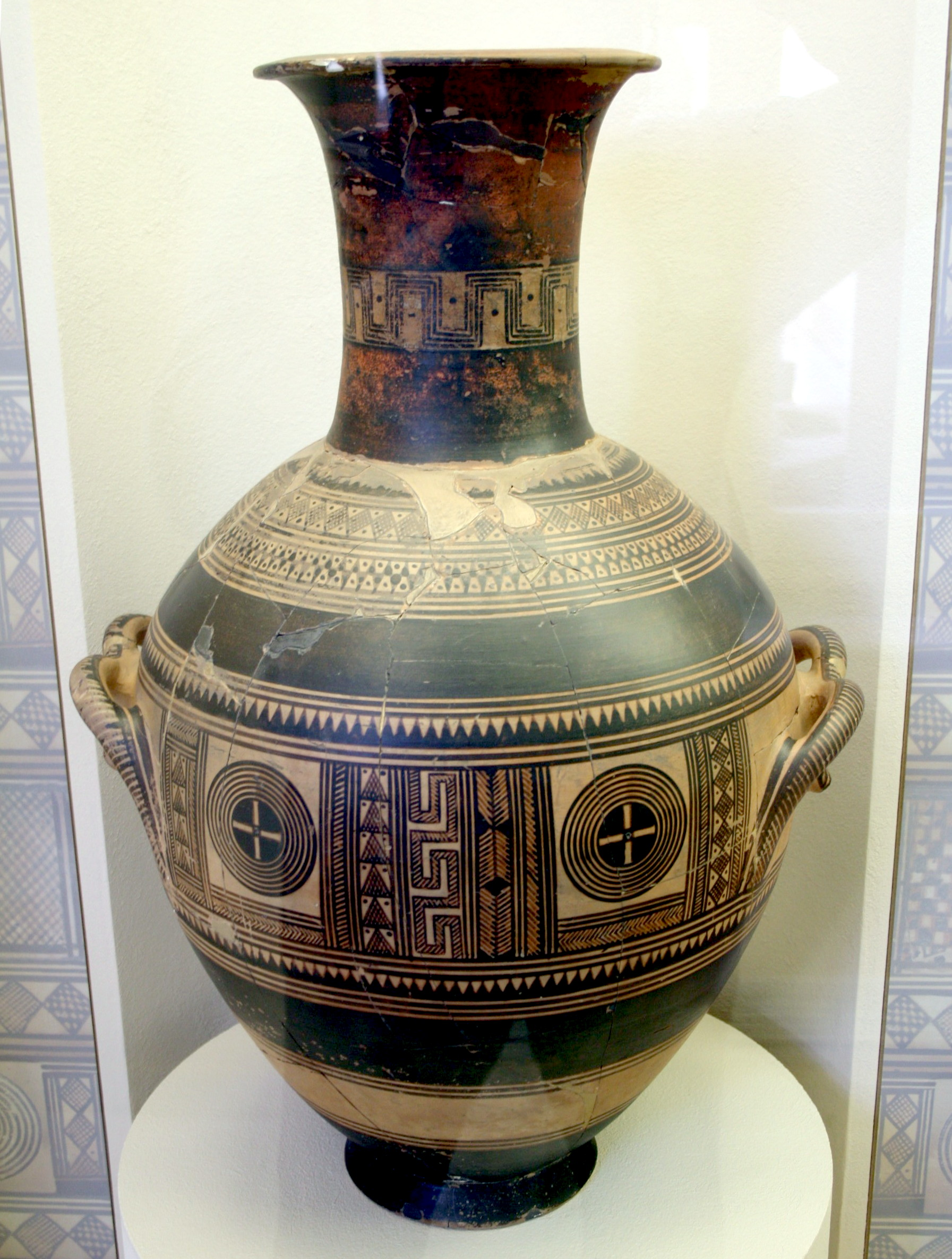
Amphore, die als Urne benutzt wurde, Kerameikos, Athen, 10. Jahrhundert v. Chr.

Auf Andros fanden sich in Zagora Überreste eines Komplexes, der im Wesentlichen zwischen 760 und 750 v. Chr. entstanden war (spätgeometrisch I). Im 51 m² großen Saal des „Palasts des Stadtfürsten“ befanden sich entlang dreier Wände umlaufende Sitzgelegenheiten in Form von fest angebrachten Bänken, so dass man von einem dauerhaft zu diesem Zweck eingerichteten Beratungsraum ausgeht. Südöstlich des Gebäudes befand sich ein Altar, an dem zu dieser Zeit Rituale unter freiem Himmel durchgeführt wurden und wo später ein Tempel entstand. Im Osten der Siedlung fand sich eine etwa 140 m lange Mauer, die von Schlucht zu Schlucht reichte und durch die nur ein Tor führte. Auch das Megaron einer kleineren Siedlung bei Emporio auf Chios, das Ende des 8. Jahrhunderts v. Chr. erbaut wurde, entstand zur gleichen Zeit wie die Schutzmauer der dortigen Akropolis. Das Megaron des benachbarten Emporion, das ebenfalls deutlich größer als die üblichen Häuser war, maß 18,25 mal 6,40 m. Und auch dort wurde später ein Altar von einem Tempel überbaut, ähnlich wie auf Ägina. Auch in Koukounaries auf Paros entstand in der zweiten Hälfte des 8. Jahrhunderts eine Art Ratsgebäude, diesmal von 13,7 m Länge. Dieses war allerdings über einem Apsidenbau des späten 10. Jahrhunderts errichtet worden. Nur 12 m davon entfernt befand sich gleichfalls ein Altar, doch wurde die Siedlung um 650 v. Chr. aufgegeben.
Ähnlich wie in Lefkandi und Nichoria hatten sich also religiöse Zeremonien mit festen Orten neu etabliert, ebenso wie mehr oder minder regelmäßige, in jedem Falle häufige Beratungen. Die führenden Männer, später basileus genannt, mussten, wenn man der Überlieferung traut, das Volk, den demos, befragen und dieser konnte einen Befehlshaber über die Waffenfähigen berufen. Zeus selbst verlieh den Gemeindeführern die Fähigkeit, die richtigen Entscheidungen zu treffen. Hier kamen möglicherweise altorientalische Vorstellungen von Herrschaft und Gerechtigkeit zum Tragen, die das Bild eines idealen basileus beeinflussten. Homer überliefert ein Verfahren in Ilias 18, 497–508. Auf einem Platz, der Agora, bei der jeder einzelne der Ältesten, der gerontes, in einem Streitfall zu einem Urteil kommen sollte, entschied die Lautstärke der jeweiligen Akklamation durch den demos über den Fall. Dabei ging es bezeichnenderweise um die Frage, ob ein Wergeld als Ausgleich für die Tötung eines Mannes bereits gezahlt worden war oder nicht. Mit derlei Ausgleichszahlungen sollte die Blutrache eingedämmt werden. An anderer Stelle (Odyssee 12, 439–440) übernahm diese Aufgabe bereits ein Schlichter, so dass sich hierin der Weg zu institutionellen Regelungen der gefährlichen inneren Konflikte anbahnte. Diese Aufgabe fiel den baseileis zu, wie Hesiods Theogonie 85–89 um 700 v. Chr. erweist.

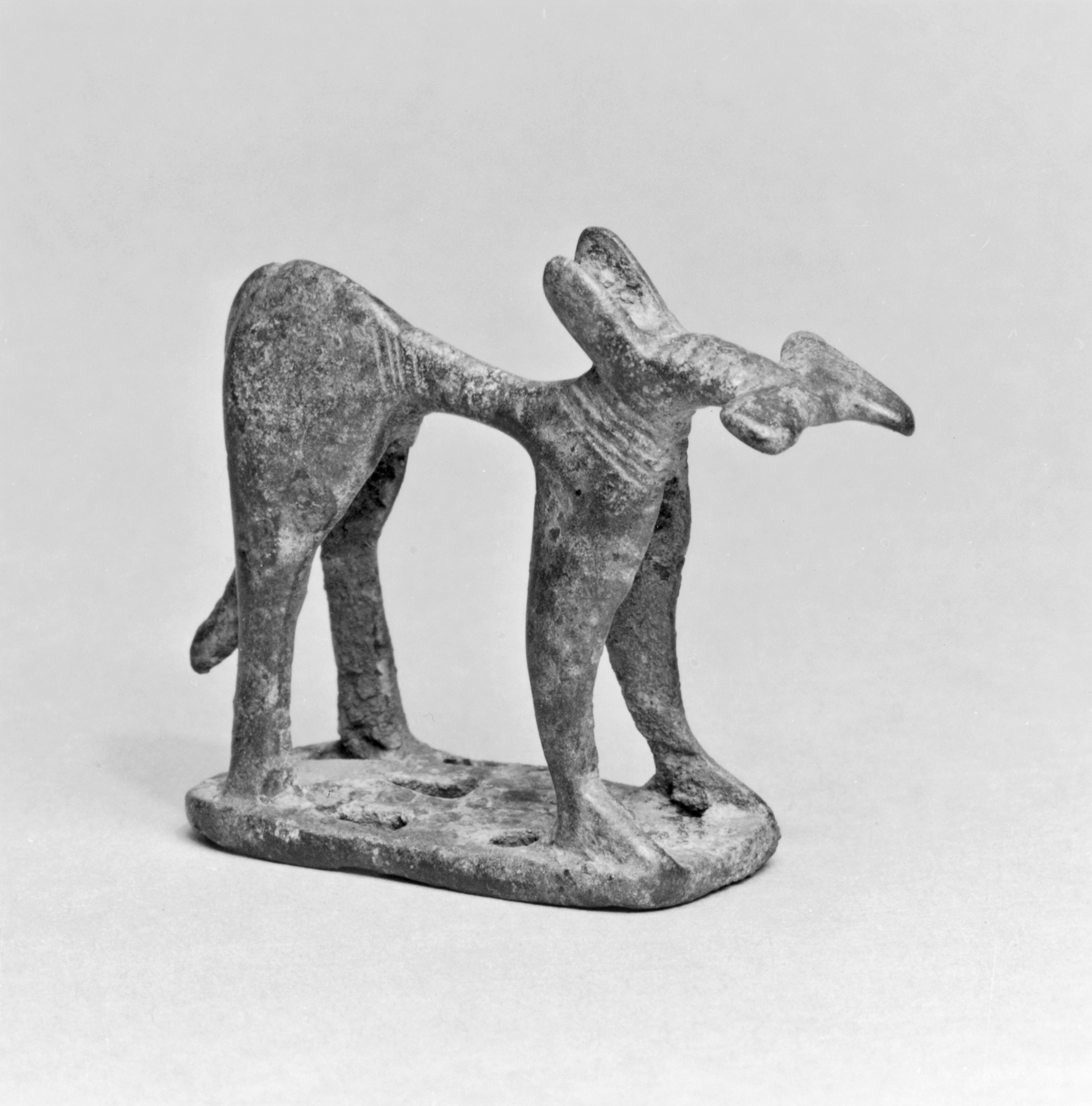
Wolf mit Beute, 9. Jahrhundert v. Chr., Bronze, 4,5 cm, Walters Art Museum, Baltimore 54.2413

Wahrscheinlich unter ägyptischem Einfluss entstanden, jedoch entgegen älteren Annahmen wohl erst im 7. Jahrhundert, die ersten Ringhallentempel oder Peripteroi, die am weitesten verbreitete Form des griechischen Tempels. Die Grundlage solcher Einflüsse war die Intensivierung der Kontakte in den östlichen Mittelmeerraum. Ein treibendes Motiv war die Suche nach den dortigen Luxusgütern, nach denen eine sich sozial immer stärker differenzierende Gesellschaft und vor allem deren Führungsschicht rief. Dies galt auch für die qualitativ immer höherwertige Keramikproduktion, die sich in der Wahl ihrer Motive an den Bedürfnissen der führenden Gruppen orientierte. So wurden Bestattungsrituale oder Kämpfe, aber auch Kampf- oder musische Agone dargestellt. Die Herrenschicht grenzte sich von den übrigen Freien vor allem durch ihr Verhalten ab, etwa, indem sie sich zu Symposien verabredete, auf denen das Verhältnis zu anderen Orten oder der Wertekodex der eigenen Gruppe erörtert wurden. Andererseits traten sie als Schiedsleute zwischen streitenden Freien auf, die ihrerseits versuchten, wie Hesiod durchblicken lässt, die Herren mittels Gaben auf ihre Seite zu ziehen. Die Bauern wiederum fürchteten den gesellschaftlichen Abstieg, wenn sie auch keine Abgaben leisten mussten und von ihren mittelgroßen Höfen leben konnten. Die Theten, die grundbesitzlose, freie Unterklasse wie Handwerker, Lohnarbeiter oder Händler, wurden nur beschäftigt und entlohnt, wenn Arbeit vorhanden war. Viele von ihnen werden einen kleinen Hof bewirtschaftet haben.

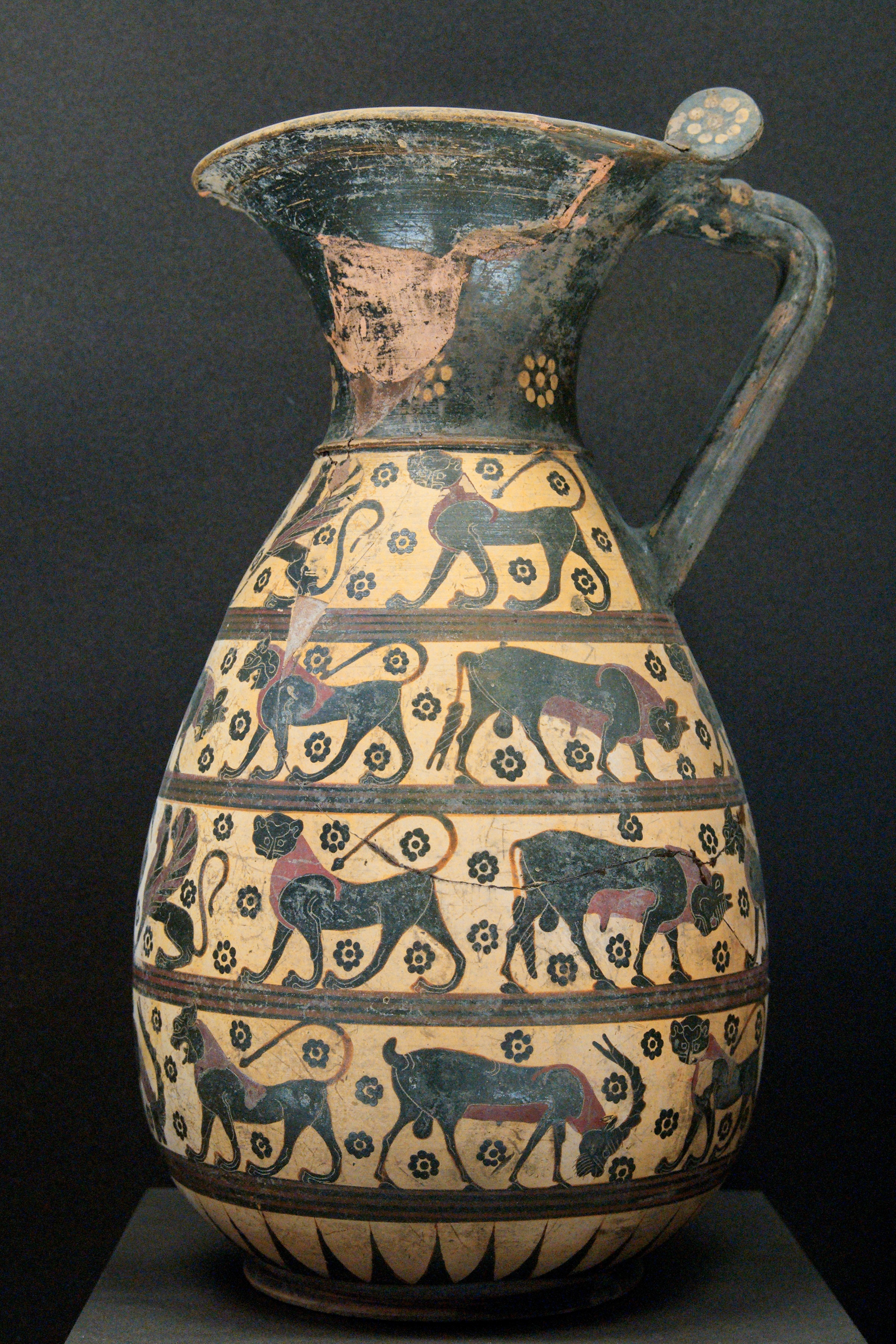
Protokorinthische Olpe mit Tieren und Sphingen, 640–630 v. Chr., Paris, Louvre Cp 10475. Kennzeichen des orientalisierenden Stils schwarzfiguriger Vasenmalerei sind Motive, die aus dem Vorderen Orient übernommen wurden und Greifen, Sphingen oder Löwen darstellen. Zentrum dieser Keramikproduktion war Korinth.

Mit der Entstehung des griechischen Alphabets im frühen 8. Jahrhundert wurde auch die schriftliche Fixierung der Epen Homers möglich. Diese trugen (vermeintliche) Erinnerungen an ein heroisches Zeitalter in die Gesellschaft, was wiederum zu einer Verehrung der mykenischen Stätten führte, die sich als Relikte der nunmehr als griechisch vereinnahmten Helden der Vergangenheit zunehmender Verehrung erfreuten. Zudem hoffte man auf ihre Unterstützung in einer von unberechenbaren Göttern bevölkerten Welt.
Neben der Führungsgruppe, die sich bald auch überregional verband, bestand die größere Gruppe der Freien. Doch die scharfe Trennungslinie bestand zwischen Freien und Unfreien, eine Gruppe, in die auch die Freien jederzeit durch Raub geraten konnten. Sie standen als Eigentum eines Freien außerhalb der Rechts- und Sozialverbände ihrer Herren. Gewonnen wurden sie vielfach durch Raub, wobei der Sklavenhandel verbreitet war, während zuvor die Bewohner der eroberten Gebiete vielfach getötet worden waren.
Zwischen den Freien und Sklaven gab es die Bewohner großer Gebiete, die insgesamt als douloi bezeichnet wurden. Zu ihnen zählten die Heloten Spartas. Sie waren an die Scholle gebunden, durften also ihr Land nicht verlassen, und wurden als zahlenmäßig größte Bevölkerungsgruppe der „öffentlichen Sklaven“ angesehen. Sie waren an ihrer Kleidung erkennbar. Ähnliches galt für die Penesten in Thessalien, die allerdings größere Freiheiten genossen und eher Zinsbauern waren, die Klaroten und Mnoiten auf Kreta, die Korynephoroi (Keulenträger) von Argos oder die Gymneten in Sikyon. Die beiden letzteren waren allerdings in klassischer Zeit keine Unfreien, sondern Freie geringeren Rechts. Die Penesten, die in dieser Stellung erst ab dem frühen 5. Jahrhundert v. Chr. belegt sind, waren vielleicht Nachfahren der von den Thessaliern unterworfenen Pelasger. Ähnlich wie auf Kreta erfolgte die Zuwanderung wohl in kleinen Gruppen, die über einen sehr langen Zeitraum dortige Gruppen in Unfreiheit zwangen.
Sparta dürfte Südlakonien erst sehr viel später annektiert haben, jedenfalls war das Gebiet in der Zuwanderungsphase zu dünn besiedelt, ebenso wie Sparta selbst. Mitte des 10. Jahrhunderts verbanden sich wohl die vier Dörfer um Sparta, zu denen das 5 km südlich Spartas gelegene Amyklai hinzukam. Vor dem 8. Jahrhundert konnten einzelne Führer bereits Getreue für Raub und Plünderung um sich scharen. Die Bewohner der unterworfenen Gebiete wurden zwar gleichfalls Lakedämonier, doch galten sie als minderberechtigte Periöken, als „Umwohnende“. Andere wurden zu rechtlosen Heloten, die nichts als Abgaben für das Land, das sie bearbeiteten, an die jeweiligen neuen Herren zu liefern hatten. Sie wurden nicht außerhalb Spartas verkauft und waren an die Scholle gebunden.

### Überblickswerke
- Hans-Günter Buchholz, Vassos Karageorghis: Prehistoric Greece and Cyprus. An archaeological handbook. Phaidon, London 1973.
- Sinclair Hood: The arts in prehistoric Greece. Penguin, Harmondsworth 1978.
- Curtis Neil Runnels, Priscilla Murray: Greece before History. Stanford University Press, Stanford 1999.
- Nancy H. Demand: The Mediterranean Context of Early Greek History. John Wiley & Sons, Chichester (West Sussex) 2011.
- Karl-Wilhelm Welwei: Griechische Geschichte. Von den Anfängen bis zum Beginn des Hellenismus. Schöningh, Paderborn 2011.
- John Bintliff: The Complete Archaeology of Greece. From Hunter-Gatherers to the 20th Century A.D. John Wiley & Sons, Chichester (West Sussex) 2012.
- Carol G. Thomas: Greece. A Short History of a Long Story, 7,000 BCE to the Present. John Wiley & Sons, Chichester (West Sussex) 2014.
- Katerina Harvati, Eleni Panagopoulou, Curtis Runnels: The paleoanthropology of Greece, in: Evolutionary Anthropology 18 (2009) 131–143. (academia.edu)

### Paläolithikum und Mesolithikum
- Georgia Kourtessi-Philippakis: Le paléolithique de la Grèce continentale, état de la question et perspectives de recherche, Publications de la Sorbonne, Paris 1986, ISBN 2-85944-126-3.
- Vangelis Tourloukis: The Early and Middle Pleistocene Archaeological Record of Greece. Current Status and Future Prospects, Amsterdam University Press, Amsterdam 2011.
- Nena Galanidou, Christina Poupoulia, Stefanos Ligovanlis: The Middle Palaeolithic bifacial tools from Megalo Karvounari, in: Björn Forsén, Nena Galanidou, Esko Tikkala (Hrsg.): Thesprotia Expedition. Landscapes of nomadism and sedentism, Bd. 3, Suomen Ateenan-Instituutin säätiö, 2016, S. 29–58.
- Christina Papoulia: Seaward dispersals to the NE Mediterranean islands in the Pleistocene.The lithic evidence in retrospect, in: Quaternary International 431 (2017) 64–87. (academia.edu)
- Nena Galanidou: Advances in the Palaeolithic and Mesolithic archaeology of Greece for the new millenium, in: Pharos 20 (2014) 1–40. (academia.edu)

### Neolithikum
- Paul Halstead (Hrsg.): Neolithic Society in Greece., Sheffield Academic Press, Sheffield 1999.
- Catherine Perlès: The Early Neolithic in Greece. The First Farming Communities in Europe. Cambridge University Press, Cambridge 2001.
- Claus Hattler (Hrsg.): Kykladen – Lebenswelten einer frühgriechischen Kultur. Badisches Landesmuseum, Karlsruhe / Primus, Darmstadt 2011.

### Bronzezeit
- Hans-Günter Buchholz (Hrsg.): Ägäische Bronzezeit. Wissenschaftliche Buchgesellschaft Darmstadt, 1987, ISBN 3-534-07028-3.
- Eric H. Cline (Hrsg.): The Oxford Handbook of the Bronze Age Aegean. Oxford University Press, Oxford 2012.

### Eisenzeit, Archaische Zeit
- Anthony Snodgrass: The dark age of Greece. An archaeological survey of the eleventh to the eighth centuries BC. Edinburg University Press, Edinburgh 1971.
- James Whitley: Style and society in Dark Age Greece. The changing face of a pre-literate society 1100–700 BC. Cambridge University Press, Cambridge 1991.
- Susan Langdon: Art and identity in dark age Greece, 1100–700 B.C.E. Cambridge University Press, Cambridge 2008, ISBN 978-0-521-51321-0.
- Kurt A. Raaflaub, Hans van Wees: A Companion to Archaic Greece. John Wiley & Sons, Chichester (West Sussex) 2009.